# Історія Сатанова

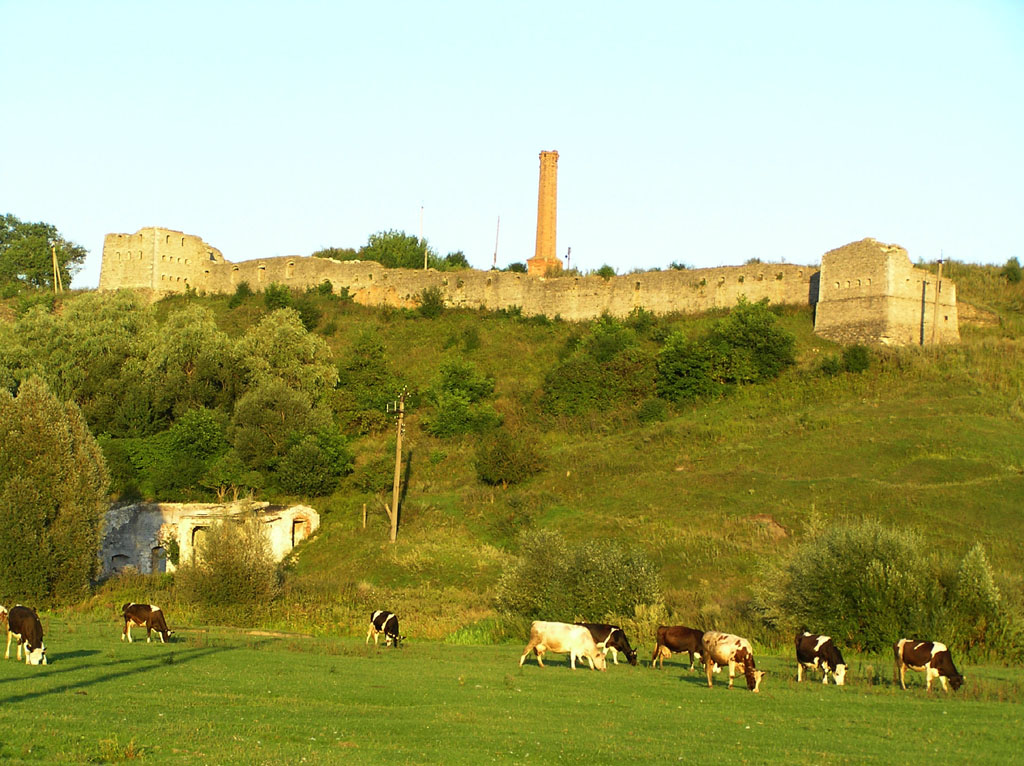
Сатанівський замок. Сучасний вигляд

План Сатанова. 1928 рік

Істо́рія Са́танова — історія містечка, а нині селища міського типу Сатанів Городоцького району Хмельницької області. Відомий в історичних документах з 1404 року, Сатанів входив до складу Великого князівства Литовського, Речі Посполитої, Османської та Російської імперій, Української Народної Республіки, Радянського Союзу, а після розпаду останнього перебуває в складі незалежної України. Містечко над Збручем і його довкілля були ареною бойових дій під час Хмельниччини, Першої світової війни, Української революції 1917—1921 років, Другої світової війни. Як зазначила Катерина Липа, «історія Сатанова — це типова історія невеликого порубіжного міста-фортеці, в якій періоди жахливих руйнувань змінювалися періодами процвітання, розквіту торгівлі та ремесел» .
Сатанів був селом, містечком, містом, знову містечком, а 1938 року за ним закріпився статус селища міського типу. Свого часу він користувався магдебурзьким правом, з кінця 1920-х по 1959 роки був районним центром.
1985 року Сатанів визнано курортом республіканського значення. 2001 року він увійшов до Списку історичних населених місць України. Сатанів є складовою одного із семи природних чудес України — найбільшого в Європі національного природного парку «Подільські Товтри», створеного 27 червня 1996 року.

## Дата заснування

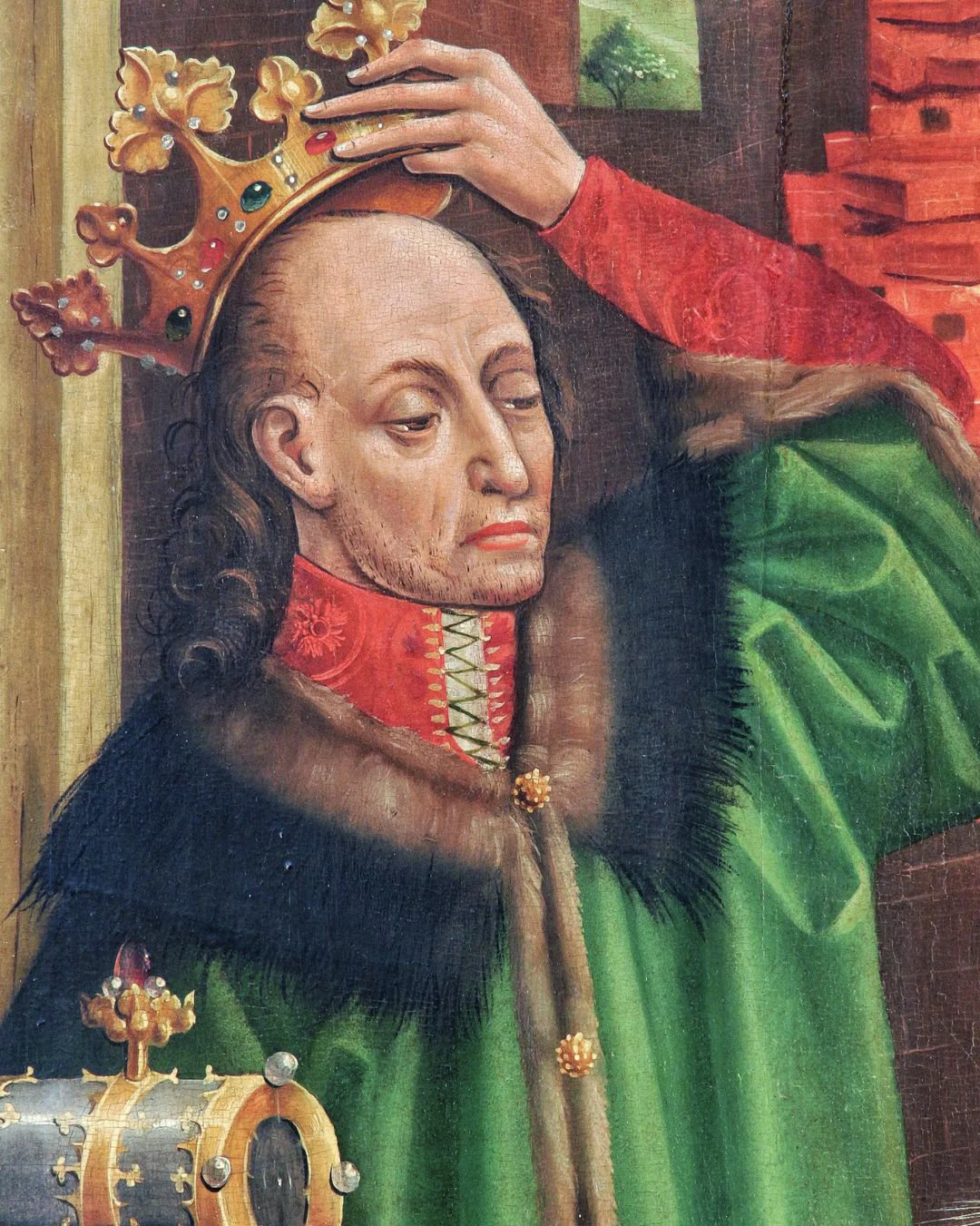
Владислав II Ягайло

Час заснування Сатанова невідомий. Найдавніша писемна згадка про нього припадає на 1404 рік. Уперше поселення з назвою «Schathanow» зафіксовано в грамоті польського короля Владислава II Ягайла, виданій 3 березня (за чинним сьогодні григоріанським календарем — 12 березня) 1404 року краківському підстолію Петрові Шафранцю. Цю грамоту, написану латинською мовою, опубліковано 1894 року в другому томі восьмої частини «Архива Юго-Западной России», який у Києві видавала Тимчасова комісія з упорядкування давніх актів, заснована при київському, подільському та волинському генерал-губернаторові. Документи зазначеного тому підготував до друку Михайло Грушевський. Грамоту наведено за копією, вписаною 1564 року до книги ревізії привілеїв на землю. Під час публікації грамоти ця книга зберігалася в Московському архіві Міністерства юстиції, а нині зберігається в Головному архіві давніх актів у Варшаві у фонді Литовської Метрики.
1905 року було опубліковано ще одну копію грамоти, виданої Петрові Шафранцю. Публікацію здійснив польський історик Францішек Пекосінський у четвертому томі «Дипломатичного кодексу Малої Польщі». Копія, видана Пекосінським, є повнішою не тільки в змісті самого документу, а й на лист свідків, якого немає в копії, вміщеній у книзі ревізій. На думку українського історика Віталія Михайловського, повнота цієї копії пояснюється тим, що вона докладно списана саме з оригіналу. А сталося це найімовірніше 1469 року, коли проводилася ревізія маєтків.
1404 рік є загальновизнаною датою першої писемної згадки про Сатанів. Її наведено в працях Олександра Степенка, Вартана Григоряна, Миколи Петрова, Івана Рибака та інших істориків. Проте деякі путівники, довідники та навіть енциклопедії стверджують, що перша літописна згадка про Сатанів припадає на 1385 рік, але жодних посилань для обґрунтування цього твердження не наводять. Так, Володимир Радзієвський і Василь Бурма у путівнику «Медобори» (друге видання, 1975) пишуть: «Вірогідно, що перші відомості про Сатанів відносяться до 1385 року. Але в історичних документах Сатанів вперше називається у 1404 році» . Набагато категоричніші автори історичного путівника «100 єврейських містечок» (друге видання, 1998) та третього випуску довідкового видання «Хто є хто на Хмельниччині» (2005), які прямо стверджують, що «перші літописні згадки про Сатанів припадають на 1385 рік». Така ж категоричність притаманна і для «Універсального словника-енциклопедії» (четверте видання, 2006), де стверджується, що Сатанів «уперше згадується в літописі 1385».
У грудні 1886 року член Комітету для церковно-історичного та статистичного опису Подільської єпархії Іван Шипович писав у «Подольских епархиальных ведомостях» :
| Залишки так званого Траянового валу, який проходить біля Сатанова паралельно до Збруча, а далі губиться в Галичині, а також та обставина, що в цьому валу знаходять монети часів Траяна та Антонінів, дають підстави припускати, що сатанівська місцевість входила до складу Римської імперії або лежала на кордоні з нею. |
На відміну від дако-римської гіпотези про заснування Кам'янця-Подільського, яка набула широкого розголосу завдяки працям київських архітекторів-реставраторів Євгенії та Ольги Пламеницьких, аналогічна концепція щодо Сатанова досі залишається в зародку. Як зазначила ще одна київська дослідниця Катерина Липа, припущення, що Сатанів походить від римського військового табору, як і чимало міст у всій Європі, «не може поки що спертись ні на дані розкопок, ані на структуру пізнішої забудови».
Дослідник минувшини Поділля Віктор Гульдман припускав, що «першими поселенцями Сатанова були карпатські горці та тільки згодом сюди проникли вірмени, греки та євреї».
Практика виробила певні критерії для визначення дати заснування міста чи поселення. По-перше, про їх вік говорять за першою згадкою в письмових джерелах. По-друге, історія міста з того моменту не повинна перериватись, а саме воно має розташовуватися весь цей час на одному й тому ж місці. Щодо Сатанова, то після 1404 року його історія добре простежується і ніде не переривається, місця розташування Сатанів не змінював, тож за зазначеними канонами 12 березня 1404 року може виступати датою заснування цього містечка на Збручі. Це умовна дата. Але достовірної звістки про Сатанів, зафіксованої раніше, немає.

## Походження назви

### Латинські версії
Думка про римські корені Сатанова була популярною в другій половині XIX століття. Тож звідси визріла спроба пояснити назву Сатанова засобами латинської мови. Ось як цю версію викладено в дев'ятому випуску «Трудов Подольского епархиального историко-статистического комитета», що побачив світ 1901 року в Кам'янці-Подільському :
| Саму назву нинішнього поселення Сатанова дехто прагне приписати до епохи захоплення Дакії римлянами в часи імператора Траяна. Кажуть, що один із його полководців — Тонілій, дійшовши до місця, де нині розкинувся Сатанів, начебто запитав воїнів, що його оточували: «Sat aut non?» (тобто, «Досить чи йти далі?»). Легіонери відповіли: «Sat». Ця обставина нібито дала назву Сатанову. |
Оскільки зазначений випуск видано «під редакцією священика Юхима Сіцінського», то в низці популярних публікацій (наприклад, у статтях Дмитра Полюховича «Твердиня віри над Збручем», «Подорож до „міста Сатани“») цю версію приписано подільському дослідникові. Але, як видно з передмови до дев'ятого випуску «Трудов…», відомості про населені пункти п'ятого благочинного округу Проскурівського повіту, куди входив Сатанів, укладав не Сіцінський, а Місюра . По-друге, Юхим Йосипович не був прихильником римської версії. Так, переповівши її в брошурі «Оборонні замки Західного Поділля XIV—XVII століть» (Київ, 1928), дослідник у примітці зауважив: «Але чи не під слова „сатана“ походить назва містечка? Недалеко від Сатанова в Галичині є місто, що має назву від нашого подібного слова (Чортків)» . До того ж вказану латинську версію було оприлюднено ще в лютому 1862 року, коли Юхимові Сіцінському було всього два роки.
Із січня 1862 року в Кам'янці-Подільському стали виходити двічі на місяць «Подольские епархиальные ведомости». У третьому номері на їх сторінках з'явився історико-статистичний опис містечка Сатанів Проскурівського повіту. Матеріали для опису зібрав священик Михайло Орловський із села Глядки того ж Проскурівського повіту, а підготував опис до друку перший редактор «Подольских епархиальных ведомостей» Павло Троїцький. На початку опису наведено римську версію походження назви Сатанова (запитання Тонілія зафіксовано у дещо іншій, ніж вище, формі — «Sat an non?»), але одразу ж зауважено, що ця здогадка «дотепніша, ніж правдива» .
Полководець Тонілій більше ніде, крім розповіді про походження назви Сатанова, не фігурує. Підручники та словники фіксують, що sat означає «досить, доволі, годі», an, aut — «або, чи», non — «не, ні». Хтось колись слово «Сатанов» подав у вигляді «Sat+an+non», сконструював запитання «Годі чи ні?» і під нього припасував легенду.
2001 року російські дослідники — майбутній доктор філологічних наук Ольга Бєлова та доктор історичних наук Володимир Петрухін — записали в Сатанові кілька варіантів цієї легенди. В одній із версій, яку повідав 55-річний Володимир Федорович Бабійчук, вона виглядає так:
| Грецький центуріон на чолі з Тонілієм просувався на північ. І на березі невідомої річки зі скелястими берегами цей воєвода підняв руку і сказав: «Сат ау нон?» («Зупинимось чи підемо далі?»). Мабуть, ці вояки відмахали не одну версту (це я так, по-українськи) і сказали: «Сат!», що означає «зупинка». Мабуть, тут був, так, за тими всіма канонами і за тими записами, що у мене були, так написано є, що тут був ще Юлій Цезар. |
А 75-річний Микола Андрійович розповів дослідникам таке: «Сатанів сто разів руйнувався і сто разів відбудовувався. Кажуть, що за історією він старший за Москву. А назва, що ніби десь кудись якісь війська йшли. Звідкіля вони йшли — чи туди, чи сюди — і зупинка. І говорили: „Сат ау нон! Сат ау нон!“ — і, значить, тут зупинка. І з того часу кажуть, що Сатанів».
Ольга Бєлова та Володимир Петрухін, які записали ці розповіді, у книзі «Фольклор і книжність: міф і історичні реалії» (Москва, 2008) пишуть :
| Ця легенда, яка є прикладом фольклоризації «краєзнавчої творчості», відома багатьом мешканцям Сатанова. Вона широко розповсюджена завдяки тиражуванню в місцевій пресі та в популярній літературі 1980—1990-х років (зокрема, в історичному нарисі Володимира Сохи «Сатанів», 1991). 2001 року машинописні роздруківки «місцевого літопису» з текстом цієї легенди («Стаття-довідка про селище Сатанів (за період XIV—XX століть)») зберігалися в селищній бібліотеці та в музеї цукрового заводу. |
Кандидат економічних наук Оксентій Онопенко, який живе і працює в Москві та захоплюється топонімічними дослідженнями, уклав словник «Образи української міфології в історії і географії». У ньому він виводить назву «Сатанів» від шведського «satt» (від «sitta») та «satte» (від «sätt») — сидіти, добре чи міцно сидіти (як фортеця), ладно сидіти (вписуватись у місцевість), садовити (посадник). Синонімами назви «Сатанов» є назви міста Седнів (Чернігівщина) та «Saßnitz» (Рюген, ФРГ), а також назва «сіттичі» в списку «Баварського географа» (IX сторіччя). Разом з тим, потрібно зауважити, що аналогічне значення мають назви «Гродно» (від швейцарського німецького «gröden» — військовий табір, привал), «Ташау» (від українського «ташуватись»), «Мілокс» (від шведського «milo» — військовий табір), «Снятин» (від «снятися» — виступати в похід), «Кемп» (від англійського «camp» — військовий привал, табір), «Махів» (від грецького «μαχη» — війна), «Стадниця» (від слова шведської мови «stadda» — похід, та «stad» — місто), «Шаргород» (від німецького «Schar» — загін, військовий полк), «Ковель» (від старого слова «ков», ковуй" — бити). Все це військові поселення. Розташування міста побіля Збруча, який плине у Дністер, нагадує про бога вітрів (Стрибога). Латинське дієслово «satus» — віяти, сіяти.

### Версії зі словом «сатана»
Слово «сатана», як засвідчує «Етимологічний словник української мови», давньоруська мова запозичила з грецької. А та в свою чергу скористувалася гебрейським словом зі значенням «той, що протидіє». Є споріднене арабське слово, яке проникло і в українську мову у формі «шайтан». Тож цілком закономірно, що низка версій пов'язує ім'я Сатанова зі словом «сатана», відомим здавна.

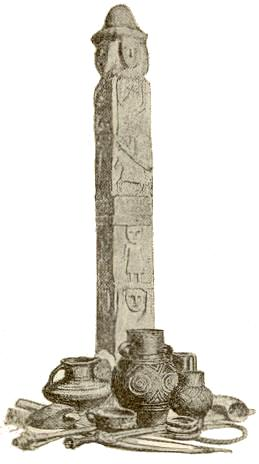
Святовит

Згідно з однією з таких версій, турецькі яничари після багатьох невдалих спроб завоювати місто стали називати проклятим місцем («сатаною») густу лісову околицю поселення. «Коли мешканці містечка вийшли назустріч завойовникам, — розповідає одна з легенд, — то побачили значну перевагу нападників, тому стали відходити, але не до містечка, а в глибину лісів. Захисники довго водили ворога непрохідними нетрями й болотами, з яких нападники не змогли вибратися. Тому турки прозвали цю місцевість проклятою, по якій їх водила нечиста сила, тобто сатана».
Як засвідчують дослідження, на Сатанів в XVI і XVII століттях нерідко нападали кримські татари (зокрема 1528, 1530, 1617, 1618, 1649 року) й турки (1676 року). Однак малоймовірно, щоб вони дали ім'я місту — воно з'явилося за багато століть до їхніх набігів.
Зафіксовано з народних уст і таку варіацію походження назви містечка: коли татари намагалися загарбати Поділля, то їхній полководець побачив на березі Збруча прекрасний сад, а тоді й промовив: «Ой, який прекрасний сат». Звідси і пішла назва Сатанів .
Назву Сатанову могли дати і у зв'язку з «бісівським» сусідством. До середини XIII століття в тутешніх місцях зберігався останній острівець язичництва, а таємні обряди давнім богам здійснювалися аж до XVI—XVII століть. Церква ж усе, пов'язане з колишніми богами, оголосила сатанинським. Звідси, мовляв, і назва міста, що розкинулося мало не в самому серці «країни» волхвів, що нікому не скорилася.
Ця версія багатьом дослідникам здається найправдоподібнішою. Тим паче, що місце, де 1848 року в Збручі знайдено статую язичницького Бога Святовита, розташоване не так уже й далеко від Сатанова — за 15 кілометрів від Сатанівського монастиря. Дослідниця українського язичництва, доктор філософських наук Галина Лозко вважає :
| На нашу думку, топонімічні назви Чортків і Сатанів мають язичницьку семантику, про що з незрозумілих причин не повідомляють мовознавці, намагаючись етимологізувати ці назви з чужоземних мов. |
Поселення досить часто називали за прізвиськом першого чи найпомітнішого поселенця. Таким поселенцем цілком міг бути чоловік на прізвисько Сатана.
Ще одна версія виводить назву «Сатанів» із того, що тут колись виробляли різних божків, сатанів. Підставою для цього варіанта легенди є свідчення, що до Сатанова завозили із сусіднього села Іванківці вапняк, з якого і робили так званих «сатанів» .
Автор чотиритомної праці «Етнічна та еволюційна історія Русі» (Москва, 2001) Валерій Богданов у другому томі «Слов'яни, дворяни, гуни, сармати» зазначив, що плем'я із союзу антів під назвою «сат» надумало стати господарем на землях народу «он», тому додало корінь «он» до своєї назви, звідси і утворилася назва союзу — Сатана. Як один із доказів реальності цієї події Богданов наводить назву поселення Сатанів.

### Молдовська версія
Кандидат історичних наук Степан Бабишин, автор книг «Топоніміка в школі» (1962) та «Топоніміка в позакласній роботі з географії» (1968), писав :
| Та найбільш ймовірно назва Сатанів пов'язана з молдовським словом «сат» — велике село, селище. Відомо, що в часи поневолення цього краю в IX столітті частина предків сучасних молдован переселялась в наші краї. В той час на місці теперішнього Сатанова вже було якесь давньослов'янське поселення, назва якого загубилась у віках. Про його існування свідчить багато археологічних пам'яток тієї далекої доби. Нові поселенці дали йому свою назву Сат, яка згодом у слов'янській транскрипції набула форму Сатанів. |
Ця версія набула поширення в кількох довідкових виданнях з української топоніміки. Кандидат педагогічних наук Микола Янко в «Топонімічному словнику-довіднику Української РСР» (Київ, 1973), виклавши латинську версію, зазначив наприкінці: найімовірніше, що топонім утворено від молдовського сат «велике село, селище» . Підтримав цей підхід письменник Юрій Кругляк у книзі «Ім'я вашого міста» (Київ, 1978). Навівши римську версію, він додав: «За іншими переказами, назва походить від слова сатана — „прокляте місце“, або від молдовського слова сат — „велике село“, „селище“. Останнє — найімовірніше, бо, як розповідають, колись у селищі жило багато молдован».
Виклавши ті ж версії, що і Юрій Кругляк, доктор філологічних наук Алла Коваль у книзі «Знайомі незнайомці» (Київ, 2001) підсумувала: «Є документи, які свідчать, що в цьому селищі колись жило багато молдован; отож тлумачення назви селища від молдовського сат, мабуть, найближче до істини».
У «Топонімічному словнику України» (Київ, 1998) Микола Янко вніс уточнення в молдовську версію. Тепер довідка про Сатанів набула такого вигляду: «Походження назви не з'ясовано. Існує ряд народних переказів, за якими назву пов'язують з римськими легіонерами. Проте вони далекі від наукових пояснень. Дослідники сходяться на тому, що назва поселення походить від молдовського словосполучення Сату Ноу в означенні Нове село, Новоселиця, Новоселівка. Утворилася шляхом морфологічного освоєння молдовської назви за допомогою суфікса -ів» .
Дослідники української топоніміки досить обережні, але і досить однозначні у висновках щодо походження назви Сатанова. Зате професійні історики обходять це питання стороною. Ні Олександр Степенко в нарисі «Сатанів» у томі «Хмельницька область» з «Історії міст і сіл Української РСР» (Київ, 1971) , ні Микола Петров у статті, опублікованій у науково-краєзнавчому збірнику «Хмельниччина. Дивокрай» (Кам'янець-Подільський, 2004) і присвяченій 600-річчю найдавнішої відомої писемної згадки про Сатанів, не порушують питання про можливе походження назви містечка. Це, очевидно, пояснюється тим, що історикам потрібні конкретні документи, а таких немає.
Утім, молдовська версія має певне історичне підґрунтя. Так, Юхим Сіцінський у праці «Поділля під владою Литви» писав, що 1393 року литовський князь Федір Коріятович (останній з Коріятовичів, що упродовж кількох десятиліть володіли Поділлям) «обсадив подільські міста волохами», оскільки «молдовський князь Роман був його спільником» у боротьбі з великим литовським князем Вітовтом . А сталося це за 11 років до першої згадки про Сатанів. Крім того, в Сатанові зафіксовано мікротопонім Волохи. Місцеві жителі так пояснюють цю назву: «Волхви. Волхви, то це, як би сказати, молдовани. Тому що волхви».

### Готська версія
Оригінальний підхід до розшифрування топоніма «Сатанів» запропонували студент-лінгвіст Євген Палійчук і кандидат хімічних наук Юрій Палійчук. У статті «Готський шифр на карті України», опублікованій 2008 року в київському журналі «Науковий світ» (видавець — Вища атестаційна комісія України), вони пишуть: «Вийшовши в IV ст. н. е. з території нинішньої України в Західну Європу, готи стали тим субстратом, з якого в подальшому сформувалось багато народів Європи (німці, французи, англійці й інші). Звичайно, можна припустити, що їхня мова повинна мати хоч якусь спорідненість із мовою пращурів — готів. І що ж? Виявилось, що нинішні англійська і, меншою мірою, німецька можуть бути тим ключем, який легко відкриває нам значення незрозумілих для нас, нинішніх, топонімів». Щодо Сатанова автори зазначають: «ніякого сатани там не водилося, просто Збруч в тому місці плив тихо, спокійно дзюрчав — sough (sau) — шелест, дзюрчання» . Про цю концепцію схвально відгукнувся («цікава праця») кандидат філософських наук Олег Гуцуляк у монографії «Пошуки заповітного царства: Міф — текст — реальність».
Як зазначив краєзнавець Олег Будзей, «можливо, колись якийсь винахідник (як Шурик із фільму „Іван Васильович змінює професію“) винайде машину часу — і ми, занурившись у глибину віків, зуміємо довідатися, коли і як сформувалося ім'я Сатанова. Сьогодні ж, не маючи належного фактажу, ми можемо тільки більш чи менш правдоподібно фантазувати про латинські, готські чи молдовські корені назви та про те, яким боком можна притулити сатану до назви містечка» .

## Сатанів у XV столітті

### Петро Шафранець

«Старий кінь» — герб Шафранців

Сатанів з'явився на історичній арені, за словами Юхима Сіцінського, «в добу першої гуртової польської колонізації Поділля» . На початку XV століття (у 1402—1411 роках), коли Поділля перебувало під владою польського короля, він щедро роздавав подільські землі. Так, 1403 року Петру Качореку дісталося село Устя (при впадінні Смотрича в Дністер), 1406 року Томку з Коморника — село Сокіл (на Дністрі), 1407 року Ходку з Кроації — село Ярмолинці, а Богуславу із Стахова — села Купин і Чорна Вода. У листопаді 1410 року Владислав Ягайло за хоробрість у битві з хрестоносцями надав Фридру (Фредру) із Плешовиць (Плескавиць) села Фридрівці (нині Залісся Перше), Суржа, Кадиївці.
Але найбільше — аж 12 подільських сіл — дісталося краківському підстолію Петрові Шафранцю. У королівській грамоті від 3(12) березня 1404 року, крім Сатанова, названо ще 11 сіл. Чотири з них входили в округу Сатанова. Це Яблунів (Jablonow; тепер Яблунів Гусятинського району Тернопільської області), Стрийова (Strijowa; тепер Стриївка Збаразького району Тернопільської області), Постолівці (Postolowcze; нині Постолівка Волочиського району, на березі Збруча, від Сатанова — 14 км) та Борщівка (Borczowka; нині Городоцького району, від Сатанова — 10 км). В грамоті також названо Зіньківці (Zankowcze, нині село Зіньків Віньковецького району) та належні до них села Гринечка (Grinieczka, нинішня Грим'ячка Віньковецького району), Барсуків (Borssukow), Месаків (Mesakow) і Скваржиці (Skwarzicze), а також Нижній Мукарів (Nisny Mukarow; нині Пільний Мукарів Дунаєвецького району) і Чесь (Czess). Перші 11 сіл (включаючи Сатанів) віднесено до Смотрицького округу (нині Смотрич — селище міського типу Дунаєвецького району), а останнє село (Чесь) — до Летичівського.
У грамоті Сатанів, як зазначив сучасний історик Микола Петров, «виступив як поселення сільського типу (villa)» . Але прикметно, що з 12 сіл, згаданих у грамоті, Сатанів названо першим. Крім того, воно виступає як головне для чотирьох названих у грамоті сіл. Отже, 1404 року Сатанів вже існував і навіть дещо просунувся в своєму розвиткові, оскільки був певним центром для навколишніх сіл. Історик Іван Рибак, аналізуючи грамоту 1404 року та наступні грамоти, видані польськими королями, в публікаціях про Зіньків говорить про Зіньківську волость, Зіньківський ключ. Аналогічно можна говорити про Сатанівську волость, Сатанівський ключ. Тим паче, то термін «Сатанівська волость» вживає Михайло Грушевський в «Історії України-Руси» при аналізі грамоти 1404 року.
Надання таких щедрих маєтностей Петрові Шафранцю польський король обставив цілою низкою умов. По-перше, дідич (власник маєтностей) сам мав жити в наданих йому маєтностях або утримувати там рівного собі заступника. По-друге, він мав виставляти у закордонні походи 6 сулиць (списників) і 12 стрільців, а коли виникне потреба обороняти край — ставати сам з усіма своїми людьми. По-третє, передавати свою маєтність третій особі дідич міг тільки з дозволу короля. І по-четверте, піддані дідича мали сповняти всі служби й сплачувати податки, які були за давніших володарів Поділля — князів Коріятовичів. Утім, як засвідчують документи, такі вимоги були типовими при наданні подільських земель. Наприклад, такі ж умови виставлено й Петру Качореку. Але, оскільки він отримав тільки одне село, то мав виставляти в походи лише одного списника та двох стрільців.

### Вітовт

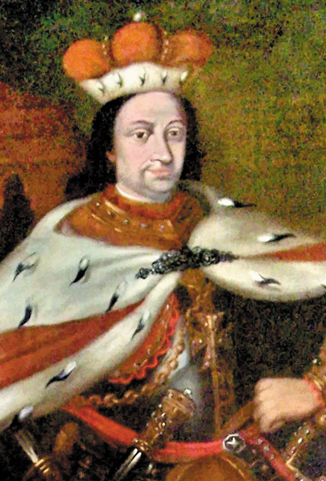
Вітовт

Хоч Сатанів дістався Петрові Шафранцю у спадкове володіння, ні його синові, ні його внукові він не належав. Невдовзі після надання, Сатанів (як і решту зазначених у грамоті 1404 року подільських сіл) у Шафранця викупив за 1000 кіп широких (празьких) грошей великий князь литовський Вітовт. Михайло Грушевський припускав, що ці гроші, «очевидно, йшли через руки Ягайла, і той виплатив цю суму Шафранцю не повністю». Як зазначав Юхим Сіцінський, можливо, Вітовт викупив ці землі для того, щоб вирвати їх із польських рук.
Невдовзі до Вітовта повернулося все Поділля. 15 липня 1410 року відбулася Грюнвальдська битва, в якій об'єднані збройні сили Корони Польської та Великого князівства Литовського, очолювані польським королем Владиславом II Ягайлом і великим князем литовським Вітовтом, здолали лицарів-хрестоносців під командуванням великого магістра Тевтонського ордену Ульріха фон Юнгінгена. Внаслідок цієї перемоги значення Вітовта зросло настільки, що 1411 року Ягайло змушений був погодитися з вимогами великого князя литовського та передати йому Поділля. Відтоді, аж до самої смерті Вітовта 27 жовтня 1430 року, Поділля (зокрема, і Сатанів) перебували під владою великого князя литовського.
Управляли Поділлям Вітовтові старости. Русько-литовський літопис подає їх імена. Це Грановський, потім Петро Монткирдович, далі Гідигольд. Коли ж останньому було дано Смоленськ, то Вітовт посадив на Поділлі Довгирда, який був подільським старостою аж до смерті великого князя литовського. Ці старости як княжі намісники сиділи в Кам'янці.
Як зазначає Сіцінський, подільські поляки не хотіли коритися Вітовтові, коли 1411 року до нього перейшло Поділля, тож польський король Владислав II Ягайло змушений був двічі висилати грамоти до подільської польської шляхти із закликом, щоб вона склала присягу Вітовтові. Перша з цих грамот датується 1414 роком. У наступній грамоті від 1418 року король підкреслює, що Поділля належить Великому князівству Литовському тимчасово — тільки до смерті Вітовта.
Земельні надання Вітовта упродовж цих 19 років, коли він вдруге володів Поділлям, відомі не всі. А у відомих грамотах Вітовта цього періоду Сатанів не згадується. Можливо тому, що Сатанівська та Зіньківська волості залишалися за самим Вітовтом, раз він ще до 1411 року їх викупив.

### Одровонжі

Герб Одровонж

Невдовзі після смерті Вітовта польський король Владислав II Ягайло, грамотою від 8 серпня 1431 року, надав Сатанівську та Зіньківську волості Петрові Одровонжу — за його заслуги у війні проти Свидригайла. Свидригайло Ольгердович був молодшим братом польського короля. Після смерті Вітовта Свидригайла проголошено великим князем литовським. 1431 року він виступив проти свого брата Ягайла.
Петрові Одровонжу було надано ті самі землі та на тих самих умовах, що й 27 років тому Петрові Шафранцю. Як зазначено в грамоті, Петро Одровонж зобов'язаний був доплатити Петрові Шафранцю 150 гривень, які, очевидно, не додано йому, коли маєтності Шафранця викупив Вітовт.
Невдовзі, 1 червня 1434 року, помер Владислав II Ягайло. Новий польський король Владислав III Варненчик (син попереднього короля від його четвертої дружини) грамотами, виданими 1436 та 1440 року, підтвердив зроблене раніше надання земель Петрові Одровонжу. Зокрема, грамотою від 23 листопада 1436 року Сатанову надано німецьке (магдебурзьке) право. Цю грамоту теж опубліковано (латинською мовою) у другому томі восьмої частини «Архива Юго-Западной России» .
6 вересня 1450 року Петро Одровонж загинув у бою. Після нього Сатановом володіли його сини — спочатку Андрій (помер 1465 року), потім Ян (помер 1485 року), далі його внук (син Яна) Ян (помер 1513 року) і його правнук Станіслав (помер 1545 року).
Як зазначив історик Микола Петров, не виключено, що при одному з Одровонжів, десь у другій половині XV — на початку XVI століття, у Сатанові було зведено замок .

## Сатанів у XVI столітті

### Від Одровонжів до Костків

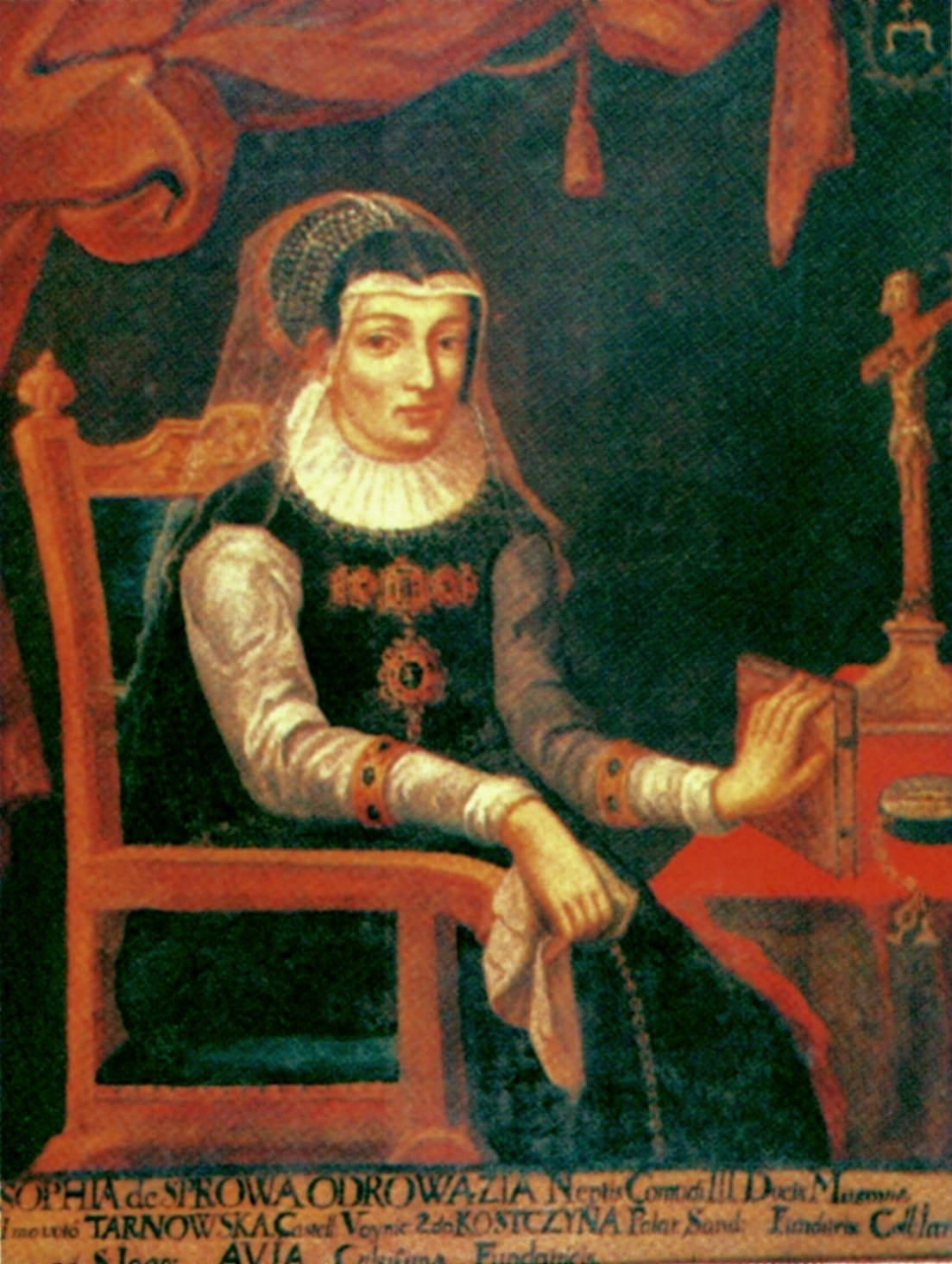
Софія Одровонж

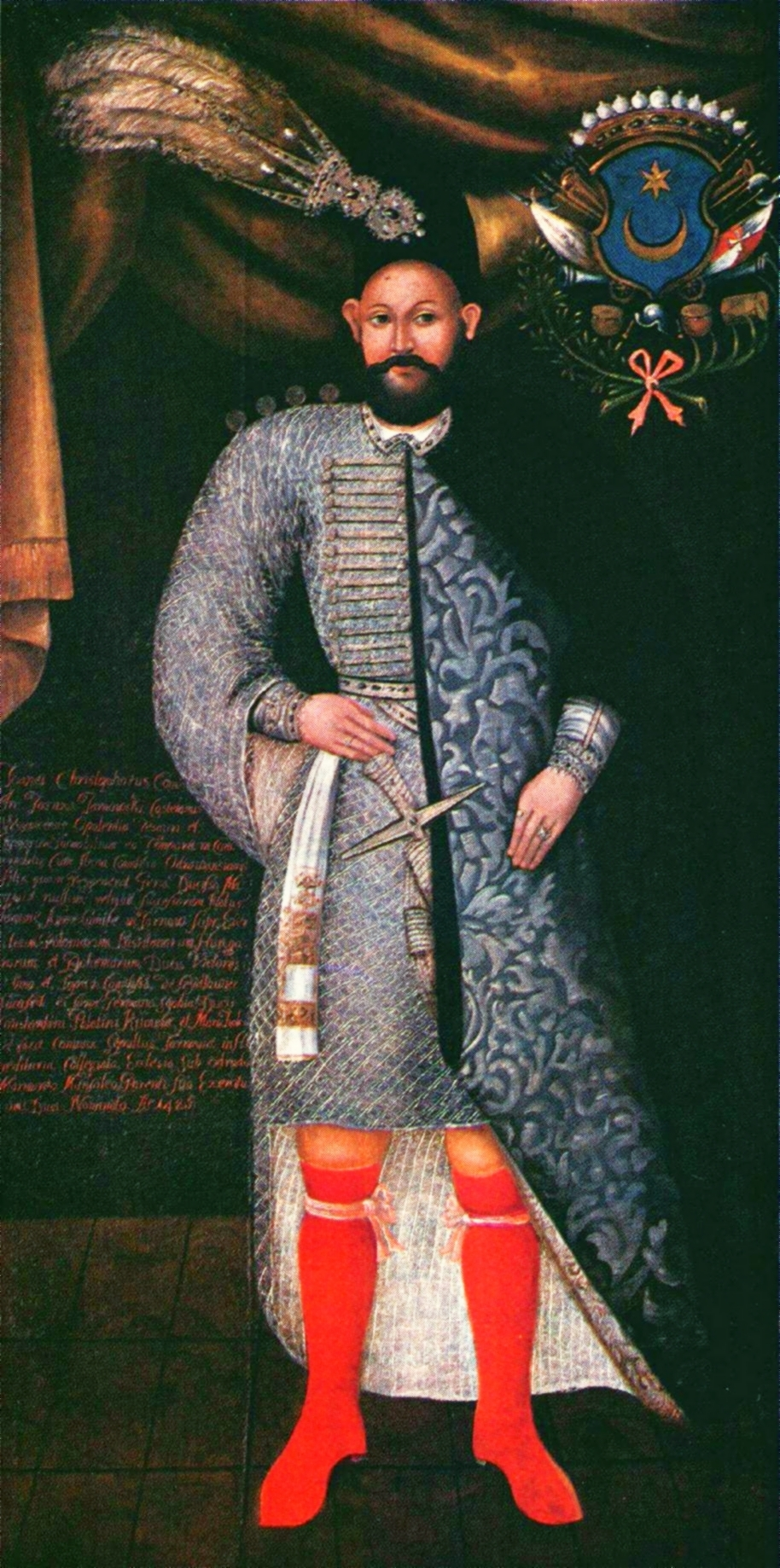
Ян Криштоф Тарновський

Домброва — герб Костків

Двічі, 1528 та 1530 року, Сатанів плюндрували кримські татари. 1530 року, згідно з податковими джерелами, в поселенні значився тільки один плуг . У зв'язку з цим, 17 березня 1532 року польський король Сигізмунд I Старий, надав міщанам Сатанова значні пільги. Він звільнив їх і мешканців навколишніх сіл, що підпорядковувалися Сатанову, на вісім років від «шосу», «чопового» та інших податків. Цей захід сприяв тому, що в Сатанові побільшало населення. Крім того, він став привабливим місцем для втечі селян. Так, 1539 року сюди втекло двоє кріпаків із Городниці (нині село Гусятинського району), один із Білої (нині село Чемеровецького району), кілька родин із Сковродинців (село в Галичині), 1559 року — один селянин із Перегінки (нині село Ярмолинецького району) та один із Левківців (нині село Волочиського району).
2(12) квітня 1545 року помер останній із роду Одровонжів по чоловічій лінії — Станіслав Одровонж, одружений з мазовецькою княгинею Анною (померла після 26 січня 1557 року). Їхня єдина і пряма спадкоємниця — дочка Софія (народилася близько 1540 року) — 1555 року стала дружиною графа Яна Криштофа Тарновського, але він рано помер (1 квітня 1567 року). Тоді Софія одружилася зі шляхтичем Яном Косткою. Так Сатанів перейшов до родини Костків.
Польські королі та власники Сатанова надавали містечкові привілеї і у 1561—1566 роках. Зокрема, на основі привілею 1561 року, наданого Яном Криштофом Тарновським та його дружиною Софією з Одровонжів, а 1566 року підтвердженого польським королем, мешканці Сатанова звільнялися від усяких повинностей на 8 років, а найголовніше — встановлювалися чіткі обов'язки міщан: платити щороку тільки по 15 грошей чиншу, давати медову данину та двадцятого кабана, працювати п'ять днів на рік на власницьких землях (один день оранки та сівби, два дні косовиці та збору сіна й два дні у жнива), надавати підводи для переїзду до Микулинців і Тинкова, відбувати «шарварки».

### Розвиток ремесел і торгівлі
У другій половині XVI століття в Сатанові значного розвитку набули ремесла. Якщо 1565 року тут зафіксовано тільки 15 ремісників, то 1578 року, як засвідчила проведена люстрація, — вже 57. Серед них було 15 шевців, 14 пекарів, 10 кушнірів, 6 ковалів, 2 слюсарі та 2 ситники, по одному сідляреві, лудильникові, ювелірові, лимареві, гончареві, кравцеві, бондареві та мечникові. Для порівняння: 1578 року в Кам'янці зафіксовано 130 ремісників. 1583 року в містечку налічувалося 58 ремісників шістнадцяти спеціальностей, об'єднаних у цехи — шевський, гончарний, ковальський, кушнірський, ткацький, ювелірний та інші. Найрозвинутішим було гончарство. Сатанівські майстри забезпечували виробами не тільки містечко, але й торгували ними поза його межами. Славилися також вироби ткачів, ковалів, ювелірів.
У містечку відбувалися щорічні ярмарки. На них приїжджали купці з Кам'янця, Львова, Луцька та інших міст і містечок Волині, Поділля та Галичини. Тариф 1578 року засвідчує, що в Сатанові мешкало 53 купці . Переважна більшість з них вела внутрішню торгівлю.
Окрім торгівлі та ремесел, мешканці Сатанова не забували і про сільське господарство. 1578 року місту належало 53 плуги землі.
Перепис 1578 року засвідчив, що на Поділлі найулюбленішими містами для проживання євреїв виявилися Меджибіж — 230 голів, Бар — 100 голів, Сатанів — 80 голів. Як зазначив польський історик Олександр Яблоновський, тут під іменем голови потрібно розуміти не буквально кожну особу, а сімейство чи господарство, тож кожну наведену цифру треба помножити щонайменше на 5.

### Релігійне життя
Наприкінці XVI століття родина Костків, власників Сатанова, заснувала в містечку костел Пресвятої Трійці. У виданні «Парафії та церкви Подільської єпархії» (Кам'янець-Подільський, 1901) часом заснування костелу вказано 1581 рік. Це була дерев'яна будівля, обладнана 1592 року Катажиною (Катериною) з роду Костків. Пізніше зведено мурований костел у готичному стилі.
1590 року сатанівські міщани звернулися з клопотанням до львівського братства дати їм «братські порядки», щоб запровадити їх у себе. У Сатанові деякий час жив і намісник львівського православного єпископа (офіціал).
1592 року в селі Угриньківці (нині Заліщицького району Тернопільської області) виконано копію Євангелія учительного. Розпочав цю роботу місцевий попович Данило Гриневський, а завершив Федір Пашкович із Сатанова.
Другою половиною XVI століття датується Євангеліє театральне, написане на Поділлі. Його оздоблено мініатюрою, на якій зображено євангеліста Марка, та заставками, виконаними в ренесансному стилі. У приписках згадуються Рожище неподалік Луцька, Сатанів і П'ятничани (нинішнього Чемеровецького району Хмельницької області). Євангеліє зберігається в Кракові в Ягеллонській бібліотеці .

### Від Костків до Сенявських

Леліва — герб Сенявських

Наприкінці XVI століття Катерина Костка (1576–1648), донька Яна Костки та Софії Одровонж, яка була напрочуд красивою, стала дружиною підчашого коронного, старости Яворівського Адама Єроніма Сенявського (1576–1616). В придане їй було віддано Меджибіж, Сатанів, а також Зіньків із навколишніми селами (так званий зіньківський ключ). Таким чином, Сатанів на основі шлюбного контракту аж до середини XVIII століття став власністю польських магнатів Сенявських .
3—4 липня 1589 року в Сатанові перебував і залишив лаконічний щоденниковий запис про цей візит австрійський дипломат Еріх Лясота .
Навесні 1594 року Северин Наливайко, який, як припускають деякі дослідники (наприклад, Дмитро Дорошенко), народився в Сатанові, очолив загін «із охочих людей» і став іменуватися «запорозьким гетьманом», хоча ним і не був. Завдяки організаторським і воєнним здібностям, особистій мужності Наливайко швидко перетворився на найвпливовішого керівника повстання. Упродовж червня — липня він зайняв Теребовлю, Городок, Гусятин, Сатанів та інші міста, спустошив чимало шляхетських маєтків в околицях Бара та Зінькова.

## Сатанів у XVII столітті

### Дарунок церкві
1614 року Андрій і Петро Молчани з дружинами подарували церкві святого Георгія в Сатанові рукописне Євангеліє XVII століття, написане церковнослов'янською мовою з виразними впливами усного мовлення. Нині воно зберігається в бібліотеці Польської академії наук у Курнику. Цей рукопис на 289 паперових аркушах розміром 32×20 сантиметрів містить текст чотирьох Євангелій із передмовами і списком розділів, із долученим календарем. Євангеліє дбайливо оправлене липовими дошками в оксамиті, що до сьогодні зберегли сліди від широких металевих наріжників; оздоблене заставками у формі переплетених блакитних кіл кольоровими ініціалами. Старанна каліграфія і по-мистецьки зроблені заставки свідчать про майстерність переписувача. На аркушах 16—21 унизу сторінки скорописом уміщено запис про дарителів — Андрія та Петра Молчанів із дружинами. В інших примітках зазначено ім'я переписувача. Це Іван Сидорович, Стельмахів син з Янова, що працював при церкві Преображення Господнього з листопада 1613 року до травня 1614 року.

### Спустошення та відродження
1617 року кримські татари спустошили Сатанів і його околиці. 1618 року вони знову напали на північне Поділля та пограбували міста Збараж, Скалат, Тернопіль і Сатанів. Про цей напад згадував польський поет Петро Горчин у творі «Свіжі смутні сльози стражденного Поділля 1618 року» (пол. «Łzy świeżosmutne Podola utrapionego w roku Pańskim 1618»). Напади татар повторювалися і в наступні десятиліття, проте мешканці міста його відбудовували. На початку XVII століття Сатанів і далі зростав. 1629 року тут було зібрано податок із 912 димів. Вважають, що тоді в місті жило понад 4,5 тисячі мешканців.

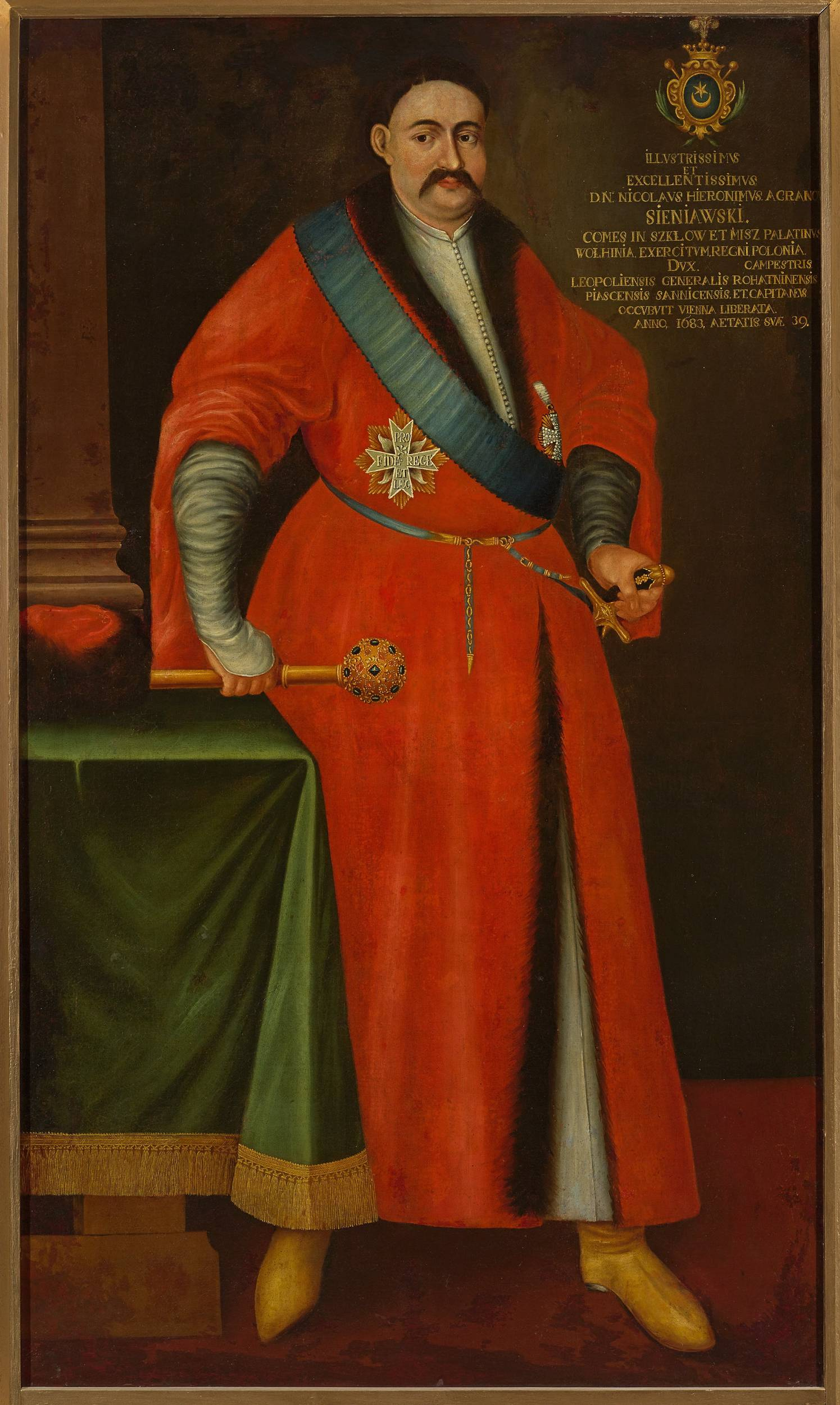
Миколай Єронім Сенявський

У ті часи, на думку українського дослідника Валентина Отамановського, довіз ліків в Україну йшов головним чином через містечко Сатанів. Так, 1632 року кам'янецький аптекар Андрій Закревський придбав тут значну кількість квасу грецького, лимонного соку, імбиру, ладану, перцю тощо.
1641 року власниця Сатанова Катерина Сенявська піднесла містечко до статусу міста та, зі згоди польського короля, надала поселенню (вдруге) магдебурзьке право. Собі вона обумовила право призначати війта (міського начальника) та право остаточно розв'язувати всі судові справи громади. За цю «дуже сумнівну автономію» (так її охарактеризовано у виданні «Парафії та церкви Подільської єпархії», 1901) власниця поклала на міщан обов'язок будувати та тримати справними міські укріплення, а також забезпечувати їх артилерією та бойовими припасами . Активізувалися міська торгівля, ремесла, містобудування. За кількістю населення (понад 5 тисяч мешканців) Сатанів посів значне місце серед великих міст України.
1648 року померла Катерина Сенявська. Вона пережила чоловіка Адама Єроніма Сенявського (помер 1616 року) та всіх трьох синів — Олександра (помер 1621 року), Прокопа (помер 1626 року) та Миколая (помер 1636 року). Після смерті Катерини Сенявської власником Сатанова став син Прокопа, якого, як і діда, звали Адамом Єронімом Сенявським. Але 1650 року, через два роки після смерті бабусі, помер і він. Спадкоємцем маєтків Сенявських, серед них і Сатанова, став єдиний син Адама Єроніма — п'ятирічний Миколай Єронім Сенявський.

### Хмельниччина
Не залишився Сатанів і осторонь Української національної революції середини XVII століття, відомої ще як Хмельниччина. Українське населення міста підтримувало повстанців, а 1648 року Сатанів на деякий час навіть захопили подільські опришки — левенці.

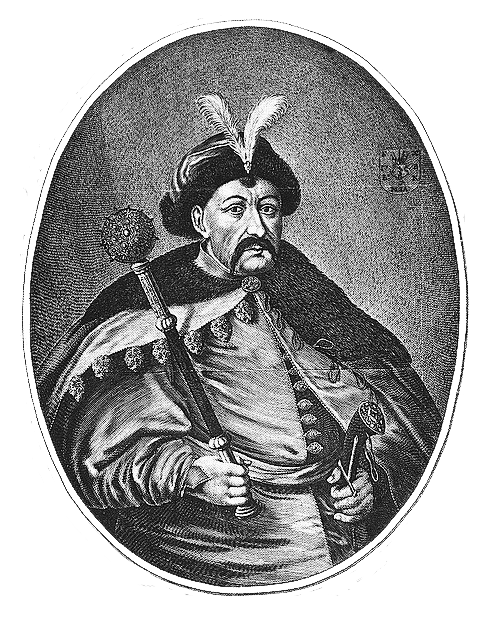
Богдан Хмельницький

На початок вересня 1648 року, внаслідок масового повстання селян і міщан, від польсько-шляхетського панування було звільнено територію Чернігівського, Київського, Брацлавського, Подільського (за винятком Кам'янця) та півдня Волинського воєводств. У ці дні галицький стольник Анджей Войцех М'ясковський звертав увагу познанського єпископа на небезпеку, що «загрожує нашому війську, яке перебуває наче у матні, обложене вже звідусіль противником, коли неприятелем, який захопив Сатанів і Скалат, відрізано тил війська». За ще одним свідченням М'ясковського, «вся Русь по самі львівські передмістя повстала поголовно. Гусятин, Сатанів, Скалат, Зіньків і багато інших міст захоплені опришками й пограбовані, гострять зуби на Львів».
8(18) серпня 1649 року укладено Зборівський договір. Одним із найперших його трагічних наслідків стало жахливе пограбування татарами Волині, Галичини, а найбільше Поділля. За визначенням анонімного автора однієї з «новин» татари пішли, «вогнем і шаблею все в ніщо обертаючи, беручи тільки дітей і жінок». Повністю спустошено Сатанів, а також Острог, Заслав, Бар, Меджибіж, Ямпіль та інші міста (всього близько 70). Невідомий подільський шляхтич у творі, умовно названому «Римована хроніка», писав, що татари «замки, містечка, села дощенту перетворювали на попіл, навіть із могил і гробів, задля збагачення, мертвих витягали».
Сатанів і надалі опинявся в зоні військових дій. Так, у середині травня 1651 року Богдан Хмельницький здійснив швидкий кидок, очевидно, через Сатанів, у район Зборова. Навесні 1653 року українська армія на чолі з Богданом Хмельницьким вирушила в черговий похід. Пройшовши через Бар, Меджибіж, Дунаївці, вона рушила до Бедрихового Городка, де було влаштовано табір. Козацькі загони зайняли Сатанів, Тернопіль та інші міста західного Поділля та східної Галичини. Голод, грабежі татар, звістки про невдачі в Молдові викликали в повстанців вибух невдоволення діями гетьмана. Хмельницькому довелося докласти великих зусиль, щоб заспокоїти козаків. Козацька армія почала відступ до Білої Церкви. Восени 1653 року Богдан Хмельницький повернувся на Поділля. У грудні того ж року після Жванецької кампанії, політичні наслідки якої виявилися для Української держави катастрофічними, та звістки про згоду московського царя прийняти Військо Запорозьке під свою протекцію, шлях гетьмана проліг через Сатанів, Городок, Меджибіж, Летичів, Літин, Вінницю на Корсунь .
Згодом події Хмельниччини обросли в Сатанові численними легендами. Так, 1862 року священик Михайло Орловський писав: «1651 року війська Богдана Хмельницького перетворили Сатанів на попіл. Легенда розповідає, що в цей час брацлавський полковник Данило Нечай, сподвижник Богдана Хмельницького, пограбувавши в найближчому до Сатанова поселенні жителів, наближався вже до самого Сатанова. Але тут він зустрів відважних захисників містечка. Одна сатанівська жінка (її імені чи прізвиська переказ не зберіг) із сімома синами, що верховодили дружиною, як і вона сама, зважилася захищати містечко проти Нечая. Але перевага сил козаків винищила відважних захисників. Досі на південній стороні Сатанова, при дорозі, що йде в село Іванківці, видно підряд сім могил; в цих могилах, за переказами, поховано по одному синові зі своїми дружинами. Так стверджують усі старожили і тутешній ксьондз Калинський, що має від роду 90 років».

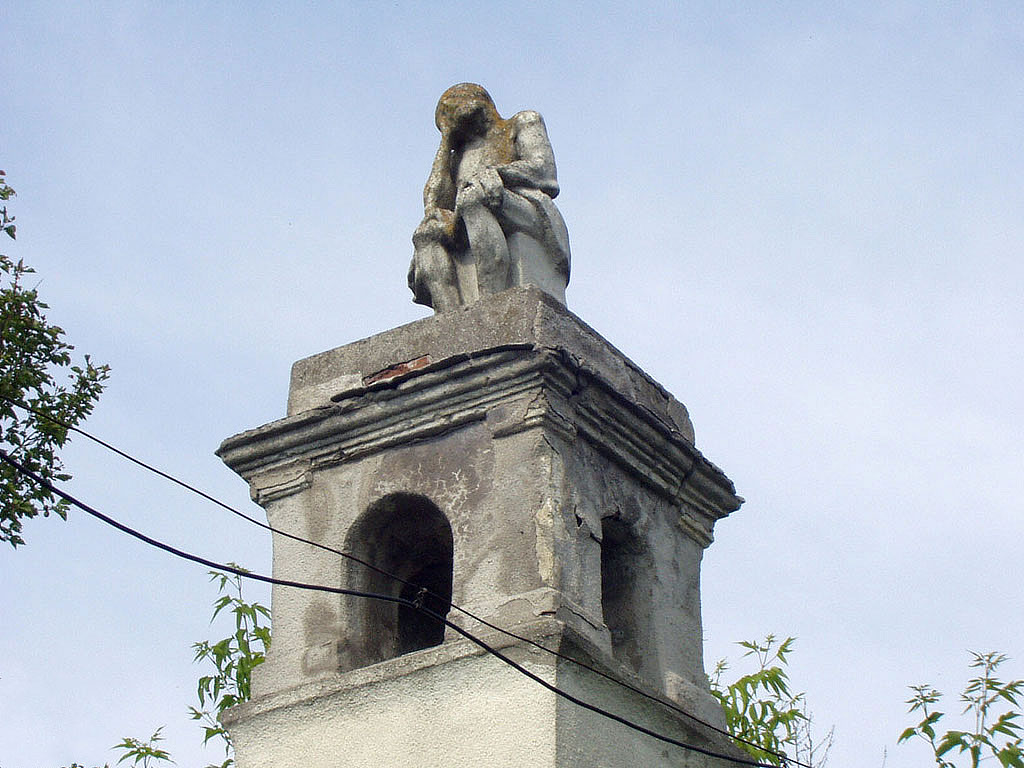
Скорботний Ісус

Той же Михайло Орловський зафіксував ще один народний переказ: «Нечай пограбував Сатанів. Польський уряд, підозрюючи, що і православні при спустошенні містечка діяли разом із Нечаєм, велів оточити Сатанів і покарати на смерть його жителів. У переляку ті звернулися у Варшаву до гетьмана Сенявського, свого власника, благаючи про пощаду. Гетьман поспішив до Сатанова, переконався, що його жителі не мали жодних стосунків із Нечаєм. З містечка було знято блокаду, а гетьман на пам'ять про звільнення містечка від страти поставив кам'яну статую на північній стороні, під горою, на тому місці, де вішали християн. Ця статуя і нині стоїть вище від саду теперішньої сатанівської аптеки. Заввишки вона понад два сажні. На колоні бачимо кам'яну статую Ісуса Христа, що плаче над Сатановом».
Сьогодні статуя скорботного Ісуса стоїть на території лікарні. Вона вважається найдавнішим в Україні пам'ятником, присвяченим визвольній війні під проводом Богдана Хмельницького, та датується 1653 роком. Проте викладена вище історія спорудження пам'ятника є, найімовірніше, легендою. Про це засвідчує зокрема те, що 1653 року власнику Сатанова Миколаєві Єроніму Сенявському було всього вісім років, а польним коронним гетьманом він став тільки 1682 року.
У першій половині 1650-х років у Сатанові деякий час жив лікар Стефан фон Гаден (пізніше відомий також як Данило Ієвлев або Євлевич, Данило Ільїн, Данило Жидовинов, Данило Фунгаданов), польський єврей за походженням. У Сатанові він одружився. Згодом Гаден поселився в Чорткові, далі потрапив у Київ і, нарешті, в Москву, де невдовзі став царським придворним лікарем. 18 лютого 1676 року Гадену наказано було «ходити тільки до хоромів — до благовірної государині цариці і великої княгині Наталії Кирилівни і благовірних государів цесаревичів і до благовірних государинь царівен — до більших і менших». 1682 року Гаден загинув під час стрілецького бунту. Його дружину стрільці пощадили на прохання цариці Наталії Кирилівни.
Перебування у вирі збройної боротьби не сприяло розвиткові Сатанова. У цьому, зокрема, переконує «Реєстр димів у містах і селах Подільського воєводства, засвідчених 1661 року під присягою з нагоди стягування подимного податку». З цього документа довідуємося, що 29 вересня 1661 року шляхетний Степан Білик приніс для Сатанова присягу тільки на 84 дими. Для порівняння: у сусідньому Гусятині зафіксовано 58 димів.

### В складі Османської імперії
Коли 1672 року Західне Поділля перейшло під владу Османської імперії, Сатанів і далі залишався у володіннях Польщі. За нього між поляками й турками довго йшли військові дії. І тільки 1676 року місто потрапило під владу турків. Сатанів став центром нахії (округи) у кам'янецькому санджаці.
Збереглися перекази про захоплення міста турками. 1862 року їх переповів священик Михайло Орловський: «22 квітня 1676 року, під час володіння Оттоманської Порти Поділлям, турки пограбували та спалили Сатанів. Тоді його мешканці ховалися де хто міг: в укріплених брамах, у церквах — Благовіщенській, Воскресенській, Юріївській, в єврейській школі або синагозі. Легенда розповідає, що турки, дізнавшись про мешканців, які сховалися в брамі, обклали її довкола деревом і запалили, бажаючи розжарити стіни брами і тим самим примусити обложених здатися. Тим часом захисники брами, поливаючи турків згори гарячою водою, змусили їх відступити. Стіни залишилися закуреними всередині й донині. Оскаженілі турки спалили містечко. За переказом старожилів і ксьондза Калинського, тоді вбито було в Сатанові до чотирьох тисяч мешканців. Євреїв поховали при синагозі з північного боку і насипали над ними високий квадратний курган, обведений кам'яною стіною. Щороку євреї в певний час поминають убитих за своїм обрядом: вони обводять курган ниткою і кидають на нього цибулю з часником. Турків поховали за містечком, на північній стороні, при дорозі, що веде в містечко Кузьмин, поблизу садиби священика Благовіщенської церкви й аптеки. Над ними насипано довгастий курган. Ці могили євреї вказують і тепер».
Орловський вказав на ще одне свідчення спустошення Сатанова турками 22 квітня 1676 року — образ Христа Спасителя, що зберігався в церкві святого Георгія. Як зазначив дослідник, турки посікли ікону в трьох місцях: на очах Спасителя, на устах і на грудях. На іконі був напис: «Образ Спасителя, турками посічений 1676 року квітня 22 дня».
1681 року було проведено опис, який зафіксував у сатанівській окрузі 180 господарств, 18 кавалерів (неодружених чоловіків), 19 євреїв — усього 1194 мешканці. Сатанівська округа належала до найбільше спустошених. Із 47 її поселень заселеними були тільки три. Найбільшим із них був Сатанів: 100 дворів, 12 кавалерів, 16 євреїв — усього 696 осіб.
1699 року внаслідок договору між Туреччиною та Річчю Посполитою, підписаного під час Карловицького конгресу, Сатанів, як і все Поділля, мирним шляхом повернувся під владу Речі Посполитої.

## Сатанів у XVIII столітті

### Повстання та військові дії

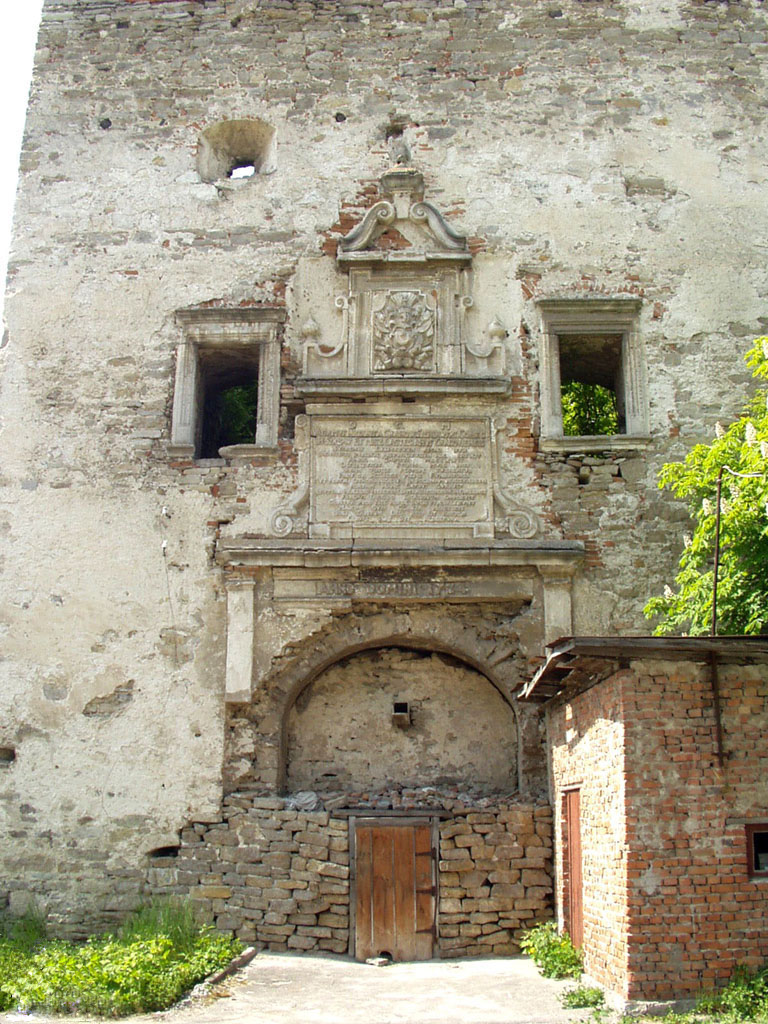
Міська брама в Сатанові

Наступ на права козацтва, що відродилося на Правобережній Україні в останній чверті XVII століття під час боротьби з турками, викликав народне повстання під керівництвом козацького наказного гетьмана Самійла Самуся та його побратимів — фастівського полковника Семена Палія та брацлавського полковника Андрія Абазина. Повстання вибухнуло навесні 1702 року. У його ході загони Самуся, після перемог під Бердичевом і Білою Церквою, вступили на територію Поділля. Повстанці зайняли Дунаївці, Китайгород, Калюс, Ушицю, Летичів, Сатанів, Новий Костянтинів, Старокостянтинів та інші міста.
Події цих років мали відгук у народних піснях. Так, у пісні про битву козацького ватажка Медведенка під Солобківцями 1702 року, вміщеній у рукописному збірнику XVIII століття, є такі рядки:
Хвалилися козаченьки, з Сатанова йдучи,
Будем драти, пане-брате, з китайок онучі.
10 січня 1703 року невідомий автор у листі зі Львова сповіщав, що три тисячі повстанців вступили на Поділля в район Меджибожа та Сатанова, знищуючи шляхту. Повстанське військо було за три милі від Кам'янця-Подільського. Це військо очолював полковник Федір Шпак.
Уряд Речі Посполитої кинув на придушення повстання великі сили. У січні 1703 року майже 100-тисячна армія під командуванням польного гетьмана Адама Миколая Сенявського, власника Сатанова та інших подільських маєтків, увійшла на територію Поділля. У бою під Старокостянтиновом загін Самуся втратив понад тисячу чоловік убитими. Основні сили повстанців зазнали поразки.
Для покарання селян, які брали участь у повстанні, сеймик Подільського воєводства ухвалив організувати спеціальні суди.
У 1705—1711 роках на Поділлі діяли повстанські загони Тригуба, полковника Сави Волошина з центром у Могилеві-Подільському, інших ватажків. Наприкінці березня 1709 року московський резидент (дипломатичний представник) при польському великому коронному гетьмані Адамові Миколаєві Сенявському Олексій Дашков писав із Сатанова: «З'явилися два волохи: Сава, який узяв Могилів на Дністрі, спустошує та мучить шляхту нестерпно, кажучи, що діє на основі указу царської величності; другий, Іваненко, захопив Брацлав і також спустошує і мучить шляхту».
8 (19) серпня 1711 року після Прутського походу Сатанів проїздом (на шляху з Кам'янця-Подільського до Золочева) ймовірно відвідав московський цар Петро I разом із дружиною Катериною. Щоправда, похідний журнал 1711 року цей факт не підтверджує. 24 серпня того ж 1711 року в Сатанові побував данський посланник при Петрі I Юст Юль. Він занотував у щоденнику: «Це добре облаштоване місто. Воно укріплене старовинними мурами та баштами». 1711 року через Сатанів двічі пролягав шлях французького дворянина Жана Ніколя Моро де Бразьє, автора тритомних «Записок політичних, потішних і сатиричних пана Жана Ніколя де Бразьє, графа Ліонського, полковника Казанського драгунського полку та бригадира військ його царської величності», уривок з яких, що стосується Прутського походу, в перекладі російською мовою опубліковано 1837 року в журналі «Современник» з передмовою та примітками Олександра Пушкіна. Перший раз де Бразьє з двадцятьма драгунами, виїхавши з Риги, через Тернопіль, Сатанів (в російському перекладі — «Сатаноп») добрався в Шаргород, де наздогнав армію. Повертаючись із Прутського походу в Європу, де Бразьє вдруге, цього разу з двома генералами — бароном Денсбергом і бароном Остеном, проїхав через Сатанів (в російському тексті назву залишено без перекладу — «Satanope») і через Тернопіль, Львів добрався до Варшави.
На початку 1712 року шведський король Карл XII, який після Полтавської битви перебував у турецькій фортеці Бендери, закликав до військових дій. Тож у квітні 1712 року загони козаків на чолі із заступником Івана Мазепи Пилипом Орликом здійснили похід на Сатанів, Збараж, Броди, руйнуючи дорогою шляхетські маєтки .

### Від Сенявських до Чарторийських
Попри не завжди спокійну обстановку, життя у місті на початку XVIII століття відроджувалося. Власник Сатанова Адам Миколай Сенявський (останній в роді Сенявських) відновив замкові та міські укріплення, розбудував місто, перетворив його на відомий торговельний і ремісничий осередок Поділля.
Актові документи сатанівського магістрату засвідчують, що 1720 року в місті був 181 будинок, а в передмістях — 209 будинків. У них мешкало близько 2000 осіб.
1726 року Сенявський помер. Його величезні маєтності (зокрема, Сатанів) через шлюб дочки Софії з Августом Олександром Чарторийським перейшли до князів Чарторийських.

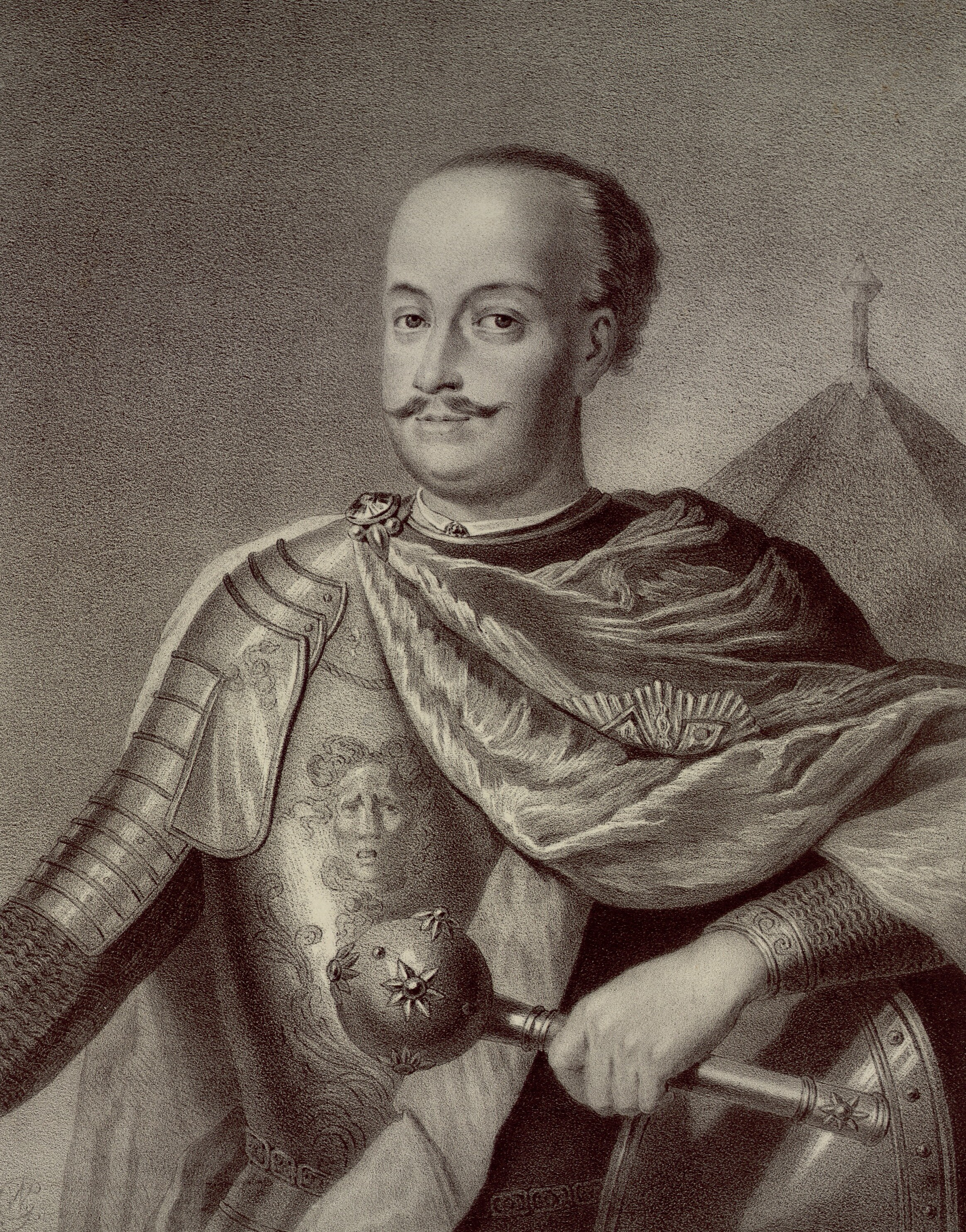
Адам Миколай Сенявський (1666—1726)
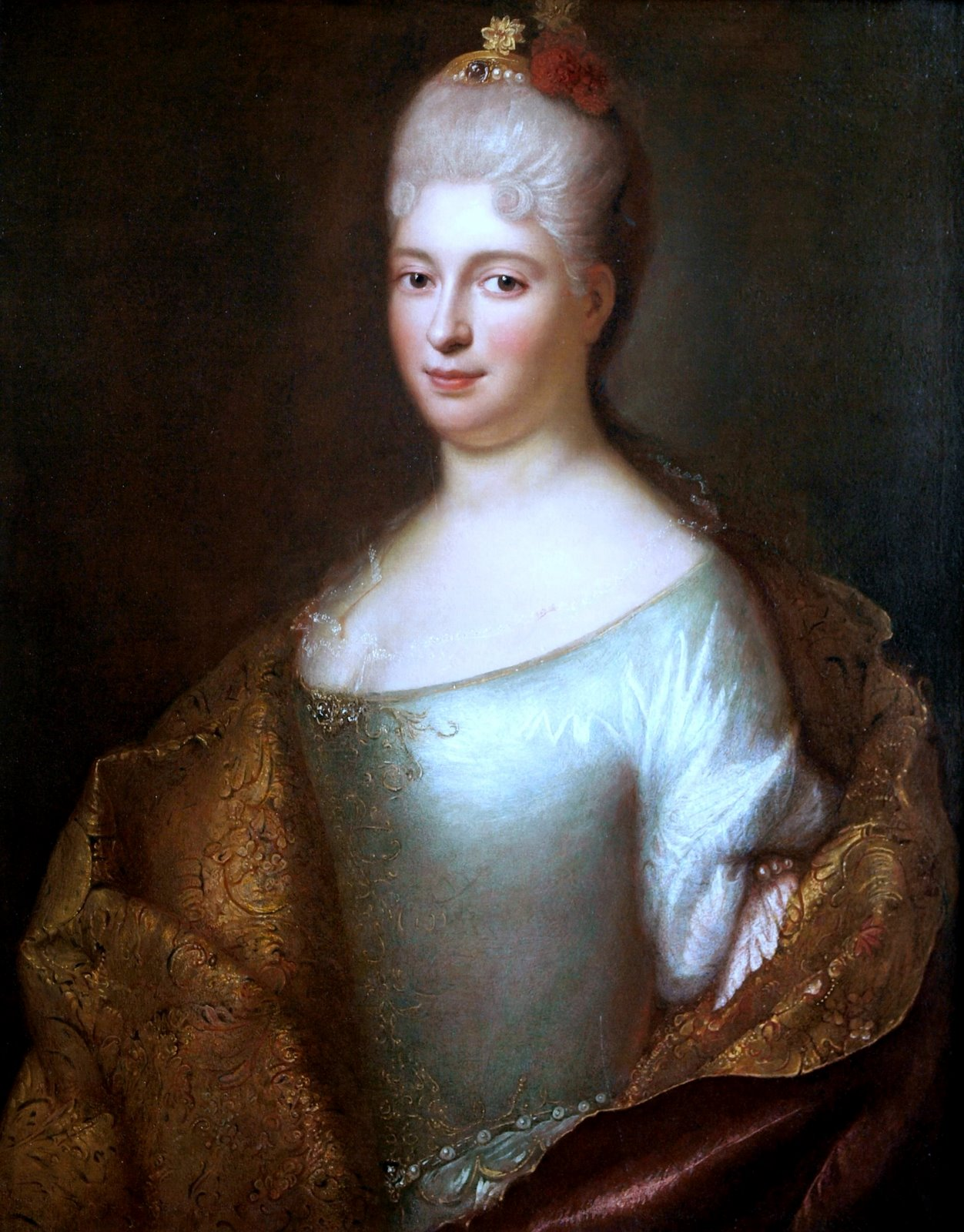
Його дружина — Ельжбета Гелена Сенявська (уроджена Любомирська) (1669—1729)
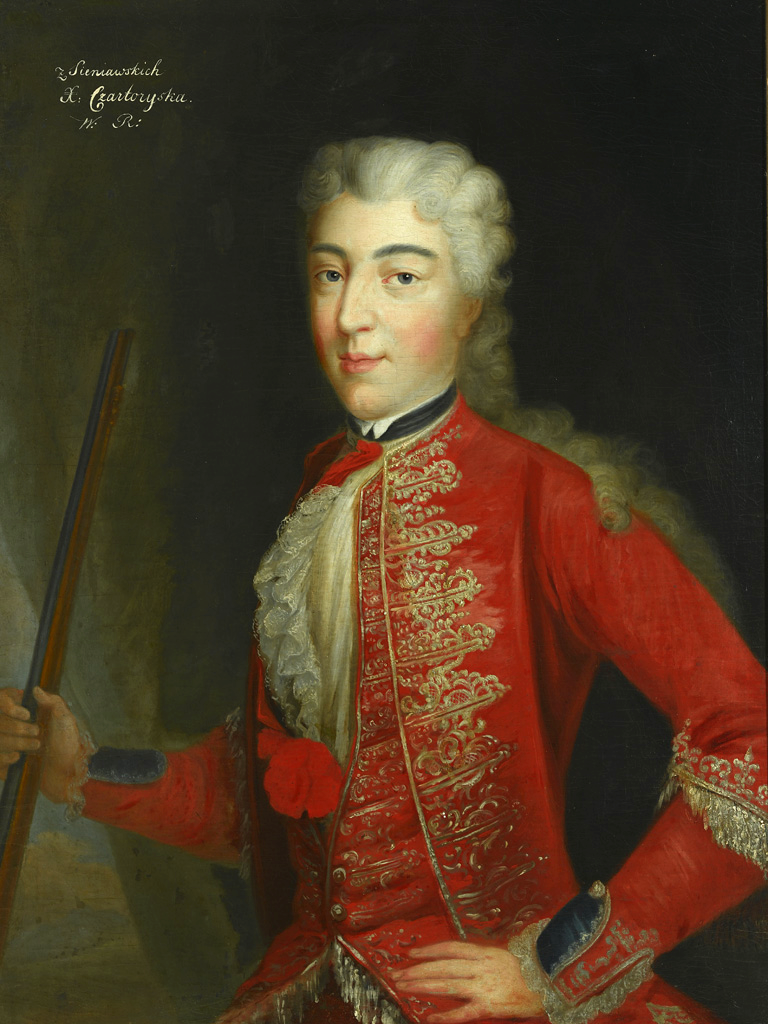
Їхня донька — Марія Софія Сенявська (1699—1777)
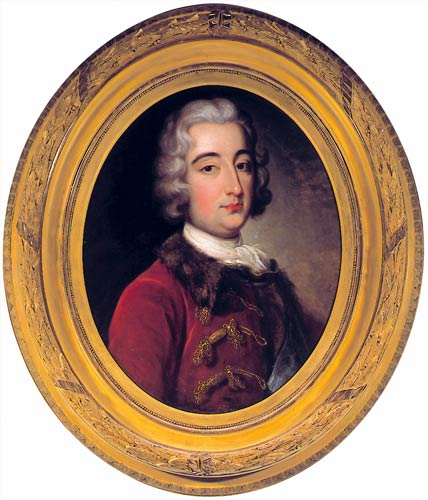
Її чоловік — Август Олександр Чарторийський (1697—1782)

Чарторийські володіли на Поділлі величезними статками. Так, 1778 року їм належала частина Старокостянтинівського ключа, Меджибізький, Зінківський, Миколаївський, Старосинявський, Тарнорудський і Сатанівський ключі. Крім того, вони докупили ще декілька сіл: Черепову, Завадинці, Скипче, Слобідку-Скипчанську. До Сатанівського ключа, крім Сатанова з передмістями, входило ще 12 сіл: Сатанівка, Мартинківці, Веселець, Рудка, Хоптинці, Борщівка, Іванківці, Курівка, Турчинці, Радковиця, Звяглівка (відома в документах ще як Заглівка, Звіглівка, нині Жаглівка). 1778 року середньорічний дохід від Сатанівського ключа, обрахований за трирічними інвентарями, становив 124 тисячі 624 злотих 28 грошей 8 шелягів. На утримання маєтків ключа йшло всього 4 тисячі 420 злотих 20 грошів. Отже, маємо чистий річний дохід від Сатанівського ключа в 120 тисяч 184 злотих 8 грошів 8 шелягів. А загальна вартість маєтків ключа, включаючи ціну двірських пасік, становила тоді 2 мільйони 413 тисяч 267 злотих 18 грошів 16 шелягів. Як засвідчують документи, магнати свої статки рахували з точністю до шеляга. Варто також зауважити, що на 1778 рік несплачених боргів маєтків Сатанівського ключа не було.
До Сатанівського магістрату обиралися три райці (відали цивільним судом, поліцією, наглядали за торгівлею тощо) та чотири лавники (розглядали карні та певні категорії цивільних справ), колегія мужів (особливий контрольний орган) тут не згадується.

### Розвиток ремесел і торгівлі
Записи в реєстрах міських магістратів дають змогу встановити кількість ремісників деяких ремесел і число цехів. Так, із реєстру Сатанівського магістрату на подимне, складеного в лютому 1728 року, видно, що в Сатанові тоді було шість ремісничих цехів. Упродовж першої половини XVIII століття власники містечка надали грамоти якраз шести сатанівським цехам: 1704 року — кушнірів, шевців, ткачів, 1726 року — теслярів, 1740 року — гончарів і ковалів. Це посприяло їхньому розвиткові. Так, якщо 1725 року в шевському цехові було 20 ремісників, то 1734 року — вже 34.
Як і скрізь, усередині сатанівських цехів точилася гостра боротьба. Як засвідчують архівні документи, ремісники Сатанова скаржилися на цехмістрів (старшин цехів) за самовільне витрачання цехових грошей, звинувачували їх у недбалому виконанні своїх обов'язків.
1744 року Софія Чарторийська виклопотала королівську грамоту, якою в Сатанові запроваджувався щорічний чотиритижневий ярмарок. Містечко було одним із центрів ярмаркової торгівлі західної частини Поділля. Сюди з Теребовлі вів Сатанівський гостинець. Через Сатанів пролягав соляний шлях із Коломиї на Київ. Так, улітку 1741 року мешканці Коломиї шляхтич Степан Березовський з євреями Лейбовичем, Лехмановичем, челядником Летковичем і 59 фурманами везли на 61 мажі ступкову сіль на продаж до Києва. Їхній шлях проліг через Гусятин, Сатанів, Проскурів .
Поділля, де було дещо більше свободи, приваблювало селян-гуцулів. Так, у середині XVIII століття з 20 селян, що пішли з Ланчина (нині селище міського типу Надвірнянського району Івано-Франківської області), більшість осіло на Поділлі: шість — у Зінькові, чотири — в Меджибожі, один — у Сатанові.

### Особливості забудови
На західноукраїнських землях багато міст вирізнялися щільною забудовою, яка концентрувалася навколо центральних ринкових майданів із магістратами і ратушами посередині, кам'яними або дерев'яними будинками довкола. Неподалік розташовувалися церкви й костели, а стратегічно відповідальні місця займали кам'яні замки і фортеці. До таких міст належали Львів, Кам'янець-Подільський, Дрогобич, Бережани, Самбір, Сатанів, Жовква .
Аналізуючи документи XVIII століття, історик Микола Петров дійшов до висновку, що тодішньою композиційною основою Сатанова був ринок, який розміщувався в південній частині містечка. Посередині прямокутного ринку стояла ратуша, яка в актових книгах Сатанова за 1727 рік згадується як «Дім суду». Кожний бік майдану-ринку звався перією та мав житлову та господарську забудову, в якій переважали кам'яниці. Ринок сполучався з міськими брамами — Кам'янецькою та Грудецькою, а також із замком декількома вулицями, серед яких були Грудецька, Микільська, Броварська, Пригрудкова та Замкова.
Окрім ринку, в планувально-топографічній структурі містечка важливу роль відігравали православні церкви, яких у XVIII столітті в Сатанові було вісім — соборна Воскресенська в центрі містечка, Благовіщенська, Преображенська, Георгієвська, Покровська, Успенська, Миколаївська та Іоанно-Богословська , а також костел і синагога. У центрі містечка розташовувалися школи (одна з них біля синагоги), міський шпиталь, два заїзди (на ринку та в садибі костелу) тощо.
Головними житловими спорудами в містечку були кам'яниці, які коштували від 50 до 90 злотих. Крім них, писемні джерела зафіксували в Сатанові і хати, криті соломою, вартість яких становила в середньому 20 злотих, а також доми, халупи тощо.

### Населення
У Сатанові мешкали українці, поляки, вірмени, євреї, греки та представники інших народів.
1780 року в Сатанові числилося 549 будинків, в яких мешкало 2745 чоловік. 40 відсотків господарів цих будинків займалися торгівлею та ремеслами.
Найточніші відомості писемні джерела дають про чисельний склад єврейського населення містечка, а також Сатанівського кагалу, до якого, крім Сатанова, ще входили навколишні села, оскільки в Речі Посполитій проводилися спеціальні переписи єврейського населення Подільського та інших воєводств :
| ×                    | містечко Сатанів | Сатанівський кагал |
| -------------------- | ---------------- | ------------------ |
| 2 січня 1765 року    | 1369             | 1625               |
| 31 жовтня 1775 року  | 889              | 1011               |
| 8 липня 1784 року    | 963              | 1139               |
| 17 серпня 1787 року  | 929              | 1307               |
| 30 вересня 1789 року | 1202             | 1503               |

Останній перепис подає детальний розподіл зазначених 1202 осіб за категоріями: дорослих чоловіків — 420, жінок — 461, до одного року хлопчиків — 19, дівчаток — 14, понад один рік хлопчиків — 160, дівчаток — 128.

### У складі Російської імперії
1793 року після другого поділу Польщі Сатанів увійшов до складу Російської імперії. 1796 року сталися зміни в адміністративному устрої, внаслідок яких Сатанів став одним із містечок Проскурівського повіту Подільської губернії. Крім Сатанова, в цьому повіті було ще сім містечок — Кузьмин (нині село Городоцького району), Миколаїв (нині село Хмельницького району), Тарноруда (нині село Волочиського району), Фельштин (нині село Гвардійське Хмельницького району), Чорний Острів (нині селище міського типу Хмельницького району), Шарівка (нині село Ярмолинецького району), Ярмолинці (нині селище міського типу, районний центр). Всі вони, як і Сатанів, були приватновласницькими та отримали свій статус при польських королях. Крім того, Фельштин, Чорний Острів, Шарівка, Ярмолинці, як і Сатанів, користувалися за часів польських королів магдебурзьким правом. Така кількість містечок — вісім — зберігалася в повіті до 1905 року. Єдиним містом повіту був повітовий центр Проскурів (нині це обласний центр Хмельницький).
У червні 1797 року в Хотині з'явилася чума і з купецькими товарами проникла в Сатанів. Поступово вона охопила населені пункти Кам'янецького повіту: Брагу, Вільхівці, Голенищеве, Збриж, Залуччя, Киселівку, Лянцкорунь, Почапинці, Чорну та Черче. За свідченням лікарів, які боролися там з чумою, в Подільській губернії лютувала бубонна та кишкова її форми. До кінця року епідемія стихла.
Того ж 1797 року подорож Україною здійснював австрійський учений і мандрівник, професор медичного факультету Львівського університету Бальтазар Гакет. Завершуючи подорож, він хотів з Умані через Тульчин податися до Кам'янця-Подільського і звідси — на перехід у Галичину. Однак цьому перешкодило розповсюдження в районі Хотина пошесті чуми. Щоб уникнути багатоденного перебування у карантині, Гакету довелося звернути на північ, щоб дістатися до Галичини через Радивилів. У публікації про цю подорож учений вважав своїм обов'язком розповісти про організацію карантину з приводу вибуху якоїсь пошесті в замешканому євреями містечку Сатанів і ще двох близьких селах. Як згодом виявилося, це не була епідемія чуми, однак, страхуючись від неї, медична управа з Кам'янця-Подільського організувала карантин за всіма правилами тодішньої боротьби з інфекціями. Місце карантину було оточене трьома кордонами, один з яких пильнували військові, два інші — здорові мешканці сіл. Хворим надавалася необхідна допомога. Здорові після карантину звільнялися. На основі цих спостережень Гакет виступив проти несправедливої зарубіжної інформації про те, що безнадійно хворих у таких карантинах начебто відстрілювали солдати.

## Сатанів у XIX столітті

### Власники
Після Чарторийських Сатанів у плані землеволодіння мав таку долю. Донька Чарторийських (Августа Олександра Чарторийського та Марії Софії Сенявської), Єлизавета Любомирська (дружина Станіслава Любомирського), отримавши цей маєток як посаг, передала його своїй доньці — Олександрі Станіславівні Потоцькій. Після неї маєток дістався княгині Наталії Сангушко (дружині Романа Сангушка). Та передала Сатанів своїй доньці — Марії Потоцькій, дружині колишнього намісника Галичини Альфреда Потоцького. Наприкінці XIX століття маєток належав доньці Альфреда та Марії Потоцьких — графині Климентині Тишкевич .

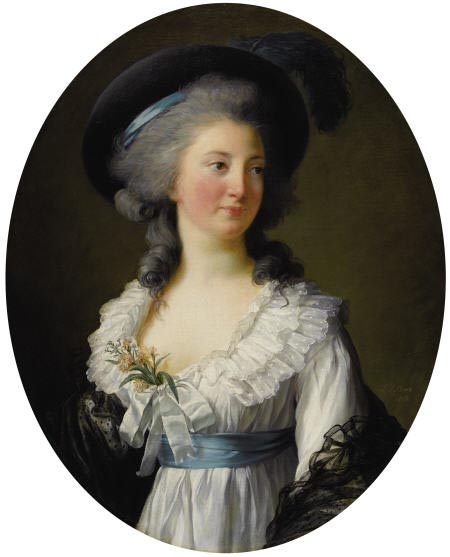
Єлизавета Чарторийська, у шлюбі (1753) — Любомирська (1733—1816)
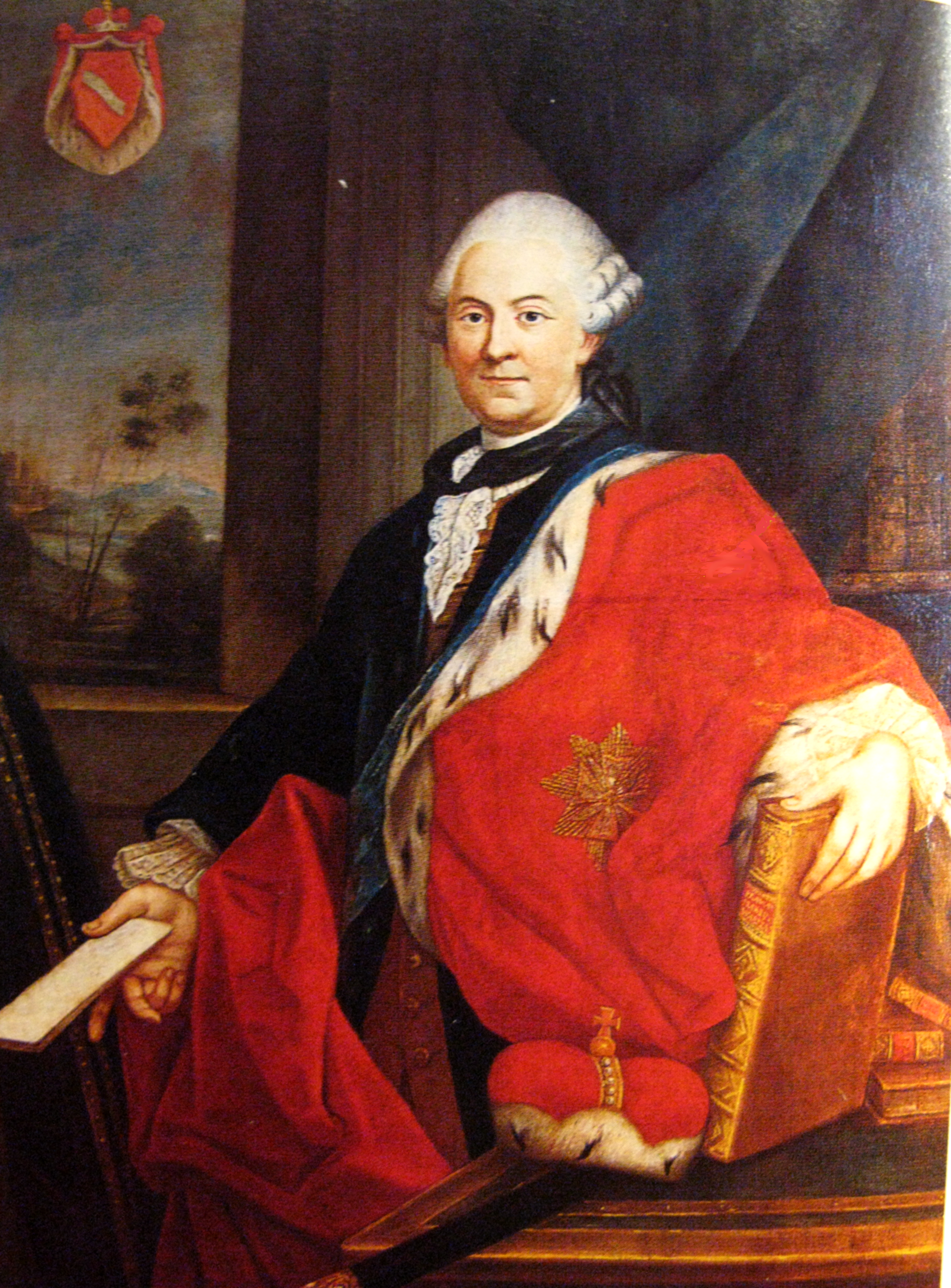
її чоловік Станіслав Любомирський (1722—1783)
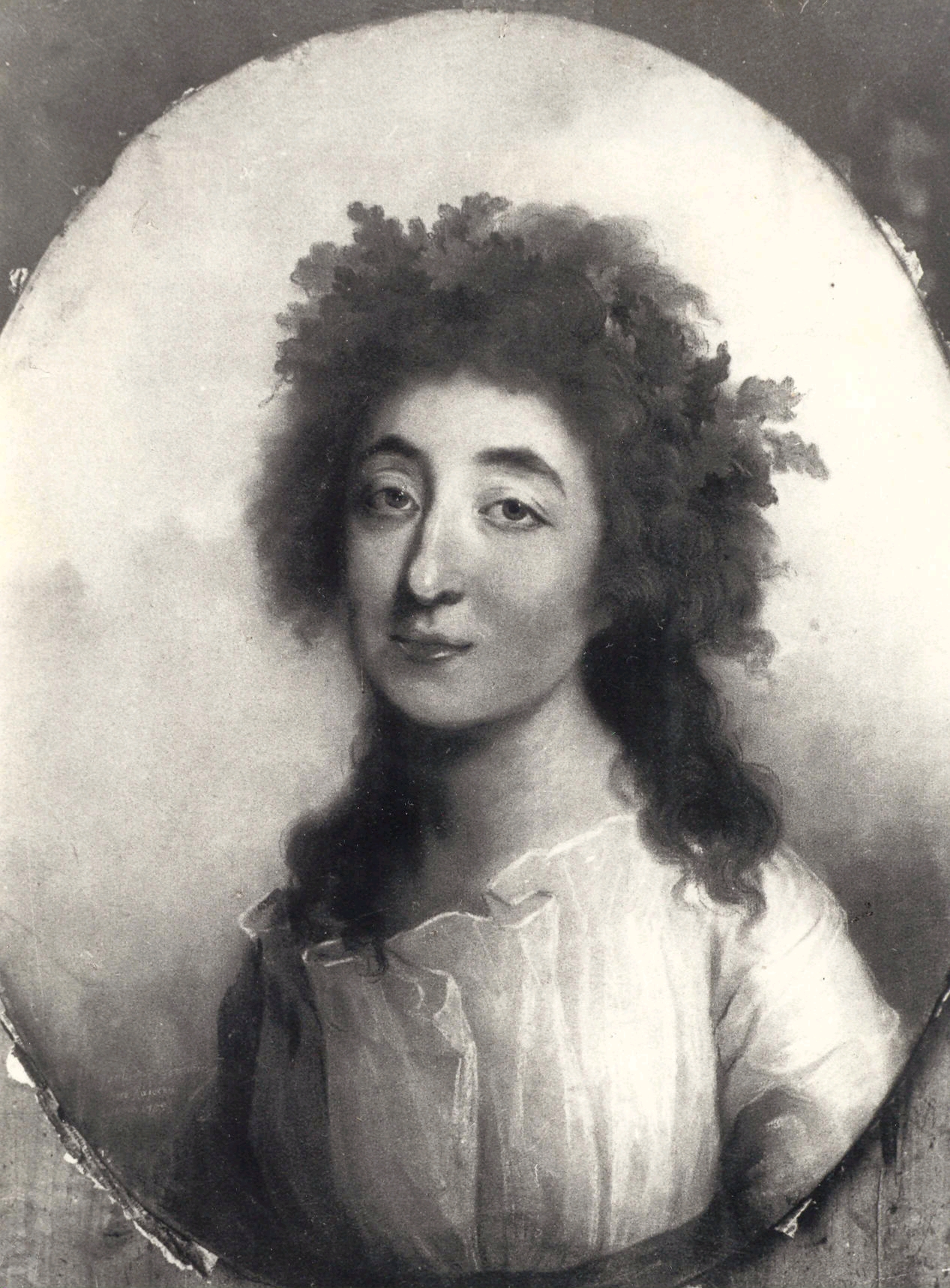
їхня донька Олександра Любомирська, у шлюбі (1776) — Потоцька (1760—1831)
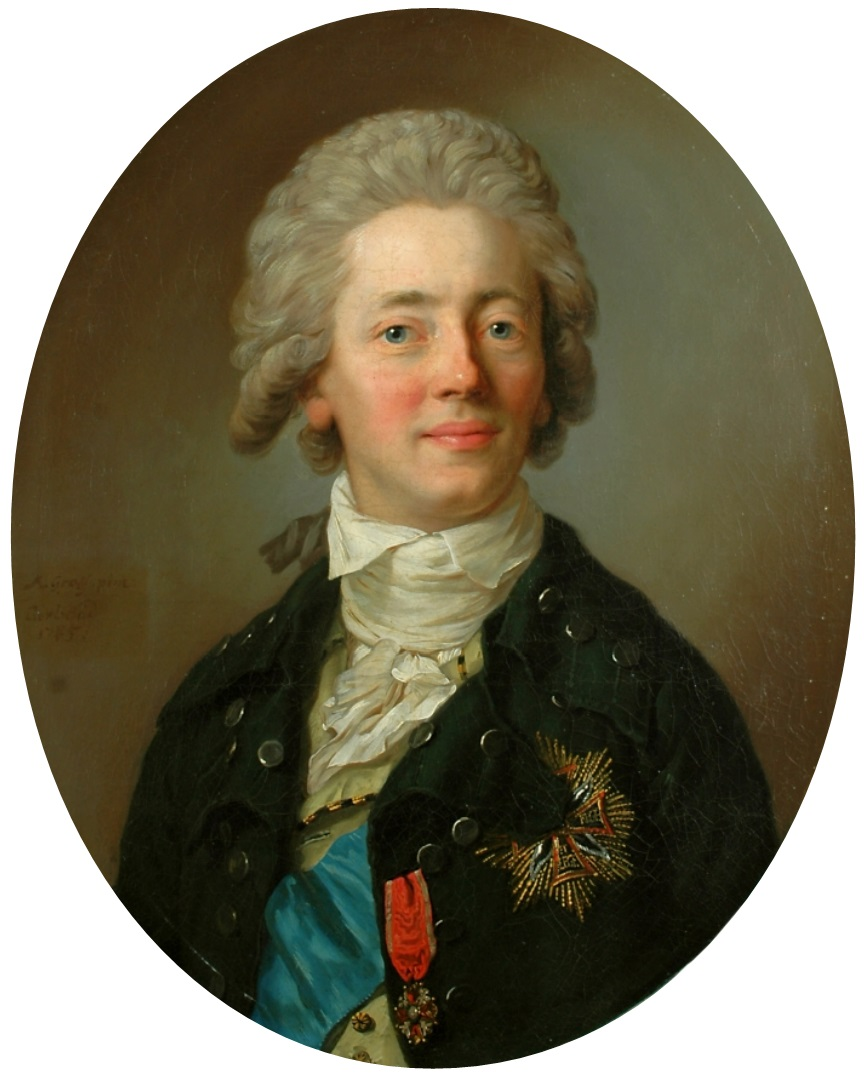
її чоловік Станіслав Костка Потоцький (1755—1821)
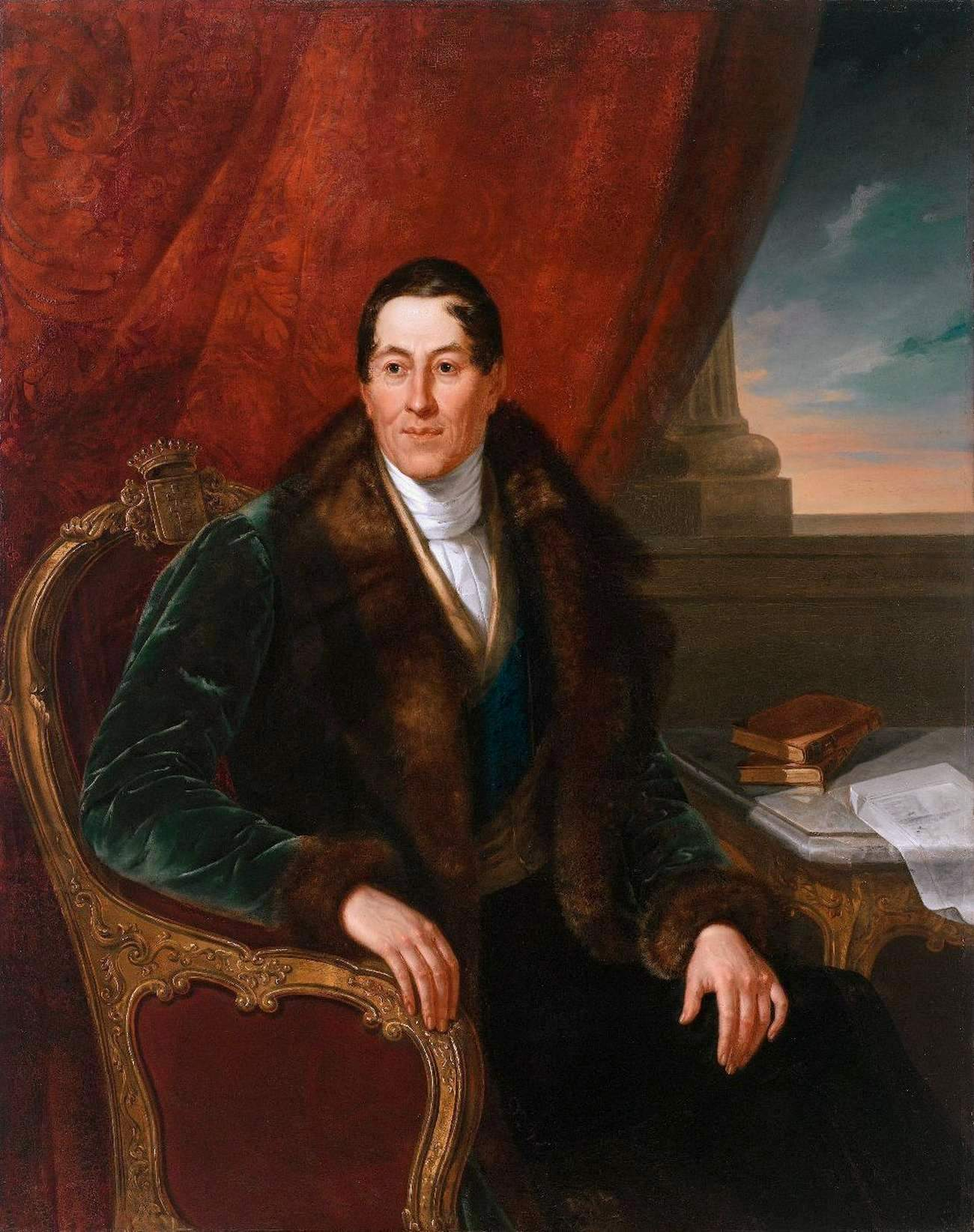
їхній син Олександр Станіслав Потоцький (1778—1845)
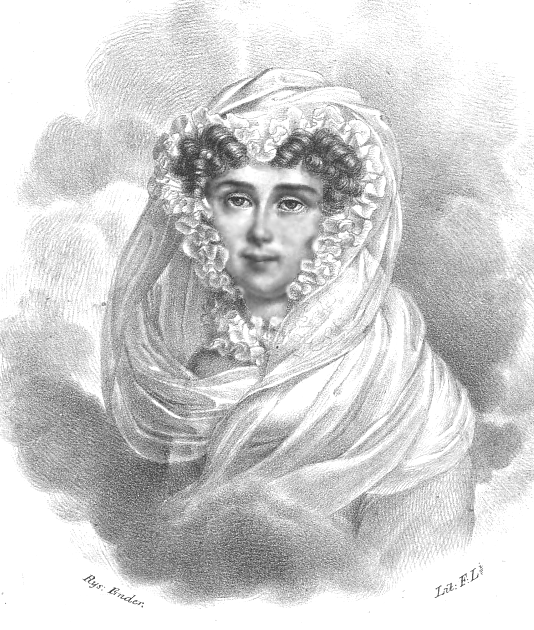
його дружина Анна Тишкевич, у шлюбі (1805) — Потоцька (1779—1867)
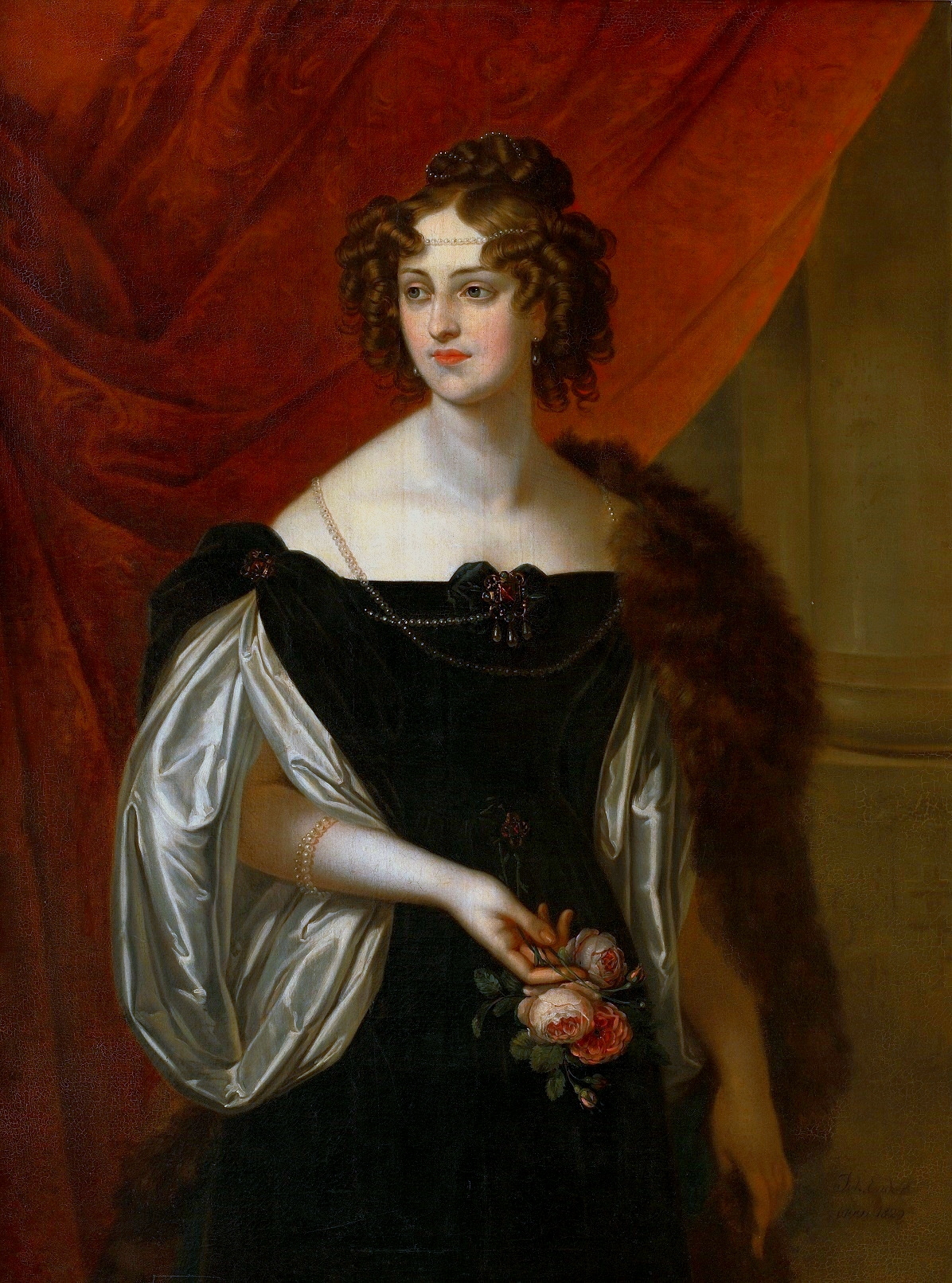
їхня донька Наталія Потоцька, у шлюбі (1829) — Сангушко (1810—1830)
її чоловік Роман Станіслав Сангушко (1800—1881)
їхня донька Марія Климентина Сангушко, у шлюбі (1851) — Потоцька (1830—1903)
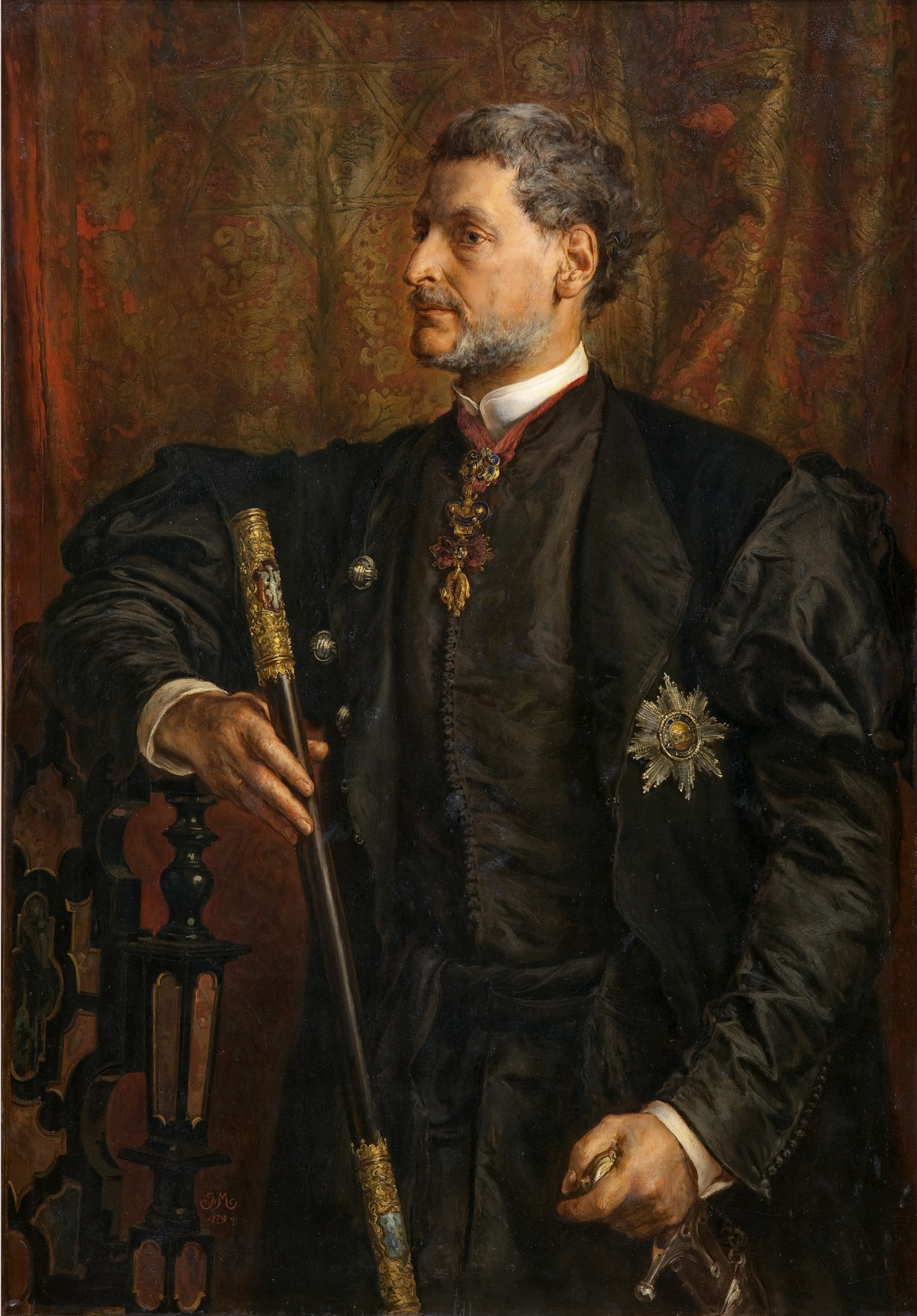
її чоловік Альфред Потоцький (1817—1889)
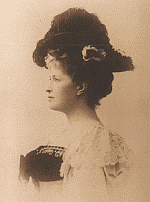
їхня донька Климентина Потоцька, у шлюбі (1878) — Тишкевич (1856—1921)

Сатанів входив до складу Російської імперії, але щоразу належав комусь із польських магнатів (причому переходив із рук у руки по жіночій лінії — як посаг). Єдиний виняток стався після польського повстання 1830—1831 років. За участь у ньому містечко відібрали в Потоцьких і передали в державну скарбницю, однак незабаром повернули його спадкоємцям.
У виданні «Помісне землеволодіння в Подільській губернії» (Кам'янець-Подільський, 1898) Віктор Гульдман наводить розподіл земель між власниками на кінець XIX століття:
| ×                       | вся  | садибна | орна | ліс  | непридатна |
| ----------------------- | ---- | ------- | ---- | ---- | ---------- |
| Сатанів                 | 53   | 11      |      |      | 42         |
| Олександрівка           | 529  | 9       | 385  | 60   | 75         |
| Війтовина               | 497  | 15      | 422  |      | 60         |
| Іванківці               | 2451 | 8       | 596  | 1765 | 82         |
| Сатанівка               | 345  | 11      | 292  |      | 42         |
| фільварок Ізабелина     | 418  | 15      | 380  |      | 23         |
| фільварок Клементинівка | 73   | 2       | 70   |      | 1          |

Графиня Климентина Тишкевич мешкала у Вільно (нині Вільнюс). Представником її маєтку в Сатанові був швейцарський підданий Фадей Геркуланович Гранд, в селі Сатанівка — Микола Іполитович Шульц, в селі Іванківці — прусський підданий барон Отто Вільгельмович Остен-Сакен, на фільварку Ізабелина — дворянин Фадей Станіславович Оржеховський, на фільфарку Клементинівка — дворянин Клеменс Миколайович Балицький.

### Становище селян Сатанівського маєтку
Невелике дослідження про боротьбу селян Сатанівського маєтку за свої права провів український історик Павло Лавров. Це дослідження як фрагмент увійшло до його праці «Селянський рух у Подільській губернії в першій третині XIX століття», опублікованій 1946 року в «Наукових записках Київського державного університету» .
Як з'ясував дослідник, 20 січня 1825 року селяни Сатанова та його передмість (Сатанівка, Покровка, Війтовина, Іванківці) через своїх довірених Стойка, Шмигля, П'ятка та Фея подали прохання великому князеві Костянтину Павловичу, в якому писали, що вони вийшли вже з терпіння, оскільки «позбавлені статків своїх, страждаючи з великими злиднями повсякчас, ведуть життя своє із сімействами для одного тільки прохарчування». Викладаючи далі претензії до управителя маєтку, селяни зазначили, що за привілеєм, який 1784 року надав їм Станіслав Костка Потоцький і який назавжди зберігає свою силу, вони повинні відбувати панщину тільки один день на тиждень і виконувати незначну кількість інших повинностей (наприклад, лагодити шляхи). Так і було до 1817 року. А далі управитель маєтку Томашевський запровадив для селян спочатку триденну панщину, а потім став вимагати від них праці в економії упродовж цілого тижня.
Приводом для такого різкого збільшення панщини, як це не дивно, став іменний указ Сенату від 23 березня 1818 року про полегшення долі селян у губерніях, що відійшли до Росії від Польщі, а саме п'ятий пункт цього указу про те, що на панщині селяни повинні працювати тільки в дні, встановлені інвентарем . Скориставшись цим пунктом, Томашевський став вимагати, щоб селяни відбували панщину не за привілеєм, наданим їм старим Потоцьким 6 жовтня 1784 року, а за інвентарем, як це зазначалося в свіжому указі, для чого і склав новий інвентар. Через деякий час цей інвентар було порушено, внаслідок чого загальну кількість днів панщини було доведено до шести на тиждень від кожного двору. Незабаром і тижнева панщина здалася економові замалою, тож селян усякими фізичними методами впливу стали змушувати працювати також у неділі та свята. Крім того, економія відібрала в селян частину польової землі, а також, як писали скаржники, «сади та придбання, що від предків у спадок дісталися». Сади економія вирубала, а на їхньому місці посіяла хліб. Усе це, як писали селяни, економія робила з допомогою «нелюдських тортур і тиранства», тож «від побоїв деякі з довірителів позбулися життя та поховані». 1822 року селяни зверталися зі скаргою до проскурівського повітового маршалка, просили його заступитися за них. Коли про це довідалися управитель економії Правецький і економ Томашевський, переслідування селян ще збільшилося. Як згодом розповіли селяни під час слідства у цій справі, а також і в заяві, після 1822 року для них почалися «безперестанні тиранства та знущання, побої з боку управителя».

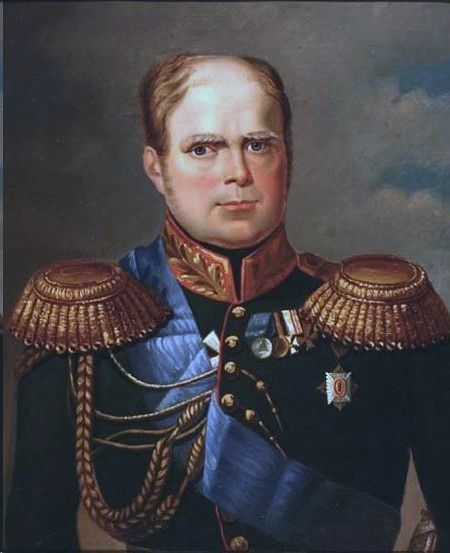
Великий князь Костянтин Павлович

У зв'язку з безперервними скаргами Костянтин Павлович наказав подільському губернаторові Миколаєві Грохольському розслідувати всі скарги селян. Розслідування встановило, що селяни перебували в дуже важкому становищі. Не тільки факти, викладені селянами 1825 року, але й наведені ними в скарзі 1822 року, повністю підтвердилися. Доповідаючи про це Костянтинові Павловичу, Грохольський писав, що ще 1822 року, коли селяни скаржилися тодішньому губернаторові Станіславу Павловському, вони мали для цього всі підстави. Ще тоді проскурівський повітовий маршалок, посилаючись на указ від 23 березня 1818 року, заборонив економії збільшувати дні панщини для селян.
Як зазначив Павло Лавров, «на деякий час після того було спокійно. Треба думати, що губернське начальство попередило управителя маєтку про неможливість таких стосунків із селянами. Однак це тривало недовго. 1830 року скарги селян посипалися знову». Цього разу Костянтин Павлович вимагав від подільського губернатора з усією належною строгістю розслідувати справу та притягнути до відповідальності управителя маєтку.
Закінчивши розслідування, Миколай Грохольський 16 травня 1830 року в рапорті Костянтинові Павловичу доповів, що «здійснене проскурівським повітовим хорунжим з означеного предмету розслідування» надійшло на розгляд Подільського губернського правління, яке має намір надалі діяти відповідно до указу від 23 березня 1818 року. При розгляді цієї справи, зазначав губернатор у рапорті, було встановлено, що «селян Сатанівського маєтку змушують, усупереч указові, відпрацьовувати закладні повинності», що «за твердженням селян, раніше повинності були меншими, нинішні ж нещодавно встановила економія», що селяни «раніше дрова не возили, курей і яєць не давали, коноплі не мочили, проса не відпрацьовували». І, нарешті, було встановлено, що Сатанівська економія, як то випливає зі справи, самовільно збільшивши селянські повинності, не має на те давніх інвентарів, оскільки таких інвентарів в архіві не знайдено.
Необхідність полегшити становище селян Сатанівського маєтку була настільки великою, що Подільське губернське правління ухвалило повернути селянам відібрані в них сади та землі. Крім того, правління наказало економії провести повний розрахунок із селянами за перероблену панщину, а також заборонило надалі самочинно збільшувати панщину.

### Зростання населення
1830 року в Сатанові було 688 дворів, мешкало 2756 осіб. З восьми містечок Проскурівського повіту Сатанів посідав перше місце за кількістю дворів і друге — за кількістю населення.
Від грудня 1830 року до серпня 1831 року в Сатанові тривала епідемія холери, яка влітку 1830 року проникла в Росію з Кавказу. У зв'язку з цим 12 серпня 1831 року Сатанівський кагал звернувся до Подільської казенної палати з проханнях вилучити із подушного окладу 284 єврея, що померли від холери.
З розвитком промислових підприємств містечко порівняно швидко зростало. Якщо 1863 року тут мешкало 3199 осіб, то 1873 року — вже 4677.
На кінець XIX століття Сатанів був досить значним містечком. За даними Всеросійського перепису населення 1897 року тут мешкало 4415 осіб (з них чоловічої статі — 2158, жіночої — 2257; за віросповіданням: православних — 1021, римо-католиків — 545, юдеїв — 2848). У містечку були станова квартира, камера мирового судді та судового слідчого, волосне правління, прикордонний пост і перехідний пункт.

### Економічний розвиток
Найбільшим підприємством Сатанова був цукровий завод, який став до ладу 1899 року. Розширювалося виробництво на цегельному й черепичному заводах, каменоломнях, броварні, двох шкіряних заводах, трьох водяних млинах, які існували ще до 1861 року.
У другій половині XIX століття Сатанів відомий як один із важливих центрів внутрішньої торгівлі на Поділлі та як ринок збуту сільськогосподарської продукції. Так, 1876 року на ярмарках Сатанова продали тільки зерна на 52,5 тисячі карбованців. У містечку щорічно відбувалося дев'ять ярмарків, через кожні два тижні — базар, торгувала 81 крамниця.
У Сатанові інтенсивно розвивалися і кустарні промисли. Тут налічувалося близько 100 ремісників. Частину виробів вони виготовляли на замовлення, значна кількість збувалася на місцевому ринку. Проте більшість міщан були зайняті в сільському господарстві та працювали поденниками в місцевого поміщика.
У травні 1899 року в Сатанові робітники спільно із селянами містечка Сатанів, сіл Спасівка, Покровка, Юринці та Сатанівка «дозволили самоуправство щодо панського маєтку», 22 людини заарештовано.

### Вивчення Сатанова

#### Перша половина XIX століття

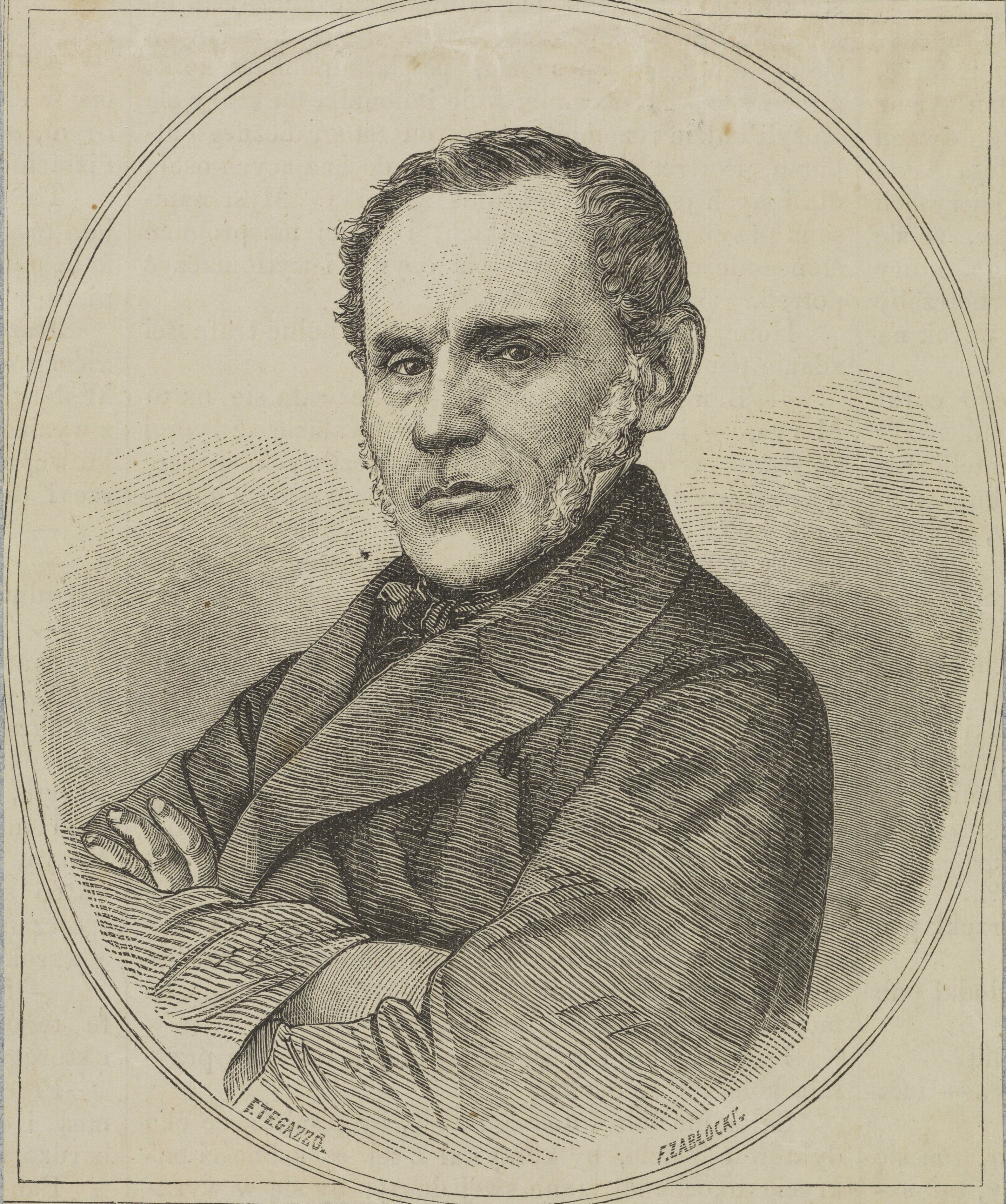
Міхал Балінський

У XIX столітті почалося вивчення Сатанова, було опубліковано низку матеріалів про нього та низку документів, пов'язаних з його історією. Першим це зробив Вавжинець Марчинський, який у Вільно (нині Вільнюс) видав польською мовою тритомний «Статистично-топографічний і історичний опис Подільської губернії». У першому томі, що побачив світ 1820 року, п'ять сторінок відведено описові Сатанова та навколишніх сіл Олександрівка, Юринці, Іванківці, Кринцілів, Мартинківці, Сатанівка та Війтовина (нині Кам'янка), якими тоді володів граф Станіслав Костка Потоцький . Марчинський, пославшись на опис каноніка кам'янецької кафедри та сатанівського парафіяльного священика Яна Вибодовського, зазначив, що немає певних відомостей, хто й коли заснував містечко Сатанів.
У 1840—1841 роках польський письменник, історик, етнограф Олександр Пшездзецький видав у Вільно польськомовний двотомник «Поділля. Волинь. Україна. Картини місць і часу». У другому томі, що побачив світ 1841 року, є 9-сторінковий розділ «Сатанів». Є розділ про Сатанів і в другому томі тритомної праці Міхала Балінського та Тимотеуша Ліпінського «Старожитня Польща з погляду історичного, географічного та статистичного», що побачив світ 1845 року у Варшаві . Того ж 1845 року відомості про Сатанів, запозичені в Пшездзецького та перекладені німецькою мовою, вміщено у виданому в Берліні четвертому томі «Архіву наукових новин із Росії» під редакцією Георга Адольфа Ермана.

#### 1850—1860-ті роки

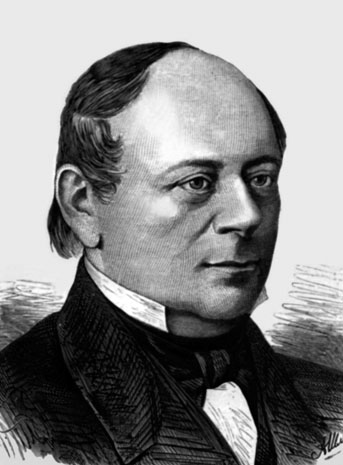
Микола Іванишев

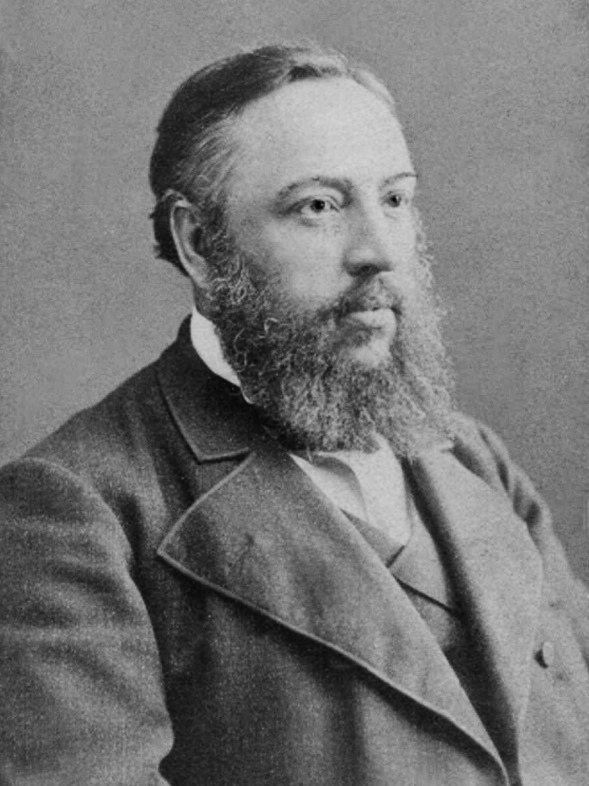
Павло Чубинський

Улітку 1852 року в Сатанові побував професор Київського університету Микола Іванишев, який, згідно з приписом генерал-губернатора Дмитра Бібикова від 5 червня 1852 року, оглядав архіви Подільської та Волинської губерній. У рапорті від 4 серпня 1852 року Іванишев писав: «У містечку Сатанів у тамтешнього управителя я знайшов стародавнє видання Саксонського Дзеркала та права магдебурзького з доповненнями польських королів, також три актові книги містечка Сатанів. Ці книги я отримав від сатанівського управителя» . У жовтні 1882 року, вже після смерті вченого, в журналі «Киевская старина» було опубліковано «Дорожні нотатки Іванишева», що містять, зокрема, розповідь про відвідування ним Сатанова. Виявлені київським професором вцілілі після пожежі актові книги Сатанівського магістрату (актова записна книга містечка Сатанова за 1709—1733 роки з додатками в кінці — 495 аркушів, така ж записна книжка без початку за 1728—1733 роки — 189 аркушів, числення податків і зборів за 1728 і 1746 роки — 188 аркушів) нині зберігаються в Києві в Центральному державному історичному архіві України. Наприкінці XX століття їх використали при дослідженні соціально-економічного розвитку Сатанова Василь Тхор, а при вивченні історії архітектури містечка — Катерина Липа.
У травні 1861 року в Сатанові, коли виймали глину біля єврейського дому поблизу синагоги, викопали дзвін вагою 10 пудів 10 фунтів. На ньому по колу йшов латинський напис «Тебе, Боже, хвалимо, Тебе, Господи, сповідуємо. Місяця вересня 12 дня 1598 року». Дзвін спочатку зберігався у Воскресенській церкві, але за розпорядженням світського начальства його віддали в Сатанівський костел. На думку священика Михайла Орловського, дзвін закопано під час одного з нападів на Сатанів (в роки Хмельниччини чи, можливо, 1676 року — при спустошенні міста турками).
1862 року в Кам'янці-Подільському стали виходити «Подольские епархиальные ведомости». І вже в третьому номері (перша половина лютого) на їх сторінках з'явився історико-статистичний опис містечка Сатанів Проскурівського повіту. Матеріали зібрав священик Михайло Орловський із села Глядки того ж Проскурівського повіту, а підготував опис до друку перший редактор «Подольских епархиальных ведомостей» Павло Троїцький . Це була перша ґрунтовна російськомовна публікація про містечко. Вона густо насичена легендами та переказами. Ось один із характерних прикладів: «Є ще переказ, начебто 100 років тому мешканець Сатанова іконописець Сухарський на східній стороні, за кам'яним муром містечка, мав золоті копальні. Добуваючи золото та таємно продаючи його у Львові, тим утримував себе. На це місце вказував і лікар Пац, що прожив 123 роки, ксьондзу Калинському. Нащадки Сухарського досі мешкають у Сатанові під іншими прізвищами».
1860 року в Санкт-Петербурзі Міністерство внутрішніх справ Російської імперії приступило до видання семитомного історично-статистичного огляду «Міські поселення в Російській імперії». 1864 року дійшла черга до четвертого тому, в якому, зокрема, були відомості про міські поселення Подільської губернії, серед них і Сатанів. 1873 року статтю про Сатанів подав четвертий том «Географічно-статистичного словника Російської імперії», який укладав російський географ і статистик Петро Семенов-Тянь-Шанський .
Улітку 1865 року в Сатанові побував російський геолог Микола Барбот-де-Марні. Підсумки поїздки він виклав у праці «Звіт про поїздку в Галичину, Волинь і Поділля в 1865 році», опублікованій 1866 року в Санкт-Петербурзі . Барбот-де-Марні, зокрема, прослідкував силурійську формацію на Поділлі від Сатанова до Кам'янця-Подільського та далі вниз Дністром до Ямполя, подав у праці списки скам'янілостей, серед них і ті, що виявлені ним у Сатанові.
1869 року, очолюючи етнографічно-статистичну експедицію в Південно-Західний край, в Проскурівському повіті і зокрема в містечку Сатанів побував Павло Чубинський . Серед іншого він вивчав народні юридичні звичаї за ухвалами волосних судів. В шостому томі праць експедиції, виданому 1872 року в Санкт-Петербурзі, наведено 14 зразків ухвал Сатанівського волосного суду.

#### Остання чверть XIX століття

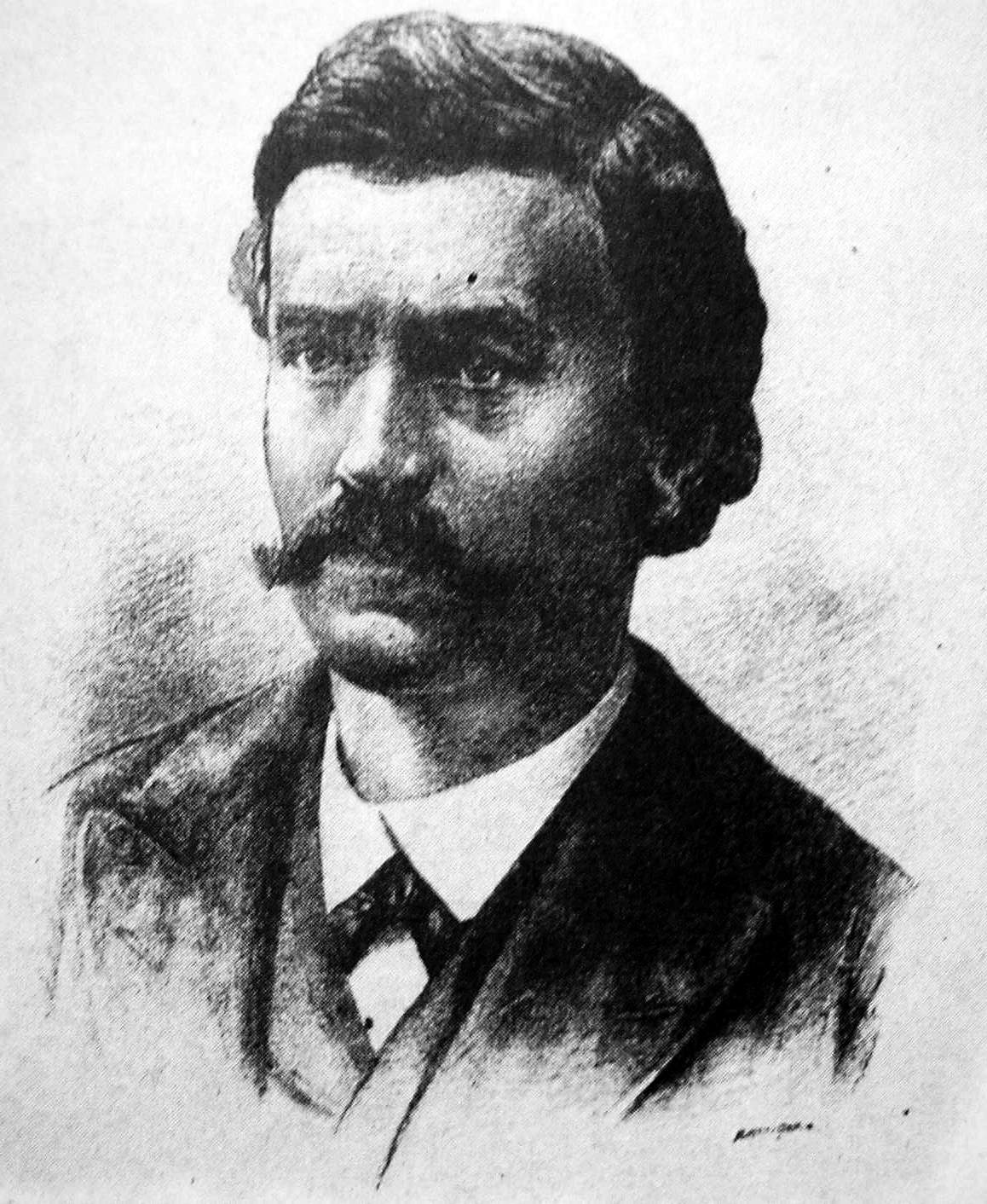
Володимир Антонович

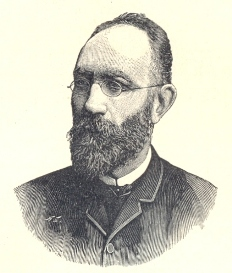
Олександр Яблоновський

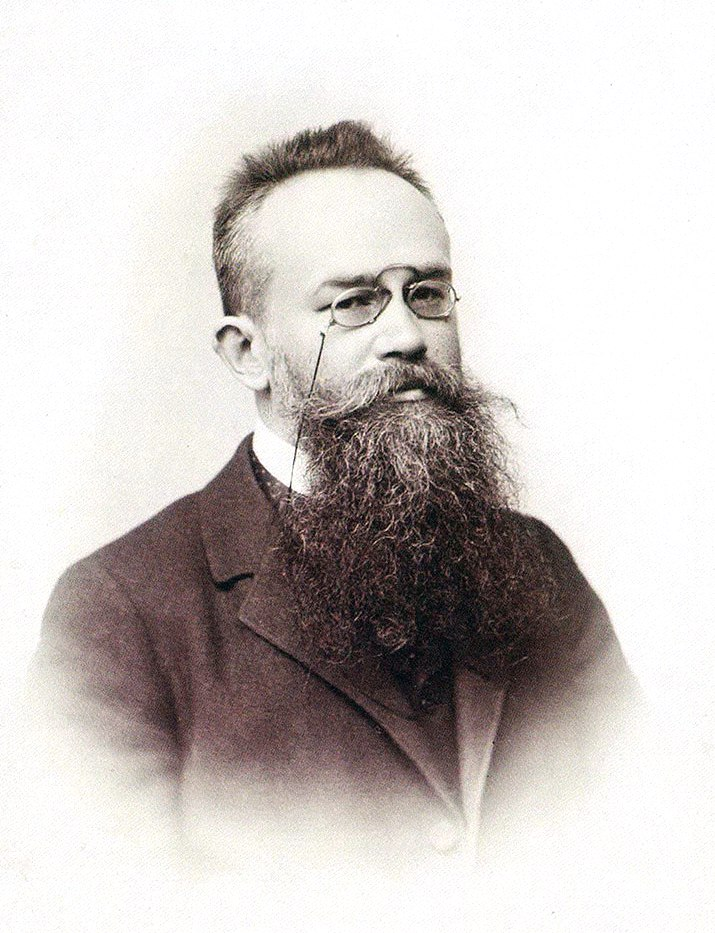
Михайло Грушевський

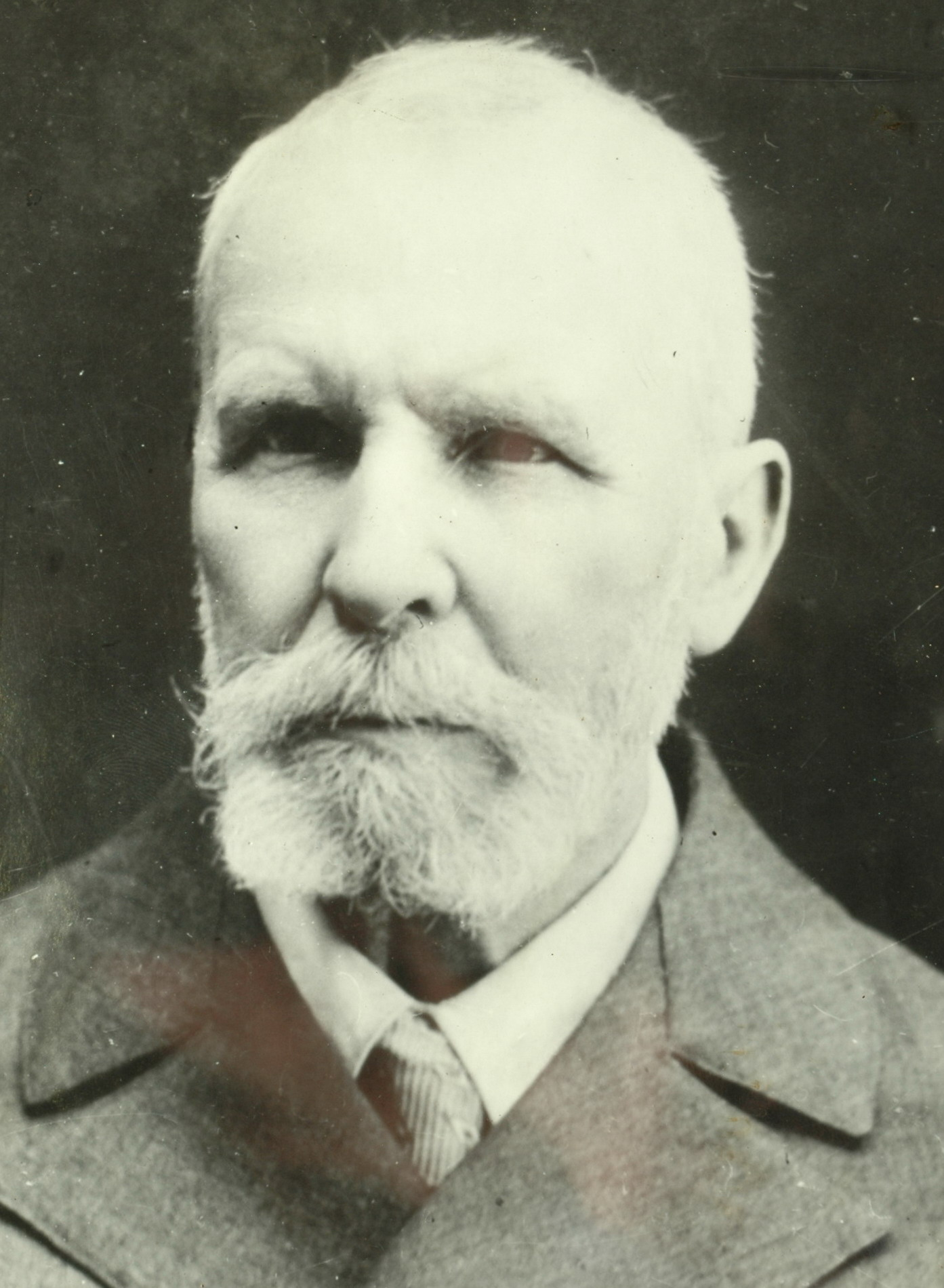
Юхим Сіцінський

Історик Володимир Антонович, ознайомившись із літописом Сатанівського монастиря, у лютого 1882 року вмістив статтю «Православний монастир і його уніатський літопис (До історії Сатанівського монастиря Подільської єпархії)» в журналі «Киевская Старина» . 1885 року цю ж статтю під назвою «Літопис Сатанівського монастиря» він подав у першому томі своїх «Монографій з історії Західної та Південно-Західної Росії» .
Статті про Сатанівський монастир з'являються на сторінках «Подольских епархиальных ведомостей»: 1883 року — «Історичні нотатки про Свято-Троїцький монастир Подільської єпархії, поблизу містечка Сатанова» (без підпису), 1886 року — «Із минулого Сатанівського монастиря і літопис цього монастиря» Івана Шиповича . 1891 року, в п'ятому томі праць Подільського єпархіального історико-статистичного комітету, опубліковано візиту Сатанівського монастиря 1760 року та монастирський літопис, що охоплює 1770–1793 роки .
1889 року у Варшаві польський історик і археограф Олександр Яблоновський опублікував восьмий том збірника документів «Польща XVI століття у географічно-статистичному розрізі» (пол. «Polska XVI wieku pod względem geograficzno-statystycznym»). У складі багатотомного польського археографічного серіалу «Історичні джерела» (пол. «Źródła dziejowe») це був дев'ятнадцятий том. Виданий том було присвячено Волині та Поділлю. В ньому, зокрема, наведено дані про Сатанів за 1530, 1565, 1569, 1573, 1578 та 1583 роки.
1894 року в Києві Тимчасова комісія з упорядкування давніх актів, заснована при київському, подільському та волинському генерал-губернаторові, видала другий том восьмої частини «Архива Юго-Западной России». В ньому вміщено латиномовну грамоту польського короля Владислава II Ягайла, датовану 1404 роком, в якій уперше згадано Сатанів. У тому ж томі наведено (і теж латиною) ще дві королівські грамоти, в яких фігурує Сатанів. Їх датовано 1431 та 1436 роками. А ще подано витяг із ревізії прав Подільського воєводства, де також згадано Сатанів. Документ, написаний польською мовою, датовано 1564 роком. Опублікував усі ці документи, як і решту матеріалів тому, історик Михайло Грушевський.
Улітку 1887 та 1888 років значну увагу Сатанову приділяв Юхим Сіцінський, який у 1886—1889 роках викладав у духовному училищі в місті Бахмут Катеринославської губернії (нині Донецької області). 1887 року в «Подольских епархиальных ведомостях» і окремим відбитком надруковано працю Сіцінського «Стародавнє рукописне євангеліє, знайдене в Сатанові Проскурівського повіту Подільської губернії». Наступного року Юхим Йосипович опублікував в «Подольских епархиальных ведомостях» статтю «Святкування 900-річчя хрещення Русі в містечку Сатанів Проскурівського повіту 15 липня 1888 року».
У 1887—1888 роках Сіцінський також записав три пісні від лірника Семка, що жив у Сатанові. Пісня «Ой зійшла зоря», записана 28 липня 1887 року, розповідала про те, як з допомогою Матері Божої Почаївської було захищено Почаївський монастир від нападу турків. У пісні «Лазар», записаній того ж дня, співалося про хворого чоловіка Лазаря, який звернувся по допомогу до свого багатого брата і, не отримавши підтримки та допомоги, умираючи, просить Бога взяти його до себе. Багатий брат же після смерті опиняється у пеклі і просить Лазаря заступитися за нього перед Богом. Святий Абрамій, почувши це, говорить, що кожен має отримати те, що заслужив за життя. 2 серпня 1888 року Сіцінський записав у Сатанові ще одну пісню — «Пречистая Діва Мати з руського краю».
23 серпня (4 вересня) 1887 року в Сатанові народився найстарший син Сіцінського — Сергій. Від 1889 року він з батьками жив у Кам'янці-Подільському, тут навчався в гімназії. 1908 року Сергій закінчив Колегію Павла Ґалаґана в Києві, далі прослухав курс юридичного факультету Київського університету . Під час Української революції 1917—1921 років був інспектором поліції Подільської губернії . Помер в еміграції — восени 1923 року в Кракові, проживши 36 років.
1890 року в Сатанові при оранці землі на поміщицькому полі знайдено скарб — 163 срібні польські монети. Імператорська археологічна комісія, куди послали цей скарб, не визнала за ним нумізматичного інтересу та повернула його місцевому жителю, який знайшов скарб.
1891 року Помпей Батюшков видав книгу «Подолия» за матеріалами, які зібрали Микола Петров і Митрофан Городецький. У цій книзі вміщено дві гравюри, на яких зображено скромну мазанку під соломою, в якій, за переказами, у Сатанові зупинявся російський цар Петро I, та пишний камін у цій мазанці. Ці ілюстрації Городецький запозичив з акварельного альбому «Замечательные места и предметы Подольской губернии, собранные генерал-майором Флиге, 1842 года».
Статистичні дані про Сатанів і відомості про його власницю Климентину Тишкевич наведено в працях Віктора Гульдмана «Подільська губернія. Спроба географічно-статистичного опису» (1889) та «Помісне землеволодіння в Подільській губернії» (1898, друге видання — 1903).
1899 року Юхим Сіцінський виступив із доповіддю «Археологічна карта Подільської губернії» на XI археологічному з'їзді в Києві. 1901 року цю доповідь надруковано в першому томі «Праць XI археологічного з'їзду в Києві». У праці є опис пам'яток старовини Сатанова та його околиць.
Наприкінці століття статті про Сатанів з'являються в енциклопедичних виданнях: 1889 року — в десятому томі польськомовного «Географічного словника Королівства Польського» , 1900 року — у томі 28 російськомовного «Енциклопедичного словника Брокгауза і Єфрона» .

### Візити відомих людей

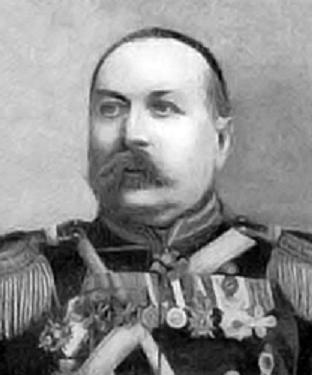
Всеволод Крестовський

У Сатанові в службовому відрядженні побував російський письменник, автор роману «Петербурзькі нетрі» Всеволод Крестовський, який у 1887–1892 роках працював у прикордонній варті на посаді штаб-офіцера для інспектування відділів і бригад цієї варти. Безперервні відрядження дали Крестовському матеріал для низки нарисів, що друкувалися в «Русском вестнике» та «Московских ведомостях». Серед них і дорожні нотатки «Вздовж австрійського кордону», в яких письменник передав свої враження від Сатанова:
|  | 10 липня зробили ми переїзд від містечка Сатанова до містечка Гусятина. Перше з них досить багатолюдне і не без привілля розкинулося на прибережжі Збруча. Тут ще збереглися залишки давніх фортечних стін із випаленої цегли та дві кам'яні вежі, з яких одна кругла, інша чотирикутна. Ця остання розташувалася при пості прикордонної варти, біля перехідного пункту, і була споруджена 1724 року Сенявським, старостою краківським, — так свідчить латинський напис, вирізаний на великій пісковиковій плиті над входом до вежі. На Збручі можна побачити кілька руїн старих замків і башт, які свого часу служили оплотом проти кримських і буджацьких татар, а так само і проти сусідніх турків, які мали свій найближчий опорний пункт у Хотинській фортеці. Деякі з цих замків дуже древні і відносяться ще до часів князів Галицьких і Острозьких. Від Сатанова прикордонна або так звана кордонна дорога йде серед прекрасної гірсько-лісистої місцевості. |

## Сатанів у XX столітті

### Перед Першою світовою війною (1901—1914)

Генрик Малковський, 1927 рік

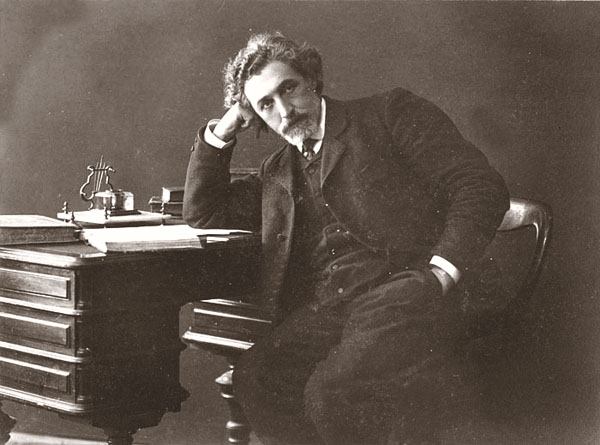
Семен Ан-ський

9 червня 1901 року в Парижі помер граф Ян Тишкевич. Його вдова Климентина Тишкевич залишалася власницею Сатанова та його околиць увесь передвоєнний період. За даними на 1914 рік у неї в Проскуровському повіті було 6378 десятин землі.
1901 року у виданні «Парафії та церкви Подільської єпархії» вміщено детальну інформацію про Сатанів, який охарактеризовано як досить значне містечко з шістьма тисячами мешканців, з яких до двох тисяч євреїв. На початку XX століття сатанівським євреєм належали миловарна та мотузкова артілі, виробництво вапна та деякі інші промисли. Проте більшість євреїв містечка, як і раніше, обробляли шкіру, шили та продавали одяг, заготовляли та продавали сільськогосподарську продукцію. У містечку діяли станова квартира, камера мирового судді та судового слідчого, волосне правління, прикордонний пост і пункт переходу.
Улітку 1901 року в Сатанові для огляду, опису та фотографування пам'яток давнини побував Юхим Сіцінський. На основі зібраних у Сатанові та інших місцях матеріалів він підготував доповідь для Історичного товариства імені Нестора-Літописця. Її на засіданні товариства, що відбулося 15(28) вересня 1902 року, зачитав історик Володимир Щербина, оскільки Сіцінський не зміг прибути до Києва. 1903 року доповідь опубліковано в сімнадцятій книзі «Читань в Історичному товаристві Нестора-Літописця».
За даними, зібраними 1903 року Київським губернським статистичним комітетом, в Сатанові існувала лірницька школа. Учителями в ній були Гринько Сафандулько та Микола Кравчин.
У сімнадцятому томі «Великої енциклопедії» під редакцією Сергія Южакова, дозволеному цензурою 2(15) серпня 1904 року, Сатанову відведено сім рядків: «містечко Подільської губернії, Проскурівського повіту, на річці Збруч, за 60 верст від повітового міста, біля австрійського кордону; мешканців 5 тисяч; дві православні, одна католицька церкви, синагога; значний торговий пункт, з постійними лавками, базарами, ярмарками; слюсарна майстерня».
1905 року в Кракові польський історик Францішек Пекосінський опублікував повнішу копію грамоти, якою 1404 року Сатанів та ще 12 поселень було надано Петрові Шафранцю .
У 1907—1908 роках пересувний «Ілюзіон» демонстрував у містечку кінофільми релігійного змісту. 1916 року в кіно, як актор, дебютував уродженець Сатанова Генрик Малковський. Він знявся в ролі обер-поліцмейстера Меєра в стрічці «Варшавська охранка та її таємниці». Всього ж упродовж 1916—1943 років актор знявся у 39 фільмах польського кінематографа.
1911 року в Сатанові відкрилася приватна друкарня. Через два роки через брак замовлень вона припинила роботу. Того ж 1911 року в Сатанові збудовано земську лікарню. Вона обслуговувала населення всієї волості. В лікарні працювали один лікар, фельдшер і акушерка. Першим лікарем у Сатанові був Квасневський.
1913 року єврейський письменник і фольклорист Семен Ан-ський (справжнє прізвище Рапопорт), який упродовж 1911—1914 років керував «Єврейською етнографічною експедицією імені барона Горація Осиповича Гінцбурга», записав у Сатанові переказ про те, що Велику синагогу в містечку було «викопано» з-під землі . Іншу легенду — про невисокий курган поруч із синагогою, під яким поховано наречених, убитих козаками відразу після вінчання, Ан-ський використав у п'єсі «Дібук» («Між двох світів»), яку ставили майже в усіх єврейських театрах світу. П'єсу перекладено українською, російською, англійською, польською, німецькою та болгарською мовами .

### Війна та революція (1914—1920)

#### Військові дії
З початком Першої світової війни Сатанів опинився у зоні бойових дій між російськими й австро-угорськими військами. 24 липня (6 серпня) 1914 року Австро-Угорщина оголосила війну Росії, а вже через два дні штабскапітан російської армії Леонід Костанді, який служив у загальному відділі штабу 8-ї армії Південно-Західного фронту, занотував у щоденнику: «Штаби завалено роботою. Багато чого робиться без толку: мало керівництва, яке б об'єднало роботу. Якісь корнети, які вирвалися випадково на кордон, роблять дурниці. Сьогодні один підірвав без всякої причини міст біля Сатанова через Збруч. Це означає — готується до наступу». Наступ, але з австрійського боку, розпочався ще через дев'ять днів: 4(17) серпня 5-та австро-угорська дивізія перейшла Збруч, але російська 2-га зведена козача дивізія у бою під Городком розбила її, а вночі повністю розгромила біля Сатанова.
Під час боїв мешканці містечка ховалися у великих погребах, які були в кожному будинку та в мирний час використовувалися для зберігання продовольчих запасів. З просуванням російських військ углиб Галичини життя поверталося в звичне русло.
У липні 1915 року російська армія почала відступати, тож військова влада у триденний термін виселила із містечка всіх євреїв. Тільки через рік їм дозволили повернутися в рідні домівки. Повернулися далеко не всі, а ті, хто повернувся, побачили свої будинки зруйнованими, а господарство — розграбованим. У будинках було розібрано дощану підлогу, вирвано зі своїх місць залізні вироби, знято вікна й двері. «Неможливо зрозуміти, — свідчив очевидець, — як у деяких квартирах, зайнятих під житло, могло набратися до 50—60 возів сміття та гною».

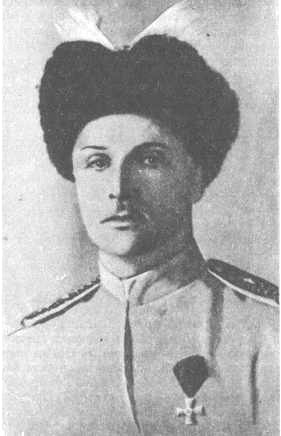
Павло Скоропадський

Значний вплив на перебіг подій у Сатанові мали Лютнева революція 1917 року, Українська революція 1917—1921 років і Жовтневий переворот 1917 року в Петрограді.
У середині липня 1917 року в Сатанові ненадовго розмістився штаб російського 34-го армійського корпусу, яким командував Павло Скоропадський — майбутній гетьман України. Це сталося в ході липневого відступу російської армії, названого Скоропадським «однією з найсумніших, до відчаю тяжких сторінок російської військової історії». У спогадах Павло Петрович змалював обстановку тих днів:
| Уночі на 13 липня я з корпусом успішно відійшов за Збруч і тут посилено став укріплювати позицію. Це була остання позиція, на якій я стояв. Нею я закінчив війну, та втім, далі німці не рушили. У Сатанові став мій штаб. Корпусу моєму дісталася чудова позиція. Я із захопленням став її зміцнювати. Попереду відкрита місцевість, тил наш прикритий густим лісом, забезпечені фланги, стерпні дороги і, крім того, чарівна, надзвичайно мальовнича місцевість. Ось, думав я, тут можна буде дати доброї прочуханки німцям, якщо підуть на мене. Але вони йшли на Гусятин, а на мене щодня з тилу нападали комітети і всякий інший народ, свій і приїжджий, навіть із Петрограда, в особі якихось членів робітничих і солдатських депутатів. |
29 листопада 1917 року в 41-му армійському корпусі 7-ї армії, що квартирував у Сатанові, створено військово-революційний комітет, який очолив Г. Караваєв. 5 грудня 1917 року на об'єднаному засіданні військово-революційного комітету та голів дивізійних і полкових комітетів 41-го армійського корпусу виступив, зокрема, Самарін. Він доповів, що в Сатанові солдати чинять на базарі безлад, торгують виданою їм білизною, іншими речами. Щоб запобігти цьому, засідання ухвалило виділити з полків, що стоять у корпусному резерві, один батальйон у розпорядження ревкому.

#### Переміни влади
Упродовж 1917—1920 років влада в Сатанові змінювалася доволі часто. Це була як українська влада в усіх трьох іпостасях (Українська Центральна Рада, Гетьманат Павла Скоропадського, Директорія Української Народної Республіки), так і більшовики (вони заволодівали містечком в квітні 1919 року, в липні 1920 року та остаточно в листопаді 1920 року). Крім того, у квітні 1918 року в Сатанів вступили лояльні до гетьмана Скоропадського австро-угорські війська. На початку листопада 1918 року ситуація в державі різко погіршилася, особливо в Подільській і Волинській губерніях. Листопадові революції в Австро-Угорщині та Німеччині автоматично підірвали й основу стабільності гетьманської влади в Україні. Набуло поширення пограбування населення, заводів, економій. У Сатанові було вбито 11 вартових. У телеграмі до директора Державної варти подільський губернський староста Сергій Кисельов наголошував, що на кордоні австрійці передають зброю селянам і військовополоненим, яких у Гусятині, Сатанові зібралося декілька тисяч, тож, якщо не прибудуть німецькі війська, варто очікувати великих безладів.
З осені 1919 року до весни 1920 року в містечку була польська влада. Розквартировані в Сатанові польські війська підтримували порядок. Відновилася жвава торгівля із сусідньою Галичиною. Проте не обійшлося без інцидентів. Так, у Сатанові поляки заарештували начальника міліції.

#### Із життя єврейської громади
Лютнева революція 1917 року посприяла бурхливому пробудженню громадської свідомості мешканців Сатанова. Активізувалися сіоністські організації «Гехалуц» і «Цеїрей Ціон». Ваад (виборний орган самоуправління) сатанівської громади очолив учитель Реувен Ледервергер — сіоніст, ініціатор багатьох громадських починань у 1910—1920-х роках. Крім сіоністських партій, у містечку діяв і Бунд.
Сіоністи відкрили школу «Іврі» для спільного навчання хлопчиків і дівчаток. Навчальна програма орієнтувалася на курс єврейських середніх шкіл у Палестині. У школі викладали випускники учительських курсів в Одесі та Вільно. При школі була бібліотека з книгами на івриті та їдиші та навчальна палітурна майстерня. Крім того, відкрилися вечірні курси івриту, які відвідували близько 150 євреїв, здебільшого жінок. Шкільна драматична студія давала концерти, ставила п'єси на івриті та їдиші.
У містечку була позичково-ощадна каса, кооперативна крамниця. Відновили діяльність традиційні благочинні товариства «Бікур холім», «Лінат цедек», «Гекдеш». Також у Сатанові створилося декілька виробничих і торгових кооперативів.
1919 року 18 єврейських юнаків містечка Сатанів приєдналися до війська Директорії УНР .
Щоб хоч якось оборонитися від погромів, євреї створювали загони самооборони, які у своїй діяльності керувалися інструкціями. Нерідко до їх складу входили і християни. Так, у Сатанові організовано загін самооборони, куди увійшли 25 євреїв і 5 християн .
Сатанів не зазнав кривавих погромів ні з боку українського війська, ні з боку більшовиків, денікінців чи поляків. Але зафіксовано два випадки грабунку містечка повстанськими загонами: 20 червня 1919 року накладено контрибуцію та пограбовано населення на 1 мільйон карбованців, у грудні того ж року накладено контрибуцію. Перебіг подій 20 червня та в наступні дні зафіксовано в зверненні голови єврейської громади Сатанова Лейдера до міністрів єврейських і військових справ УНР. Як зазначив Лейдер, бандити стали вимагати від мешканців Сатанова контрибуцію в 250 тисяч карбованців, триста четвертей тютюну і сто пар білизни та погрожувати, що коли цю вимогу не буде виконано, вони перевірять усе населення. 21 червня, згідно з розпорядженням належної влади, в Сатанів прийшла українська частина, яка вступила з бандитами в бій і вигнала їх. Тепер, як сказано в зверненні, бандити перебувають у Галичині за чотири версти від Сатанова та погрожують, що прийдуть і всіх переріжуть, але поки що не можуть цього зробити, оскільки в Сатанові перебуває частина, яка їх прогнала. Проте завтра ця частина відходить, тому єврейська громада просить міністрів залишити в Сатанові частину під командою полковника Трохименка ще на кілька днів — до сформування місцевого загону, а якщо це неможливо, то прислати завтра іншу військову частину і цим самим «врятувати тритисячне єврейське населення від смерті».

#### Осінь 1920 року
Вирішальні події, що остаточно визначили долю Сатанова, як і всієї України, у протиборстві українських і антиукраїнських сил, відбулися восени 1920 року.
20 вересня 1920 року частини Дієвої армії УНР вступили в Лянцкорунь, Скалат, Сатанів. Козак 6-ї гарматної бригади 6-ї Січової дивізії Армії УНР Віктор Ржевуцький залишив спогад про останній наступ Армії УНР восени 1920 року. Цей спогад переповів Роман Коваль у книзі «Багряні жнива Української революції» :
| Увійшли до Сатанова. Населення щиро вітало рідне військо. Був теплий осінній день. Батарея, в якій служив Віктор Ржевуцький, піднімалася крутою вуличкою до церкви. Поруч гарцювала кіннота Мазепинського полку. А крізь розчинені двері церкви линули сумні співи. Віктор побачив дві труни з білих дощок. У них покоїлися тіла кіннотників-мазепинців. Коло покійників клопоталися дівчата в білих сукнях. Із заплаканими очима вони заквітчували домовини. Панахиду відправляв військовий панотець. Відправляв українською мовою. Віктор давно не був у церкві. Прості й зрозумілі слова священика глибоко западали в душу. Вся його істота пройнялася глибокою повагою до цих «лицарів-небіжчиків, що принесли два таких великих дари на олтар Батьківщини — два своїх життя». Зворушила Віктора й щирість дівчат, які, очевидно, не знали навіть імен козаків-мазепинців, не знали, хто вони і звідки. Але прощали їх в останню дорогу як рідних. |

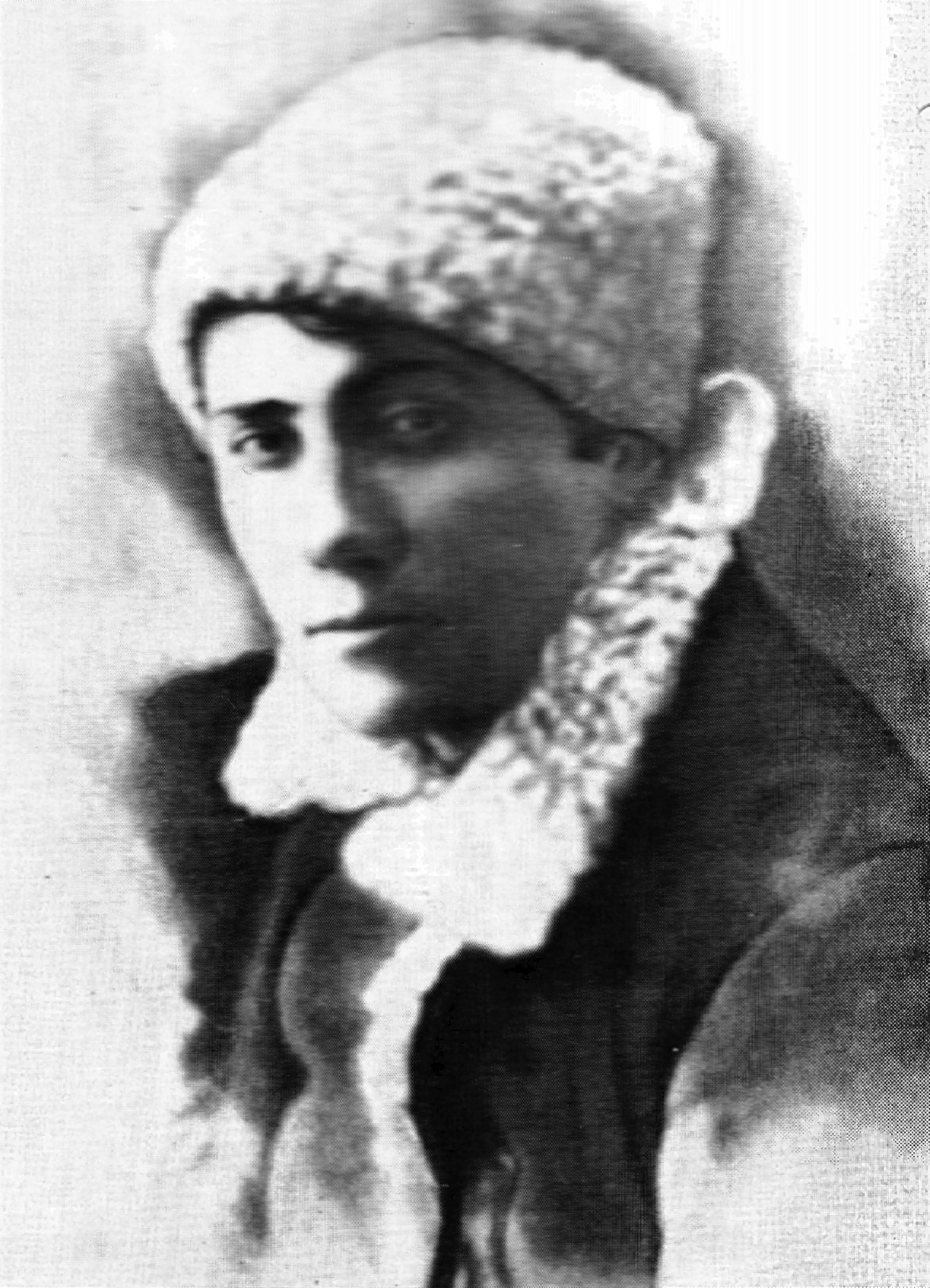
Володимир Сосюра

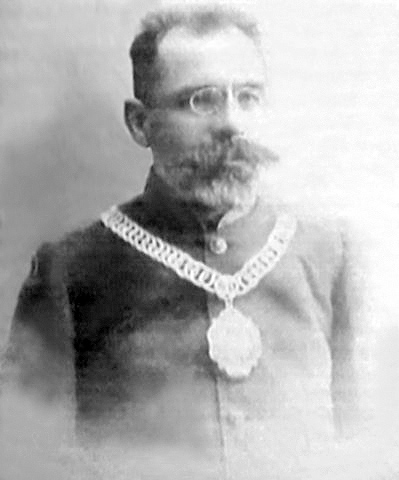
Іван Огієнко

23 вересня 1920 року в бою з більшовиками під Сатановом тяжко поранено полковника армії УНР Василя Проходу — начальника штабу 4-ї Сірої бригади 2-ї Волинської дивізії.
Восени 1920 року, відступаючи в складі Червоної армії, в Сатанові побував український поет Володимир Сосюра, про що він потім згадував у романі «Третя Рота»: «Ми одступаємо через ліси на Сатанове. У тьмі ночі батареї загрузають у глині, і ми їх витягуємо руками, освітлюючи собі дорогу смолоскипами із соломи… Перейшли Збруч, і уже в Сатанові хтось не витримав і крикнув: „Тепер ми на своїй землі, хай живе Радянська влада!“ Але і на своїй землі ми панічно відступали».
14 листопада 1920 року в Кам'янці-Подільському відбулося засідання Ради Народних Міністрів Української Народної Республіки, на якому ухвалено розпочати евакуацію уряду і державних установ в ніч з 14 на 15 листопада. Напрямок евакуації визначено такий: Лянцкорунь (нині Зарічанка) — Чемерівці — Сатанів.
Володимир Левицький у спогадах «В рядах Армії Української Народньої Республіки», опублікованих 1933 року, зафіксував у записі від 18 листопада 1920 року епізоди відступу українських військовиків: «Довжелезні валки обозів посуваються понад Збручем у напрямі м. Волочиськ, бо там має рішитися, що з нами буде. Так виглядає тепер недавно ще сильна наша армія». Шлях проліг через Іванківці, Сатанів (його Левицький характеризував як «брудне жидівське містечко, осередок жидівської контрабанди з України в Галичину й навпаки»), Мартинківці, Зайчики, де українські вояки заночували.
Никон Немирон у спогаді «Через Збруч», опублікованому 1950 року, ці листопадові дні 1920 року згадав так: «У Сатанові ми застали жовнірів польської прикордонної сторожі, що, користаючи з хаосу, переправлялися через Збруч і забирали цукор з місцевого цукрового заводу. Ми прогнали їх і відібрали заграблений цукор. 21 листопада прибули ми до Волочиська».
У листопаді 1920 року через Сатанів проліг шлях професора Івана Огієнка (майбутнього митрополита Іларіона) з Кам'янця-Подільського, захопленого більшовиками, на Тарнів. Микола Тимошик так зафіксував цю подію: «За наполяганням чергового старшини штабу діючої Української армії Іван Огієнко, нашвидкуруч зібравши дітей і дружину, в ніч з 15 на 16 листопада, пішки, фактично без будь-якого майна, вирушає в далеку і невідому дорогу. А діти? Дружина Домініка Данилівна була на восьмому місяці вагітності (донька Леся народиться в Тарнові 8 січня 1921 року; Анатолію виповнилося лише десять, а Юрію — дев'ять літ…) На одному з аркушів, віднайдених автором цих рядків у архіві митрополита Іларіона у Вінніпезі, зафіксований цей відчайдушний маршрут: Чемерівці (16 листопада), Сатанів (17 листопада), Волочиськ (19 листопада), Тернопіль і Львів (без дат), Тарнів (25 листопада)».

### Довоєнний радянський період (1920—1941)

#### Радянські перетворення
У листопаді 1920 року в Сатанові остаточно встановилася радянська влада. Незабаром тут створено комітет незаможних селян, а в січні 1921 року обрано сільську раду. Символічно, що того ж 1921 року, коли в містечку на повну силу розгорнулися радянські перетворення, в Парижі 7 червня на 65-му році життя померла остання власниця Сатанова — графиня Климентина Тишкевич.
27 березня 1922 року газета «Свобода», що виходила (і донині виходить) у США, надрукувала лист мешканця села Калагарівка (нині Гусятинського району Тернопільської області). Це село, сусід Сатанова на правому березі Збруча, відійшло до Польщі. У листі від 17 лютого 1922 року мешканець Калагарівки писав :
| Перед війною то хоть до Сатанова пішов та заробив, а тепер у нас нема де заробити одного цента. До Сатанова жива душа не йде, бо там суть большевики. Як кого зловлять з нашої сторони, то зараз стріляють, бо кажуть, що то шпіон. У Росії нема жадного порядку. Тому тиждень то розстрілили большевики зі Сатанова, Спасівки і з близьких сіл 250 людей. У них не вільно гендлювати нікому. Хто звідтам прийде до нас і що купить, большевики, коли зловлять на границі, розстрілюють, бо кажуть, що він «шпекулянт». Як була в Сатанові Україна, то було добре, бо було де заробити. |
22 серпня 1922 року «Свобода» повідомила, що до прикордонних станцій на Збручі — Волочиська, Гусятина, Сатанова та інших — прибула спеціальна радянська комісія. Оскільки торгівля з Польщею має відбуватися тільки за посередництва «Зовнішторгу», то всі товари, «перепачковані з Галичини і Волині», підлягають конфіскації. Отож комісія проводить ревізію у купців, конфіскує товар, вартість якого обчислюється «грубими мільйонами». У зв'язку з цим, писала газета, на Великій Україні деякі товари, головно мануфактура, підскочили на 100 та більше відсотків.
Через Сатанів часто пролягав шлях за кордон учасників української революції 1917—1921 років. Ним, зокрема, скористувався черкаський полковник Вільного козацтва Яків Водяний, якого 1919 року ЧК заочно засудила до розстрілу. У травні 1922 року він виїхав з дачного селища Клавдієве під Києвом, де переховувався, до Проскурова, а звідси до Сатанова. Була неділя, ярмарковий день. Походивши берегом річки, Яків Водяний вивчив місцевість, а вночі перейшов кордон.
7 березня 1923 року постановою Всеукраїнського центрального виконавчого комітету в республіці ліквідовано повіти та волості, натомість створено округи та райони. Зокрема, сформувався Проскурівський округ у складі 16 районів, серед яких був Юринецький, утворений з частин Сарнівської та Юринецької волостей. Його центром стало село Юринці, згодом центр перенесено до Сатанова. 1933 року Юринецький район перейменували на Сатанівський.
На 1 січня 1924 року в Сатанові було 541 господарство, 4028 мешканців. У містечку діяли три школи — українська, польська та єврейська, лікнеп, селянський будинок, хата-читальня, театр, із закладів охорони здоров'я — державна аптека, лікарня, медичний пункт.
У лютому 1924 року утворено Волочиський прикордонний загін, що діяв до осені 1939 року. Він складався з трьох комендатур, одна з яких розміщувалася в Сатанові. У жовтні 1939 року значна частина особового складу Волочиського загону склала основу створеного на новому кордоні Коломийського прикордонного загону.
1924 року місцева влада ухвалила знести Сатанівську фортецю, бо вона нібито загрожувала людському життю, але Всеукраїнський центральний виконавчий комітет постанову скасував і наказав реставрувати фортецю, для чого асигнував 5 тисяч карбованців. Проте реставрацію не було зроблено.

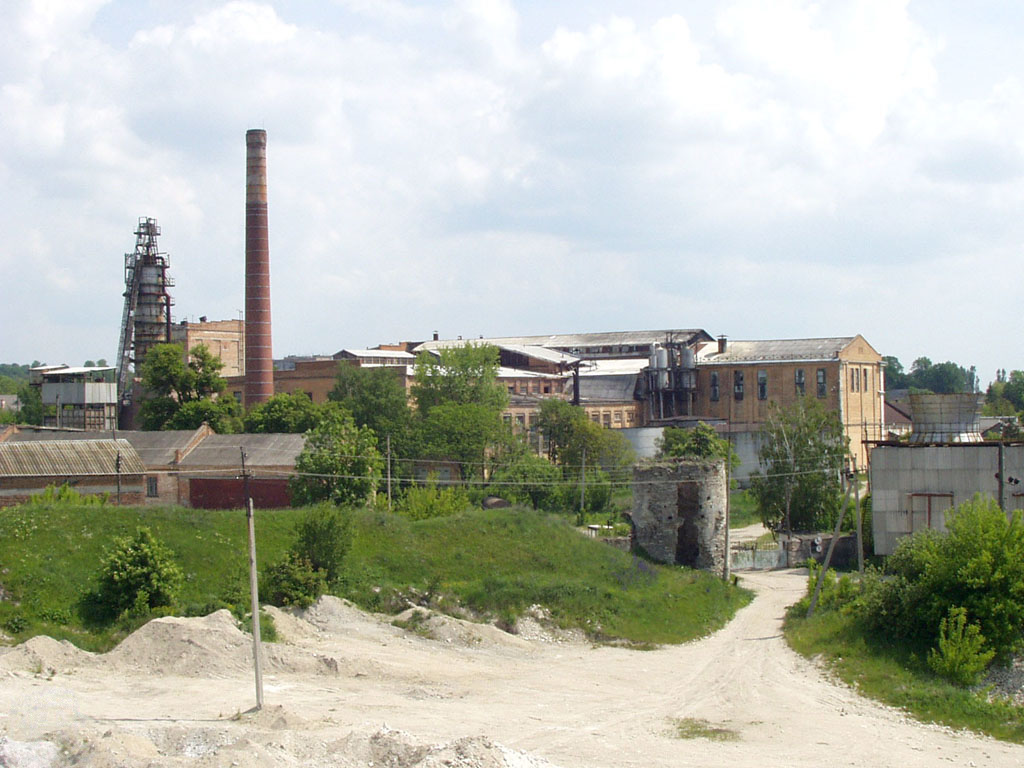
Сатанівський цукровий завод

1926 року завершено відбудову цукрового заводу. До кінця року на ньому вироблено 68 тисяч пудів цукру. 1933 року дала перший струм Сатанівська гідроелектростанція. 1934 року запрацював маслозавод, на якому трудилося 39 робітників. 1938 року його валова продукція становила 104 тисячі карбованців. Згодом відбудували цегельний, черепичний і шкіряний заводи. Щоб задовольняти побутові потреби населення, створено артілі «Прикордонник», «Будівельник», «Червоний швейник».
18 вересня 1931 року в Сатанові почала виходити районна газета «Комуна» (згодом — «Колгоспна правда»).
27 лютого 1932 року Сатанів увійшов до новоствореної Вінницької області. 1 квітня 1935 року Центральний виконавчий комітет СРСР видав постанову № 157 «Про утворення в УСРР шести округів», в якій задовольнив представлення Центрального виконавчого комітету УСРР та утворив, зокрема, Проскурівський округ у складі дев'яти районів, серед яких був і Сатанівський. 22 вересня 1937 року Сатанів увійшов до Кам'янець-Подільської області (нині Хмельницька), виділеної з Вінницької. 1938 року Сатанову надали статус селища міського типу.
1921 року в містечку Сатанів відкрили початкову, а 1926 року — семирічну школи. 1937 року споруджено приміщення для середньої школи. У 1940/41 навчальному році в селищі діяли середня, неповна середня та початкова школи, в яких здобували освіту 970 учнів і працювало 37 учителів. Також відкрито дитячий садок і ясла.
1928 року збудовано поліклініку, пологовий будинок, інфекційне відділення лікарні. 1931 року в центрі Сатанова насаджено невеликий парк. Того ж року розпочала роботу бібліотека для дорослих. 1938 року відкрито новий будинок культури. 6 листопада в ньому провели урочисте засідання з нагоди 21-ї річниці Жовтневого перевороту в Петрограді .
17 вересня 1939 року частини Червоної армії перейшли державний кордон і вступили на територію Західної України та Західної Білорусі. Негайно стали надходити рапорти про «вдячність визволителям». Так, начальник прикордонних військ НКВС УРСР комдив Соколов відзвітував у Москву, що 18 вересня 1939 року в районі застави Сатанів до кордону з протилежного берега Збруча підійшла група мешканців села Калагарівка в кількості 300 осіб із оркестром і прапорами «з метою висловити свою вдячність і вітання». Цього ж самого дня на підставі звіту з України склав своє зведення у Москві й начальник політичного управління прикордонних військ НКВС СРСР дивізійний комісар Мироненко. Правда, інформація вже виглядала трохи інакше: «В районі застави Сатанів до нашого кордону підійшла група польських мешканців села Калагарівка кількістю 500 осіб із оркестром і червоними прапорами, щоби вітати РСЧА і дякувати за звільнення з-під ярма польських панів». Історик Сергій Ткачов прокоментував цю метаморфозу з 300 до 500 чоловік так: «Відчуваєте різницю між Києвом і Москвою, між комдивом і дивізійним комісаром? Дорівнює вона майже двократній брехні!».

#### Районне керівництво
1923 року секретарем Сатанівської районної партійної організації обрали Дмитра Павловича Борисенка — комісара бригади Червоного козацтва, члена ВКП(б) з 1920 року. Очолюваний ним партійний осередок налічував тоді 16 комуністів. До складу бюро райкому партії входили Овечкін, Голубєв, Рябченко, Пяртлі, жіночий організатор Грошева. Пізніше Дмитро Павлович працював секретарем Летичівського та Чорноострівського райкомів КП(б)У, головним агрономом бурякорадгоспу, був на відповідальній роботі в обласному земельному відділі. Учасник німецько-радянської війни від її початку і до Дня Перемоги.
Головою Сатанівського районного комітету незаможних селян тоді був Григорій Омелянович Мартишевський. 1923 року в селі Маначин Волочиського району він створив одне з перших на Поділлі товариство спільної обробки землі. За направленням партії очолив Сатанівський райкомнезам. У червні 1924 року був делегатом IV з'їзду комсомолу України в Харкові .
У 1930—1934 роках парторганізацію району очолював двадцятип'ятитисячник Данило Іванович Муравйов. Головою райвиконкому в цей час працював Іван Мар'янович Сологуб. У 1930—1931 роках у Сатанові було три партійні організації: цукрового заводу — 10 комуністів, кооперативна — 5, райвиконкому — 16 комуністів. Останню парторганізацію довгий час очолював Іван Єгорович Старостін, член ВКП(б) з 1928 року. 1931 року районна комсомольська організація налічувала 700 членів. Очолював її О. Кузьмін. Була в Сатанові і районна профспілкова рада, яку 1930 року очолював Хоцький.

#### Колективізація
1928 року в Сатанові засновано товариство спільної обробки землі «Колос», яке мало близько 42 гектарів землі. Обробляли її члени товариства усуспільненими знаряддями праці. 1930 року «Колос» реорганізували в колективне господарство «Велетень». 1931 року воно об'єднувало 295 дворів. Першим головою колгоспу став двадцятип'ятитисячник Олександр Носик — член ВКП(б), машиніст Проскурівського (Гречанського) депо. Для членів колгоспу «Велетень» збудовано два великі житлові будинки, в яких проживало 26 сімей колгоспників.
Оскільки земля колгоспу «Велетень» знаходилась за 7—8 кілометрів від Сатанова, то 1935 року господарство розформували, а його землі, інвентар і реманент передали колгоспам сусідніх сіл Зверхівці, Спасівка, Кам'янка .

#### Машинно-тракторна станція
2 лютого 1931 року в Сатанові створено машинно-тракторну станцію (МТС). В її організації активну участь узяли 25-тисячники Митрьохін, Кузнецов, Дубчак. Щоб забезпечити більшовицьке керівництво станцією, 5 травня того ж року тут оформлено партійний осередок.
На перших порах МТС мала 18 тракторів американського виробництва, які обслуговували 30 колгоспів району. Невдовзі станція поповнилася тракторами ленінградського виробництва, а 1932 року — Харківського тракторного заводу. Перед війною в МТС уже було 75 тракторів і 5 зернових комбайнів.
1933 року врожайність зернових у Сатанівському районі становила: жита — 14 центнерів, а пшениці — 14,5 центнера з гектара.
1939 року 11 трактористів Сатанівської МТС за ударну працю стали учасниками Всесоюзної сільськогосподарської виставки. Досягнення сатанівських механізаторів демонструвалися в Москві і наступного року.

#### Голодомор 1932—1933 років
Юлія Петрівна Война, 1921 року народження, зі села Спасівка, розташованого поруч зі Сатановом, розповіла про голодомор 1932—1933 років таке:
|  | У Сатанові жило 5 тисяч євреїв. Вони не голодували. У них було золото, за яке вони у магазинах Проскурова, Києва купували багато продуктів. Українці у них працювали. За це отримували харчі. Євреї допомагали всім, хто до них звертався за допомогою. Рятували, як могли, голодуючих українців. Пам'ятаю, зі мною в одному класі навчався хлопчик Бевз Володя. Сім'я у Володі — батько, мати, сестричка Надя 3—4 років. Сім'я жила дуже бідно. Мабуть, крім шкільних сніданків, не було більше що їсти. З голоду померла мати Володі, батько та сестричка опухли. Одного разу у школу діти-сусіди Володі принесли страшну новину — Володя повісився у саду на яблуні (хотів дуже їсти — не було що). Клас це дуже вразило, а після цього односельці десь із півроку спостерігали картину, яка ятрила серце кожному: вранці батько з дочкою Надею, одягненою у червоне платтячко, ішли до Сатанова берегом річки, відпочивали на мості, бо важко було йти. Ввечері поверталися додому. У Сатанові просили. Батько помер через півроку після смерті Володі, Надя вижила, її вигодували сусіди, родичі. |

Меланія Амбросіївна Туз із села Юринці, 1909 року народження, згадала, що біля цукрового заводу в Сатанові зберігали картоплю у кагатах. Картопля погнила, але людям її не дали. Вже гнилу ходили вибирати голодні люди, варили з неї суп, додавали ще кропиву . Емілія Павлівна Черніховська із села Борщівка, 1926 року народження, розповіла, що мама брала відходи з проса та перемішувала їх із відходом цукробурякового виробництва — мелясою, яку «батько якимось чином діставав на цукровому заводі в Сатанові». Після випікання в печі родина смакувала «солодким делікатесом».
Нині в Сатанові є пам'ятний знак із написом «Жертвам голодомору в Україні 1932—1933 рр.».

#### Переслідування духовенства
Уже невдовзі після встановлення радянської влади в Сатанові почалося переслідування духовенства. Так, 1923 року перебував під слідством за підозрою в шпигунстві римо-католицький священик Ян Ладиго, який від 1902 року був адміністратором парафії Пресвятої Трійці в містечку Сатанів. Незабаром зі священика зняли обвинувачення, проте 1924 року він притягувався до суду за те, що «повінчав молодих, які не зареєструвалися в загсі», але був виправданий. 2 січня 1930 року священика заарештували співробітники Сатанівського прикордонного загону ДПУ. Його притягнули до слідства у груповій справі духовенства та віруючих Римо-католицької церкви та відправили до Харківської в'язниці. 27—30 червня 1930 року відбувся закритий судовий процес, на якому Ян Ладиго був засуджений до п'яти років виправно-трудових таборів.

#### Репресії
Не обминули Сатанів і репресії. Так, 1936 року три роки таборів отримав голова профспілки початкових та середніх шкіл Сатанівського району Йосип Іхелевич Айзан (народився 1908 року в Проскурові). Його звинуватили у вільнодумстві, зокрема, в тому, що на комсомольських зборах при обговоренні питання про діяльність троцькістської опозиції і виключення Троцького з партії він разом із комсомольцем Гойхманом наполягав зафіксувати в протоколі зборів свою незгоду з рішенням партії про виключення Троцького з ВКП(б) .
Чимало уродженців Сатанова репресовано поза межами містечка. Серед них і Станіслав Леонтійович Пухальський, який народився 1900 року в Сатанові в польській робітничій сім'ї, а жив у Семенівському районі Полтавської області. 29 березня 1930 року Особлива нарада ДПУ УСРР засудила його до трьох років заслання у Північний край. Відбувши покарання, Пухальський працював комірником бурякорадгоспу в Семенівському районі. 13 серпня 1937 року його заарештували вдруге. 20 листопада 1937 року Особлива нарада при НКВС СРСР за статтею 54-6 Карного кодексу УРСР (шпигунство) засудила Пухальського до розстрілу. Вирок виконано 1 грудня 1937 року в Полтаві. Реабілітовано Пухальського Військовим трибуналом Київського військового округу 3 липня 1964 року.

#### Єврейська громада
Перед Другою світовою війною у Сатанові мешкало близько двох з половиною тисяч євреїв.
У поселенні діяла Сатанівська єврейська сільська рада. 1937 року вона виконала робіт на 12,5 тисячі карбованців. Зокрема, було збудовано дві вбиральні, влаштовано дві криниці і 600 метрів парканів, забруковано вулиці, посаджено 6 тисяч дерев, 2,6 тисячі кущів, квітів, розбито 43 клумби, знесено три руїни, побілено 32 фасади будинків, відремонтовано дві хати, виготовлено 303 номерні таблички на хати, електрифіковано 14 будинків.
На початку 1920-х років вивчати іврит у школах було заборонено. 24 листопада 1925 року головний штаб єврейського товариства «Гашомер Гацаїр» оголосив тиждень боротьби «за єврейську мову та єврейську культуру в СРСР». Відгукнувшись на цю ініціативу, група дітей і батьків із Сатанова (всього 125 осіб) надіслала заяву до єврейського бюро ЦК КП(б)У, в якій просила дозволити викладати іврит і традиційну єврейську культуру в школах. «Ми вважаємо рідною мовою іврит, своєю національною культурою — єврейську культуру, тому всі гоніння секції на іврит, єврейську культуру, „Тарбут“ є прямим порушенням політики радянської влади в галузі національного питання», — говорилося в заяві. Це та інші аналогічні прохання задоволені не були. Навпаки, вжито репресивних заходів, які призвели до припинення діяльності осередків «Гашомер Гацаїр» на Поділлі.
Під впливом більшовицької пропаганди деякі євреї покидали Сатанів і поселялися в нових містах, які будувалися в Радянському Союзі. Так, 1935 року із Сатанова в Магнітогорськ переїхала сім'я Шейнбергів. Михайло Григорович Шейнберг, якому тоді було дев'ять років (народився 12 листопада 1925 року), згодом 45 років (у 1945—1990 роках) пропрацював на Магнітогорському металургійному комбінаті, останні 19 років — начальником проектного відділу, нагороджений орденом «Знак Пошани» .

#### Вивчення Сатанова

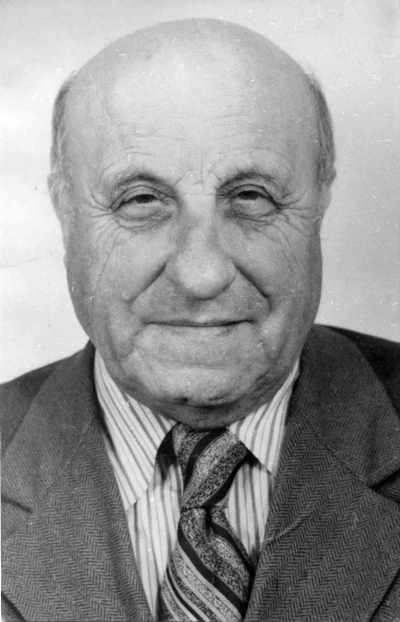
Павло Жолтовський

Вивчення Сатанова у довоєнний радянський період не було інтенсивним. 1928 року в Києві Юхим Сіцінський під грифом Української академії наук видав історично-археологічні нариси «Оборонні замки Західного Поділля XIV—XVII століть». Один із розділів цих нарисів «Замок у Сатанові» вийшов за вузькі рамки, означені в заголовку, та став коротким викладом історії містечка та його пам'яток. 1994 року книгу перевидано в Кам'янці-Подільському.
У 1926—1931 роках майбутній доктор мистецтвознавства Павло Жолтовський як науковий співробітник Харківського художнього музею брав участь в його експедиціях з виявлення та вивчення пам'яток історії та культури. 1930 року він побував у Сатанові та Сатанівській Слобідці, сфотографував їхні пам'ятки старовини. Зокрема, він зафіксував, що сонячний годинник на церкві Троїцького монастиря вже не мав гномона.
У 1933—1934 роках під час будівництва на Збручі першої Сатанівської гідроелектростанції знайдено бронзову монету часів римського імператора Гордіана III, карбовану у Фракії. До 1941 року зберігалася в Проскурівському музеї. Одночасно з дна річки витягнули важкі дубові колоди-палі — залишки пристані для суден. Як зазначив краєзнавець Володимир Соха, остання знахідка підтвердила легенди, які розповідали старі сатанівчани: мовляв, біля Лазарецької гори колись була велика річкова пристань, а Збруч був судноплавним.

### Під час війни (1941—1944)

Довідка КДБ про перебування легіону «Нахтігаль» у Сатанові

Через два тижні після початку війни між Німеччиною та СРСР, 6 липня 1941 року, частини німецької армії увійшли в Сатанів . У приміщенні школи розмістилася німецька жандармерія, було обладнано тюремні камери. На території Кам'янець-Подільської області утворено дев'ять округ або гебітскомісаріатів. Сатанівський район разом з Ярмолинецьким і Городоцьким увійшов до Ярмолинецької округи.
У боях біля Сатанова брала участь 5-та танкова дивізія СС «Вікінг», яка майже на 50 % складалася з голландців, данців, норвежців і фінів. Це було перше військове з'єднання, укомплектоване європейськими добровольцями. Частини дивізії СС «Вікінг» перейшли кордон СРСР 29 червня 1941 року в районі Рави-Руської. Під час прикордонних боїв у Галичині дивізія наступала через Тернопіль, прорвала «лінію Сталіна» біля Сатанова і досягла Проскурова .
У липні 1941 року через Сатанів проліг шлях легіону «Нахтігаль». 13 липня «Нахтігаль» переправився через колись прикордонну річку Збруч і розпочав рух на схід як передове забезпечення 1-ї Гірської дивізії. Через містечка Сатанів, Ярмолинці та Деражня українська частина рухалася на Проскурів (нині Хмельницький), куди увійшла увечері 14 липня. У довідці від 16 жовтня 1959 року, підготовленій працівниками Комітету державної безпеки в Хмельницькій області, зазначено :
| Встановлено, що в першій половині липня 1941 року із Західної України через Сатанів по шосейній дорозі до Хмельницька рухався на велосипедах та автомобілях озброєний загін українських націоналістів у німецькій формі. Загін в Сатанові не затримувався. Розстрілів ним радянського партійного активу та їх сімей не встановлено. |
5 серпня 1941 року нацисти провели в Сатанові першу акцію знищення євреїв, а в ніч з 14 на 15 травня 1942 року понад 240 євреїв загнали в кам'яний підвал на південній стороні «Іванковецького базару» і живцем замурували.
У Сатанівському районі діяла підпільна партійна організація, яку від жовтня 1941 року очолював уповноважений ЦК КП(б)У Григорій Степанович Корецький (підпільна кличка Колумб), а після його арешту гестапівцями на початку серпня 1943 року — керівник підпільної групи в селі Радковиця Арсен Тарасович Нирко (підпільна кличка Клименко). На Сатанівському цукровому заводі підпільну групу очолював технік-будівельник Анатолій Гнатович Левченко. У жовтні 1942 року його, як і багатьох сатанівських підпільників, заарештували, відправили в концтабір в Ярмолинцях, де розстріляли. У грудні 1942 року підпільну групу заводу очолив Сергій Михайлович Пашко, який до війни був інструктором організаційного відділу Сатанівського райкому КП(б)У .
1942 року відновлено Сатанівський жіночий монастир, який діяв аж до 1962 року.
10 вересня 1943 року командир партизанського загону імені Чапаєва Михайло Тоскалюк із групою партизанів знищив три німецькі вантажні автомашини, які перевозили цукор із Сатанівського цукрового заводу в село Вівся. Двох німецьких шоферів убито, одного тяжко поранено.
На початку березня 1944 року в сатанівських лісах діяв партизанський загін імені Леніна, яким командував Микола Ілліч Вощило. Загін входив до складу партизанського з'єднання Антона Одухи .

Павло Макаров

25 березня 1944 року підрозділи 11-го стрілецького корпусу 1-ї гвардійської армії Першого Українського фронту в ході Проскурівсько-Чернівецької операції відвоювали Сатанів. Того дня він був не єдиним здобутком Червоної армії. В оперативному зведенні від Радянського Інформбюро зазначено: «Війська Першого Українського фронту після запеклих боїв 25 березня штурмом оволоділи містом і великим залізничним вузлом Проскурів — сильним опорним пунктом оборони німців і, продовжуючи розвивати наступ, з боями зайняли понад 150 інших населених пунктів, зокрема районні центри Кам'янець-Подільської області — місто і велику залізничну станцію Деражня, місто Сатанів, місто Городок, Вовковинці, Чемерівці, Оринин, районні центри Тарнопільської області — місто Бучач, місто Борщів, Скала, Буданів» . Характерно, що в цьому повідомленні Сатанів названо не селищем міського типу, а містом.
У боях за селище полягло 280 воїнів Червоної армії. Їх поховано в братській могилі біля Будинку культури. Під час цих боїв особливо відзначився сержант Павло Макаров. 23 вересня 1944 року він посмертно став Героєм Радянського Союзу.
На фронтах війни полягло 55 мешканців селища. Серед них Дмитро Созанський, який народився 1911 року в Сатанові в родині муляра. 18 червня 1943 року командир батареї 462-го стрілецького полку 168-ї стрілецької дивізії старший лейтенант Созанський писав рідним, що тільки за перші 12 днів червня 1943 року він розбив шість дзотів разом із кулеметами та обслугою. 5 червня він отримав медаль «За оборону Ленінграда», а 13 червня його нагородили медаллю «За бойові заслуги». Через п'ять днів, 23 червня 1943 року, Созанський загинув у бою на Ленінградському фронті. Похований у братській могилі біля села Пеніки Ломоносовського району Ленінградської області .
Уранці 27 вересня 1944 року поблизу Сатанова, в лісі біля села Іванківці, розбився радянський літак, на борту якого були бійці повітрянодесантної бригади 1-го Чехословацького армійського корпусу Людвіка Свободи. Через туман літак змушений був повернути на схід і в пошуках прийнятного аеродрому летіти над територією України, аж доки не закінчилося пальне. Загинуло четверо із шести членів екіпажу літака (командир Шишін, правий льотчик Смольний, штурман Колпіков, радист Ложкін ), зазнали серйозних поранень бортовий технік Слухов і повітряний стрілець Богатирьов. Із 12 десантників загинули двоє — молодші сержанти Ян Герман і Мілош Фабри. Багато десантників були поранені, серед них і їхній командир Ян Кварта. Він послав двох легко поранених бійців у розвідку. Невдовзі вони повернулися з українським селянином. Пізніше Ян Кварта згадував: «Люди забрали нас всіх у село, де перев'язали поранених. А мертвих потім поховали в парку на головній площі міста Сатанів. Похорон був урочистий, зі Львова від Білгородського авіаполку прибула особлива делегація з майором Радянської Армії Жиграєвим на чолі. Після похорону всіх нас перевезли із сатанівської лікарні у львівську військову лікарню».

### Повоєнний радянський період (1944—1991)

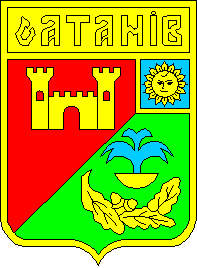
Герб Сатанова 1989 року

Під час війни промислові підприємства Сатанова були зруйновані. До 15 квітня 1944 року відбудовано цукровий завод. Того ж року він дав державі перші 10 тисяч центнерів цукру. 1946 року у всесоюзному змаганні серед цукровиків колектив Сатанівського цукрового заводу посів третє місце. На початку 1945 року дала струм Сатанівська ГЕС. 1947 року став до ладу плодоконсервний завод .
23 вересня 1959 року Указом Президії Верховної Ради Української РСР ліквідовано Сатанівський район. Його територію віднесено до Волочиського та Городоцького районів Хмельницької області . У зв'язку з цим Сатанів утратив статус районного центру й, відповідно до ухвали Хмельницького облвиконкому від 24 вересня 1959 року, увійшов до складу Городоцького району. Тоді ж перестала виходити газета «Колгоспна правда».
24 серпня 1963 року постановою Ради Міністрів Української РСР до списку пам'яток архітектури Української РСР, що перебувають під охороною держави, внесено міську браму, замок і синагогу в Сатанові.
У травні 1976 року прийняв перших відвідувачів профілакторій «Берізка», який започаткував майбутнє місто-курорт на основі відкритого в цій місцевості Збручанського родовища мінеральних вод. 5 грудня 1985 року Постановою Ради Міністрів Української РСР прийнято пропозицію Міністерства охорони здоров'я УРСР і Укрпрофради, погоджену з ВЦРПС, про визнання курортної місцевості Сатанів у Хмельницькій області курортом та віднесено його до курортів республіканського значення . 17 листопада 1986 року Рада Міністрів Української РСР затвердила «Положення про курорт Сатанів».
16 жовтня 1983 року в Афганістані загинув гвардії старший лейтенант Василь Іванович Харкуца із Сатанова (народився 5 березня 1957 року). Він згорів у збитому над Багланом вертольоті Мі-8. Василя упізнали лише завдяки зламаним вухам, характерним для борців .
Згідно з підсумками Всесоюзного перепису населення, проведеного 12—19 січня 1989 року, в Сатанові було 1774 мешканці (816 чоловіків і 958 жінок). Про високий духовний потенціал жителів селища засвідчив лист Любові Вус із Сатанова, опублікований 1977 року в журналі «Телевидение и радиовещание»: "Як і всі, я бачила фільм «Броненосець „Потьомкін“» декілька разів. Я пам'ятала майже всі його кадри, знала зміст коротких, як постріли, титрів. Здавалося, ніщо вже з баченого не зможе зачепити мене так, як це було вперше… Я стояла у дверях кімнати, дивилася на екран телевізора і збиралася піти, ледь глянувши початок. Але так і простояла до кінця фільму, забувши про час… З роками нічого не потьмяніло. Той же хлопчик гине на приступцях сходів, той же візок котиться вниз, той же гордий корабель-переможець йде у відкрите море, і ті ж сльози у мене на очах".
23 червня 1989 року затверджено герб Сатанова .
1990 року на закритому католицькому кладовищі розпочалося будівництво нового храму — костелу Пресвятої Діви Марії — Матері Церкви.
1971 року в енциклопедичному виданні «Історія міст і сіл Української РСР. Хмельницька область» вміщено 9-сторінковий нарис кандидата історичних наук Олександра Степенка «Сатанів». 1991 року побачив світ 175-сторінковий історичний нарис директора Городоцького дослідно-експериментального заводу Володимира Сохи «Сатанів», витриманий в комуністичному дусі: з висловами на кшталт «петлюрівські головорізи», з яскравим змалюванням «участі трудящих у боротьбі за владу Рад». І все ж у нарисі зібрано значний фактаж про радянську добу Сатанова.

### У незалежній Україні (1991—2000)

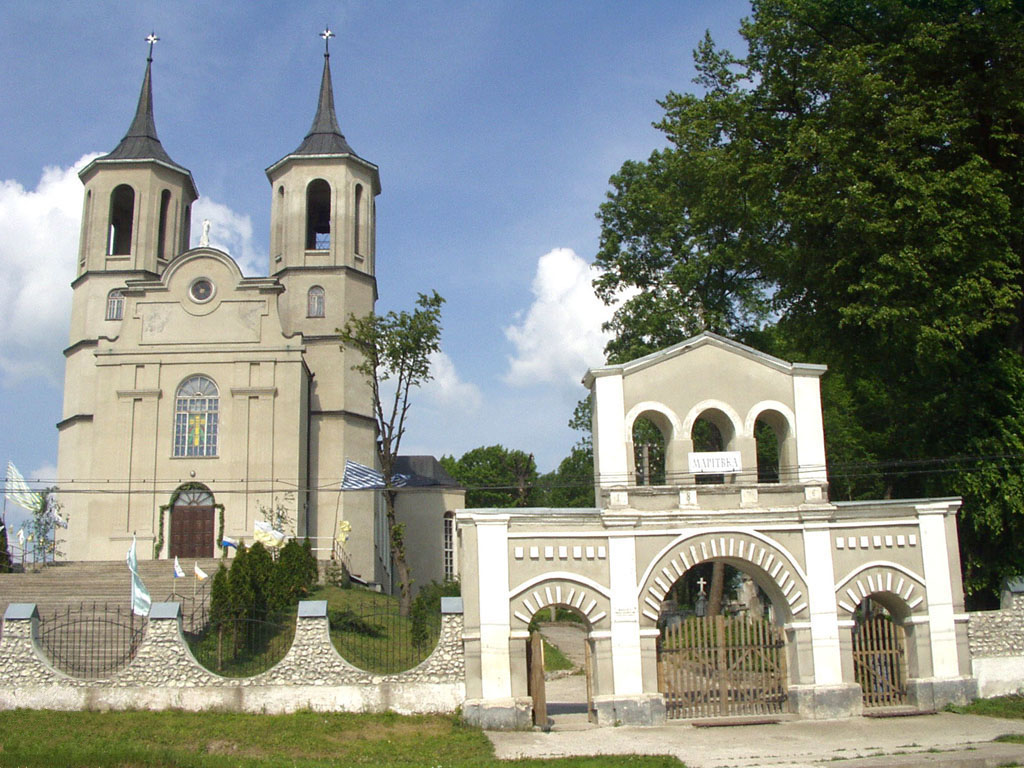
Новозбудований костел

Як і багато підприємств України, зазнав реорганізації Сатанівський цукровий завод: 1993 року його перетворено на орендне підприємство, а 1996 року — на відкрите акціонерне товариство.
28 травня 1994 року єпископ Ян Ольшанський освятив новозбудований костел Пресвятої Діви Марії — Матері Церкви.
27—28 жовтня 1995 року в Хмельницькій області побувала урядова делегація на чолі з віце-прем'єр-міністром України з питань гуманітарної політики Іваном Курасом, яка вивчала можливості для прискорення розробки програми розвитку санаторно-курортного комплексу «Сатанів».
Посилився інтерес до Сатанова та його довкілля, до пам'яток містечка. Так, у серпні 1992 року наукова експедиція Санкт-Петербурзького єврейського університету провела обстеження будівлі колишньої синагоги в Сатанові . В експедиції на Поділля брав участь російський письменник єврейського походження Валерій Шубинський. Він записував спогади єврейських та українських старожилів колишніх єврейських містечок. У Сатанів Шубинський прибув пізно вночі з Ярмолинців — батьківщини свого діда. Свої враження від поїздки письменник виклав у дорожніх нотатках «Автогеографія», опублікованих у грудні 2001 року в журналі «Знамя». Спогад про нічне купання в Збручі вилився пізніше в такі рядки: «Над річкою нависала земляна гряда. Це було не що інше, як Траянів вал — кордон Римської імперії в пору її найвищої могутності. Наступник Траяна Адріан виселив євреїв із Палестини; в результаті вони через тисячу з чимось років опинилися в Україні. Потім цією річкою проходив кордон двох інших імперій — Російської та Австрійської. Тепер це місце — в глибині однієї незаможної, але досить великої країни».
1993 року в матеріалах Міжнародної конференції з проблем охорони фортифікаційних споруд України київська дослідниця Катерина Липа опублікувала історико-архітектурну розвідку «Замок у Сатанові». 1996 року вона на основі актових книг Сатанівського магістрату оприлюднила в журналі «Архітектурна спадщина України» відомості про архітектурний вигляд міста в першій половині XVIII століття.
2000 року викладачі та студенти Кам'янець-Подільського педагогічного університету (разом 11 осіб) провели двотижневу етнологічну експедицію за маршрутом Іванківці — Сатанів.

## Сатанів у XXI столітті
26 липня 2001 року Сатанів, як і ще 11 селищ міського типу та 12 міст Хмельницької області, увійшов до Списку історичних населених місць України, затверджених постановою Кабінету Міністрів України. У цьому списку для Сатанова датою заснування або першої писемної згадки вказано не конкретний 1404 рік, а розпливчастий «початок XV століття».
2001 року в Сатанові працювала комплексна експедиція по Вінницькій та Хмельницькій області, метою якої було складання програми для вивчення історії, архітектури, побуту та духовної культури колишніх єврейських містечок Поділля. Учасниця експедиції Ольга Бєлова зробила такий висновок :
| Досі культурний ландшафт колишніх містечок визначають такі «вічні» складові, як синагога (найчастіше напівзруйнована), занедбаний єврейський цвинтар і рядова забудова, яка все ще домінує на центральних вулицях. Ймовірно, цей «матеріальний елемент» якимось чином не дає місцевим мешканцям забути своїх етнічних сусідів, їх звичаї, обряди та мову, попри те, що євреїв давно вже немає ні в Мурафі, ні у Вербовці, ні в Сатанові. |
2002 року припинив роботу Сатанівський цукровий завод. Місцеві жителі стали його розграбовувати. Так, 19 серпня 2009 року близько другої години ночі внаслідок несанкціонованого доступу обвалилася одна зі споруд заводу. 25-річний Сергій Танаффе зрізав підпору, внаслідок чого завалився третій поверх, а потім і другий. Плити перекриття були вагою до 17 тонн кожна. Чоловік опинився під завалом заввишки 3,5 метра. Загальна площа руїни сягнула 600 квадратних метрів .
Припинення діяльності цукрового заводу (головного годувальника місцевості) та стрімкий розвиток Сатанівської здоровниці призвів до переорієнтації зайнятості населення. У Сатанові поступово зростає кількість закладів відпочинку, розвивається сфера торгівлі та обслуговування, зростає виробництво сувенірної та туристичної продукції . 16 червня 2005 року Хмельницька обласна державна адміністрація видала розпорядження «Про невідкладні заходи щодо розвитку Сатанова та раціонального використання Збручанського родовища мінеральних лікувальних вод».

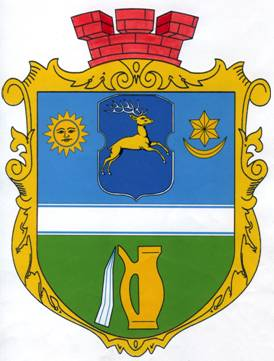
Герб Сатанова 2007 року

Штандарт Сатанова 2007 року

2007 року художник Петро Броніславович Войталюк, автор герба та прапора Городоцького району Хмельницької області, розробив сучасний герб Сатанова, а також штандарт Сатанова. За головний елемент як герба, так і штандарта взято реставрований герб Сатанова 1641 року.
2008 року краєзнавець і видавець Мирослав Мошак із Кам'янця-Подільського випустив у світ путівник «Сатанівська здоровниця та подорож туристичними стежками Поділля». Того ж року побачили світ історико-краєзнавчий довідник «Сатанів» Михайла Кушніра та Ігоря Олійника , путівник Ігоря Байдака «Стежками рідного краю», один із розділів якого присвячено Сатанову , та путівник «Два береги Збруча» (упорядник Олена Крушинська), в якому 11 сторінок присвячено Сатанову та Сатанівській Слобідці. За рік до того Ігор Байдак у співавторстві з Оленою Перовою видав інформаційний довідник «Сатанів — місто-легенда, місто-курорт». 2010 року Олена Перова та видавництво «Рута» (Кам'янець-Подільський) здійснили на його основі друге видання довідника — цього разу як путівник «Сатанів». За рахунок коштів, отриманих із першого видання, було встановлено меморіальну дошку Ніні Нестеровій — першовідкривачеві Збручанського родовища мінеральних вод. Крім того, 25 січня 2008 року Сатанівська селищна рада ухвалила перейменувати в Сатанові провулок Леніна на провулок Нестерової.
У червні 2010 року в Сатанові проведено регіональний етнографічний фестиваль-конкурс «Душа землі моєї», в якому взяли участь самодіяльні артисти з одинадцяти областей України .
Упродовж 2010 року статтями про історію Сатанова, його пам'ятки, найвідоміших уродженців активно поповнювалася Українська Вікіпедія. 1 серпня 2010 року статтю «Історія Сатанова» було визнано однією з найкращих статей україномовного розділу Вікіпедії. Наприкінці року в серії «Поділля туристичне» побачила світ історико-краєзнавча розвідка «Сатанів: Історія, міфи та легенди» кандидата історичних наук Світлани Маркової із Хмельницького (книгу підписано до друку 7 грудня 2010 року). Для написання розвідки використано матеріали Державного архіву Хмельницької області, дослідження істориків і краєзнавців XIX—XXI століть, а також статті Української Вікіпедії — «Сатанів» і «Історія Сатанова».
16 серпня 2011 року в Сатанові біля мурів середньовічної міської брами відкрито пам'ятний знак «В пам'ять усіх захисників Сатанова». Його встановлено на честь представників трьох найбільших громад, які у XVI—XVII століттях пліч-о-пліч боронили місто, тож написи на камені зроблено українською та польською мовами та на івриті .